# 静岡市

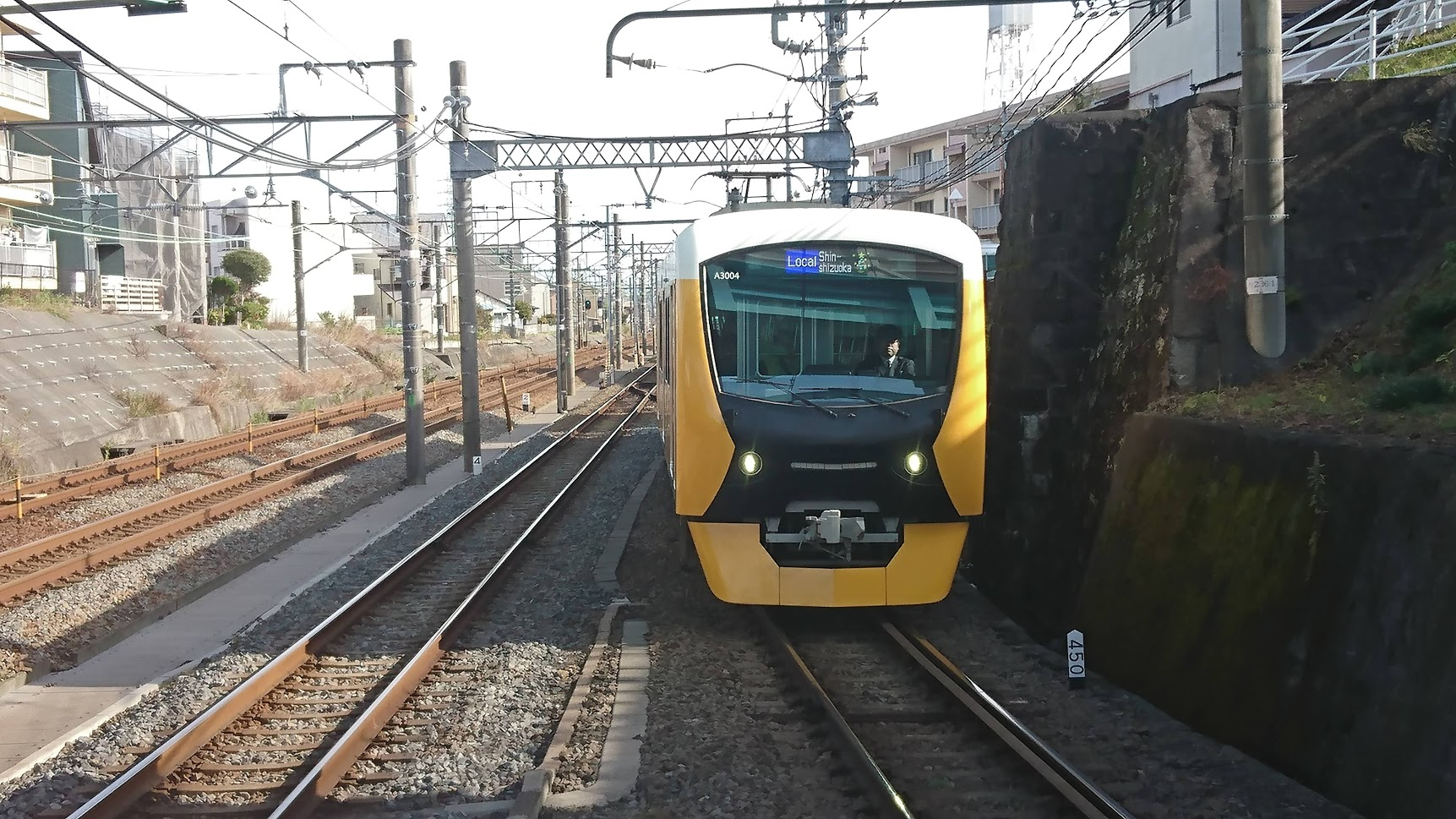
市内を走る静岡鉄道

静岡市（しずおかし）は、静岡県中部に位置する市。静岡県の県庁所在地であり、政令指定都市のひとつ。

## 概要

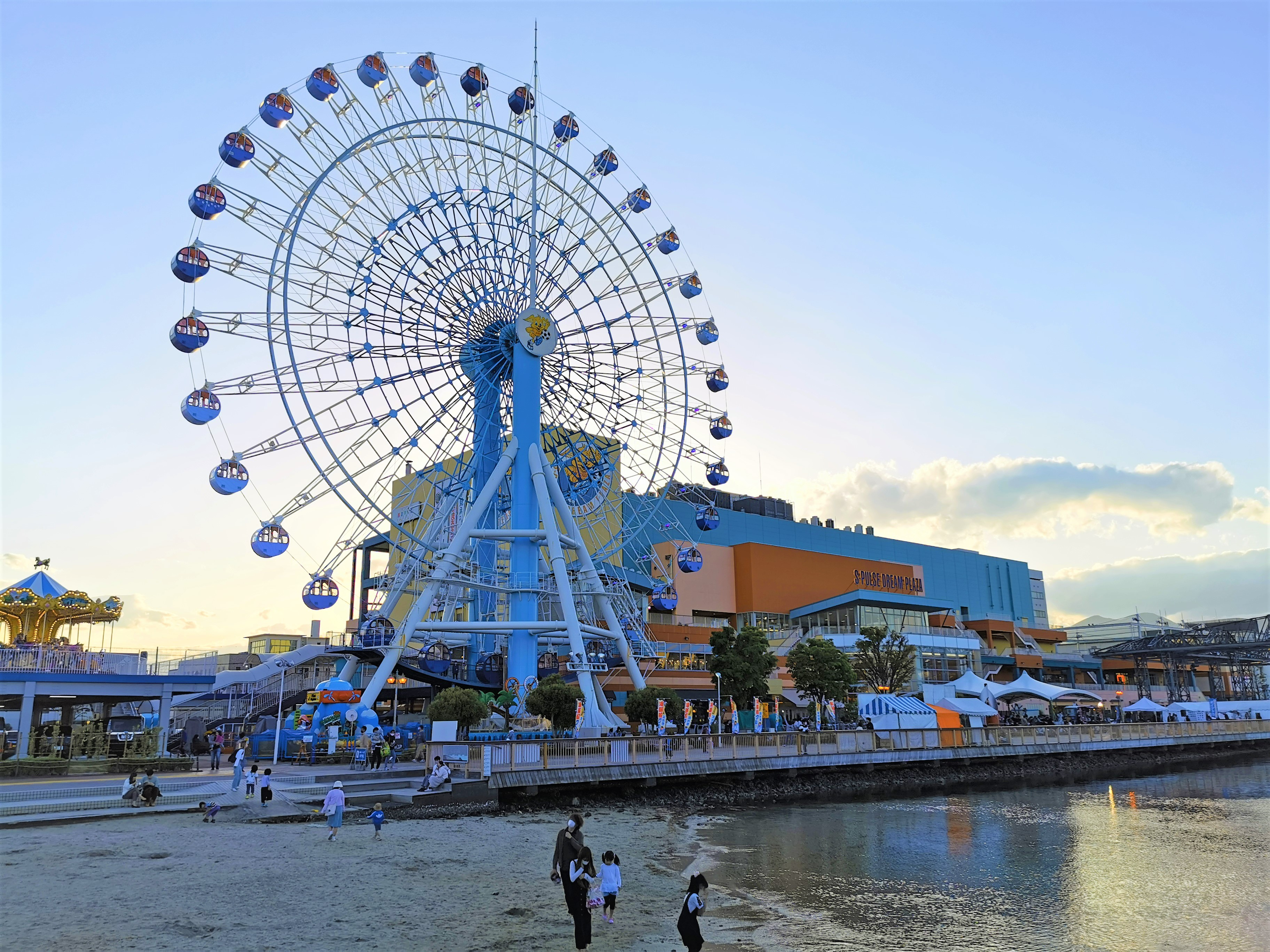
清水港 日の出地区

葵タワーから見た静岡市都心部（静岡駅前）

静岡市は、東京と名古屋の太平洋ベルト地帯上のほぼ中間に位置し、静岡県の東西間でもほぼ中央にあり、静岡市葵区・駿河区・清水区の3区の範囲は駿河湾から日本平、静岡平野や清水平野を経て赤石山脈（南アルプス）の県境まで南北に繋がる。気候は非常に温暖穏やかで雪が殆ど降らず、一年を通して晴れ間が広がる。
旧静岡市と旧清水市の新設合併により、2003年4月1日に設置され、2005年4月1日に全国14番目（県内初）の政令指定都市に移行した。市制施行日は全国の政令指定都市の中で最も新しい。人口・面積共に県内では浜松市に次ぎ第2位で、県庁所在地では最大の面積を有する。2025年現在、人口約67万人は政令指定都市の中で最も少なく、唯一70万人を割っている。県西部の浜松市とともに静岡・浜松大都市圏を形成している（都市雇用圏として静岡市単独では静岡都市圏）。
市内には約4万の事業所が置かれ、年間商品販売額では3兆円を超えるなど静岡県中部地区における商業都市、ビジネス都市として機能している。静岡駅から駿府城周辺にかけてを核とした静岡都心と清水港周辺にかけて広がる清水都心を併せ持つ多核都市であり、文化教育拠点として東静岡・草薙副都心の整備が進んでいる。
世界遺産に指定された三保の松原や駿府城、清水港、静岡浅間神社、国宝に指定された久能山東照宮、日本夜景遺産(自然夜景遺産)に認定された日本平、登呂遺跡、オクシズ（奥静岡エリア）など多くの観光資源を有し、大道芸ワールドカップin静岡や静岡まつりなど毎年100万人超の参加者が集まる大規模イベントの他、静岡ホビーショーが開催されるなど 県内の観光都市の一つでもあり、年間約2500万人の観光客が訪れる。
徳川家康が拠点としていた駿府城周辺地域は「駿府」と呼ばれ、江戸時代初期の大御所政治（駿府政権）では、実質的な首都として機能し、江戸・上方（京・大坂）に並ぶ大都市であった。

### 地域間関係
1969年までの旧安倍郡域吸収合併などにより、全国で5番目に大きい面積を擁すが、森林面積が市域の約80％と全県庁所在地及び政令市の中で最も高く、人口の約98％が市面積の8％に満たない市街地に集積し、高密度な都市を形成している。一方、南海トラフ巨大地震による建物倒壊の懸念から市内マンション化率は政令市で最も低い。そのため地価が高騰する傾向にあり、バブル景気以前の公示地価は横浜市や神戸市など一部の旧六大都市より高く、バブル期の静岡銀行の貸し渋り や人口減少などにより停滞状態にある現在でも、札幌市や千葉市など一部の地方中枢都市や首都圏の大都市を抜き後発政令市ではトップクラスに高い。駿府政権時の駿府九十六ヶ町の町割りにより中心市街地の道路幅が狭い傾向にある。市面積の大半はオクシズより構成される。北部赤石山脈の他、日本平、賤機山、谷津山、八幡山など市街地にも多くの山が存在する。2009年3月27日、国により「中心市街地活性化基本計画」が、2地区（静岡地区、清水地区）に認定された。

## 地理

静岡市中心部周辺の空中写真。2020年6月24日撮影の109枚を合成作成

### 広袤
国土地理院の全国都道府県市区町村別面積調によると、静岡市の面積は1,411.93平方キロメートルである。
『静岡県 市区町村の役所・役場及び東西南北端点の経度緯度（世界測地系）』（国土地理院）によると静岡市の広袤は以下の通り。また、『我が国の人口重心 －平成27年国勢調査結果から－』（総務省）による人口重心 も併記する。
- 静岡市役所 - 北緯34度58分32秒 東経138度22分58秒 / 北緯34.97556度 東経138.38278度（葵区追手町）
- 東端 - 北緯35度06分54秒 東経138度38分22秒 / 北緯35.11500度 東経138.63944度（清水区蒲原：富士川河口）
- 西端 - 北緯35度19分29秒 東経138度04分59秒 / 北緯35.32472度 東経138.08306度（葵区田代：百俣沢の頭）
- 南端 - 北緯34度53分55秒 東経138度20分54秒 / 北緯34.89861度 東経138.34833度（駿河区石部：大崩海岸）
- 北端 - 北緯35度38分45秒 東経138度13分42秒 / 北緯35.64583度 東経138.22833度（葵区田代：間ノ岳）[注釈 3]
- 人口重心 - 北緯34度59分51.58秒 東経138度25分16.05秒 / 北緯34.9976611度 東経138.4211250度（葵区古庄五丁目）

### 地形
温暖かつ穏やかな気候で知られる。三方を山に囲まれ、南は駿河湾に接している。平野部に人口が集中しており、残り市域の大半は非可住の山林である。糸魚川静岡構造線上に位置しており、急峻な山や急流が目立つ。

#### 山地
主な山
- 間ノ岳
- 塩見岳
- 荒川岳（悪沢岳）
- 赤石岳
- 聖岳
- 光岳
- 山伏（やんぶし）
- 大無間山
- 満観峠
- 真富士山
- 十枚山
- 竜爪山
- 賤機山
- 谷津山
- 八幡山
- 有度山（日本平）
- 梶原山
- 薩埵山（薩埵峠）
- 浜石岳
- 大丸山
- 大平山

#### 河川
主な川
- 大井川（上流）
- 安倍川
- 藁科川
- 丸子川
- 巴川
- 大谷川放水路
- 長尾川
- 富士川
- 興津川
- 大沢川
- 庵原川
- 山切川
- 中河内川
- 大橋川
- 小河内川（興津川支流）

#### 湖沼
- 井川湖（井川ダム湖）
- 畑薙湖（畑薙第一ダム湖）
- 麻機沼（麻機遊水地）
- 鯨ヶ池
- 有東坂池
- 二ツ池（小鹿池）
- 船越堤

### 気候
温暖な太平洋側気候である。夏は暑さが厳しく、南アルプスからの北風によるフェーン現象や焼津市・藤枝市境にある高草山からの南西風によるフェーン現象で最高気温が39℃前後に達することもある。2024年（令和6年）7月7日には市内の観測地点で初めて気温が40℃に到達し、翌年2025年（令和7年）8月6日には観測史上2位タイとなる41.4℃を記録した。冬は1月の平均気温が6.7℃（1991年 - 2020年の平年値は6.9℃）と九州や四国の県庁所在地に匹敵する温暖さである。南岸低気圧では太平洋から暖気が入るため関東平野や濃尾平野が大雪の際にも基本的に雨になる。そのため1 cm以上の積雪は非常に希で、本土のなかでも最も雪の積もりにくい地域のひとつである。冬型の気圧配置下ではにわか雪が見られる。
北部の南アルプス南麗に接する井川（葵区）は、豪雪地帯対策特別措置法に基づく豪雪地帯に指定されている。最暖月の平均気温が22.4℃で西岸海洋性気候（Cfb）との境界部に位置しまた年間降水量が非常に多い。
| 静岡地方気象台（静岡市駿河区曲金、標高14m）の気候            | 静岡地方気象台（静岡市駿河区曲金、標高14m）の気候 | 静岡地方気象台（静岡市駿河区曲金、標高14m）の気候 | 静岡地方気象台（静岡市駿河区曲金、標高14m）の気候 | 静岡地方気象台（静岡市駿河区曲金、標高14m）の気候 | 静岡地方気象台（静岡市駿河区曲金、標高14m）の気候 | 静岡地方気象台（静岡市駿河区曲金、標高14m）の気候 | 静岡地方気象台（静岡市駿河区曲金、標高14m）の気候 | 静岡地方気象台（静岡市駿河区曲金、標高14m）の気候 | 静岡地方気象台（静岡市駿河区曲金、標高14m）の気候 | 静岡地方気象台（静岡市駿河区曲金、標高14m）の気候 | 静岡地方気象台（静岡市駿河区曲金、標高14m）の気候 | 静岡地方気象台（静岡市駿河区曲金、標高14m）の気候 | 静岡地方気象台（静岡市駿河区曲金、標高14m）の気候 |
| 月                                                           | 1月                                               | 2月                                               | 3月                                               | 4月                                               | 5月                                               | 6月                                               | 7月                                               | 8月                                               | 9月                                               | 10月                                              | 11月                                              | 12月                                              | 年                                                |
| ------------------------------------------------------------ | ------------------------------------------------- | ------------------------------------------------- | ------------------------------------------------- | ------------------------------------------------- | ------------------------------------------------- | ------------------------------------------------- | ------------------------------------------------- | ------------------------------------------------- | ------------------------------------------------- | ------------------------------------------------- | ------------------------------------------------- | ------------------------------------------------- | ------------------------------------------------- |
| 最高気温記録 °C （°F）                                       | 25.7 (78.3)                                       | 26.2 (79.2)                                       | 28.2 (82.8)                                       | 33.3 (91.9)                                       | 33.9 (93)                                         | 38.3 (100.9)                                      | 40.0 (104)                                        | 41.4 (106.5)                                      | 39.2 (102.6)                                      | 33.9 (93)                                         | 28.0 (82.4)                                       | 24.8 (76.6)                                       | 41.4 (106.5)                                      |
| 平均最高気温 °C （°F）                                       | 11.7 (53.1)                                       | 12.6 (54.7)                                       | 15.5 (59.9)                                       | 19.8 (67.6)                                       | 23.5 (74.3)                                       | 26.1 (79)                                         | 29.9 (85.8)                                       | 31.3 (88.3)                                       | 28.4 (83.1)                                       | 23.6 (74.5)                                       | 18.8 (65.8)                                       | 14.1 (57.4)                                       | 21.3 (70.3)                                       |
| 日平均気温 °C （°F）                                         | 6.9 (44.4)                                        | 7.7 (45.9)                                        | 10.7 (51.3)                                       | 15.2 (59.4)                                       | 19.2 (66.6)                                       | 22.4 (72.3)                                       | 26.1 (79)                                         | 27.4 (81.3)                                       | 24.5 (76.1)                                       | 19.4 (66.9)                                       | 14.3 (57.7)                                       | 9.3 (48.7)                                        | 16.9 (62.4)                                       |
| 平均最低気温 °C （°F）                                       | 2.1 (35.8)                                        | 2.9 (37.2)                                        | 6.0 (42.8)                                        | 10.6 (51.1)                                       | 15.1 (59.2)                                       | 19.2 (66.6)                                       | 23.1 (73.6)                                       | 24.2 (75.6)                                       | 21.1 (70)                                         | 15.6 (60.1)                                       | 9.9 (49.8)                                        | 4.6 (40.3)                                        | 12.9 (55.2)                                       |
| 最低気温記録 °C （°F）                                       | −6.8 (19.8)                                       | −5.8 (21.6)                                       | −4.6 (23.7)                                       | −1.4 (29.5)                                       | 5.1 (41.2)                                        | 12.5 (54.5)                                       | 15.4 (59.7)                                       | 16.9 (62.4)                                       | 10.6 (51.1)                                       | 3.9 (39)                                          | −1.7 (28.9)                                       | −5.1 (22.8)                                       | −6.8 (19.8)                                       |
| 降水量 mm （inch）                                           | 79.6 (3.134)                                      | 105.3 (4.146)                                     | 207.1 (8.154)                                     | 222.2 (8.748)                                     | 215.3 (8.476)                                     | 268.9 (10.587)                                    | 296.6 (11.677)                                    | 186.5 (7.343)                                     | 280.6 (11.047)                                    | 250.3 (9.854)                                     | 134.2 (5.283)                                     | 80.7 (3.177)                                      | 2,327.3 (91.626)                                  |
| 降雪量 cm （inch）                                           | 0 (0)                                             | 0 (0)                                             | 0 (0)                                             | 0 (0)                                             | 0 (0)                                             | 0 (0)                                             | 0 (0)                                             | 0 (0)                                             | 0 (0)                                             | 0 (0)                                             | 0 (0)                                             | 0 (0)                                             | 0 (0)                                             |
| 平均降水日数 （≥0.5 mm）                                     | 5.8                                               | 6.5                                               | 10.2                                              | 10.5                                              | 10.9                                              | 13.6                                              | 12.9                                              | 10.6                                              | 12.8                                              | 10.9                                              | 7.6                                               | 6.1                                               | 118.3                                             |
| 平均降雪日数                                                 | 1.8                                               | 1.7                                               | 0.1                                               | 0.0                                               | 0.0                                               | 0.0                                               | 0.0                                               | 0.0                                               | 0.0                                               | 0.0                                               | 0.0                                               | 0.5                                               | 4.1                                               |
| % 湿度                                                       | 57                                                | 57                                                | 62                                                | 65                                                | 71                                                | 77                                                | 79                                                | 76                                                | 75                                                | 71                                                | 67                                                | 60                                                | 68                                                |
| 平均月間日照時間                                             | 207.9                                             | 187.5                                             | 189.9                                             | 189.7                                             | 192.0                                             | 135.9                                             | 157.9                                             | 201.8                                             | 157.3                                             | 157.7                                             | 173.3                                             | 200.5                                             | 2,151.5                                           |
| 出典：気象庁（平均値：1991年 - 2020年、極値：1940年 - 現在） |                                                   |                                                   |                                                   |                                                   |                                                   |                                                   |                                                   |                                                   |                                                   |                                                   |                                                   |                                                   |                                                   |

| 清水の気候                                                   | 清水の気候  | 清水の気候    | 清水の気候    | 清水の気候    | 清水の気候    | 清水の気候     | 清水の気候     | 清水の気候    | 清水の気候     | 清水の気候     | 清水の気候    | 清水の気候   | 清水の気候       |
| 月                                                           | 1月         | 2月           | 3月           | 4月           | 5月           | 6月            | 7月            | 8月           | 9月            | 10月           | 11月          | 12月         | 年               |
| ------------------------------------------------------------ | ----------- | ------------- | ------------- | ------------- | ------------- | -------------- | -------------- | ------------- | -------------- | -------------- | ------------- | ------------ | ---------------- |
| 最高気温記録 °C （°F）                                       | 22.3 (72.1) | 26.8 (80.2)   | 27.7 (81.9)   | 31.8 (89.2)   | 34.3 (93.7)   | 37.8 (100)     | 38.2 (100.8)   | 38.1 (100.6)  | 37.3 (99.1)    | 34.9 (94.8)    | 28.2 (82.8)   | 24.3 (75.7)  | 38.2 (100.8)     |
| 平均最高気温 °C （°F）                                       | 11.7 (53.1) | 12.6 (54.7)   | 15.4 (59.7)   | 19.8 (67.6)   | 23.6 (74.5)   | 26.1 (79)      | 29.5 (85.1)    | 31.3 (88.3)   | 28.4 (83.1)    | 23.5 (74.3)    | 18.7 (65.7)   | 14.1 (57.4)  | 21.2 (70.2)      |
| 日平均気温 °C （°F）                                         | 6.7 (44.1)  | 7.5 (45.5)    | 10.5 (50.9)   | 14.9 (58.8)   | 18.9 (66)     | 22.1 (71.8)    | 25.7 (78.3)    | 27.1 (80.8)   | 24.3 (75.7)    | 19.3 (66.7)    | 14.1 (57.4)   | 9.1 (48.4)   | 16.7 (62.1)      |
| 平均最低気温 °C （°F）                                       | 2.5 (36.5)  | 3.1 (37.6)    | 6.0 (42.8)    | 10.5 (50.9)   | 14.9 (58.8)   | 19.0 (66.2)    | 22.8 (73)      | 24.0 (75.2)   | 21.0 (69.8)    | 15.7 (60.3)    | 10.3 (50.5)   | 5.0 (41)     | 12.9 (55.2)      |
| 最低気温記録 °C （°F）                                       | −4.0 (24.8) | −5.6 (21.9)   | −2.1 (28.2)   | 1.7 (35.1)    | 6.8 (44.2)    | 12.9 (55.2)    | 16.3 (61.3)    | 18.8 (65.8)   | 12.2 (54)      | 6.4 (43.5)     | 0.7 (33.3)    | −3.0 (26.6)  | −5.6 (21.9)      |
| 降水量 mm （inch）                                           | 81.8 (3.22) | 106.4 (4.189) | 209.4 (8.244) | 218.2 (8.591) | 211.8 (8.339) | 264.7 (10.421) | 292.5 (11.516) | 196.2 (7.724) | 278.8 (10.976) | 262.4 (10.331) | 147.1 (5.791) | 83.0 (3.268) | 2,380.6 (93.724) |
| 平均降水日数 （≥1.0 mm）                                     | 5.6         | 6.2           | 10.3          | 10.1          | 10.8          | 13.1           | 11.9           | 9.7           | 11.8           | 10.4           | 7.8           | 5.6          | 113.7            |
| 平均月間日照時間                                             | 209.0       | 186.0         | 186.6         | 191.0         | 184.7         | 127.2          | 148.0          | 197.9         | 156.4          | 156.6          | 169.9         | 201.1        | 2,126.8          |
| 出典：気象庁（平均値：1991年 - 2020年、極値：1978年 - 現在） |             |               |               |               |               |                |                |               |                |                |               |              |                  |

| 井川の気候                                                   | 井川の気候    | 井川の気候    | 井川の気候    | 井川の気候     | 井川の気候     | 井川の気候     | 井川の気候     | 井川の気候     | 井川の気候     | 井川の気候     | 井川の気候    | 井川の気候    | 井川の気候        |
| 月                                                           | 1月           | 2月           | 3月           | 4月            | 5月            | 6月            | 7月            | 8月            | 9月            | 10月           | 11月          | 12月          | 年                |
| ------------------------------------------------------------ | ------------- | ------------- | ------------- | -------------- | -------------- | -------------- | -------------- | -------------- | -------------- | -------------- | ------------- | ------------- | ----------------- |
| 最高気温記録 °C （°F）                                       | 18.2 (64.8)   | 21.8 (71.2)   | 24.4 (75.9)   | 27.5 (81.5)    | 30.0 (86)      | 34.4 (93.9)    | 36.2 (97.2)    | 35.2 (95.4)    | 33.2 (91.8)    | 28.4 (83.1)    | 22.4 (72.3)   | 19.4 (66.9)   | 36.2 (97.2)       |
| 平均最高気温 °C （°F）                                       | 6.6 (43.9)    | 7.8 (46)      | 11.0 (51.8)   | 16.1 (61)      | 20.5 (68.9)    | 23.1 (73.6)    | 27.0 (80.6)    | 28.0 (82.4)    | 24.4 (75.9)    | 19.2 (66.6)    | 14.2 (57.6)   | 9.1 (48.4)    | 17.2 (63)         |
| 日平均気温 °C （°F）                                         | 1.2 (34.2)    | 1.9 (35.4)    | 5.1 (41.2)    | 10.0 (50)      | 14.4 (57.9)    | 17.9 (64.2)    | 21.7 (71.1)    | 22.4 (72.3)    | 19.2 (66.6)    | 13.8 (56.8)    | 8.4 (47.1)    | 3.5 (38.3)    | 11.6 (52.9)       |
| 平均最低気温 °C （°F）                                       | −3.0 (26.6)   | −2.7 (27.1)   | 0.2 (32.4)    | 4.9 (40.8)     | 9.5 (49.1)     | 14.0 (57.2)    | 18.0 (64.4)    | 18.7 (65.7)    | 15.5 (59.9)    | 9.8 (49.6)     | 4.0 (39.2)    | −0.8 (30.6)   | 7.3 (45.1)        |
| 最低気温記録 °C （°F）                                       | −11.5 (11.3)  | −11.4 (11.5)  | −8.6 (16.5)   | −3.9 (25)      | 0.5 (32.9)     | 5.9 (42.6)     | 11.7 (53.1)    | 11.7 (53.1)    | 5.2 (41.4)     | 0.0 (32)       | −3.5 (25.7)   | −9.5 (14.9)   | −11.5 (11.3)      |
| 降水量 mm （inch）                                           | 108.6 (4.276) | 133.3 (5.248) | 253.0 (9.961) | 263.7 (10.382) | 276.3 (10.878) | 344.0 (13.543) | 442.1 (17.406) | 318.9 (12.555) | 507.4 (19.976) | 322.7 (12.705) | 183.6 (7.228) | 111.2 (4.378) | 3,258.6 (128.291) |
| 平均降水日数 （≥1.0 mm）                                     | 6.3           | 7.3           | 11.0          | 11.5           | 12.4           | 14.6           | 15.0           | 13.3           | 13.8           | 11.7           | 8.4           | 6.7           | 132.8             |
| 平均月間日照時間                                             | 206.3         | 184.4         | 177.4         | 177.3          | 176.9          | 122.3          | 142.4          | 160.9          | 127.1          | 147.1          | 173.1         | 204.0         | 1,995.3           |
| 出典：気象庁（平均値：1991年 - 2020年、極値：1978年 - 現在） |               |               |               |                |                |                |                |                |                |                |               |               |                   |

### 人口
県内では浜松市に次ぐ第2位の人口で、
令和2年10月1日時点での国勢調査速報値は693,759人 であり、同県の同じく政令指定都市の浜松市よりも少なく、政令指定都市では最少となっている。令和5年2月公開された人口は681,104人令和2年からさらに人口が減少している。
近年、静岡市の人口は減少傾向となっており、2017年4月1日現在の推計人口が699,421人 となって以降、現在に至るまで推計人口70万人を下回り続けている。住民基本台帳人口は、2019年4月に699,946人となったが5月・6月は70万人を回復した。しかし、7月に699,794人となって以降、現在に至るまで70万人を下回り続けている。政令指定都市の事実上の人口要件を満たさなくなっているが、総務省は「政令市の指定取り消しはない」としている。
人口減少の要因として
- 市内マンション化率の低さによる宅地地価の大幅な高騰[16][45][46]
- 地元企業が強力な地盤を築いている一方[47]、大企業の拠点や支店が少ない[42][48]。
- 進学や就職のため若者や人口の東京圏への流出による少子化の加速[49]

などが挙げられ、藤枝市など近隣自治体へのドーナツ化現象や、東京圏や中京圏への人口流出が加速している。
一方、高齢化は限定的である。
| |                                        |  |
| 静岡市と全国の年齢別人口分布（2005年） | 静岡市の年齢・男女別人口分布（2005年） |  |
| ■紫色 ― 静岡市 ■緑色 ― 日本全国 | ■青色 ― 男性 ■赤色 ― 女性              |  |
| 静岡市（に相当する地域）の人口の推移 \| 1970年（昭和45年） \| 681,797人 \| \| \| 1975年（昭和50年） \| 718,719人 \| \| \| 1980年（昭和55年） \| 727,260人 \| \| \| 1985年（昭和60年） \| 737,098人 \| \| \| 1990年（平成2年） \| 739,300人 \| \| \| 1995年（平成7年） \| 738,674人 \| \| \| 2000年（平成12年） \| 729,980人 \| \| \| 2005年（平成17年） \| 723,323人 \| \| \| 2010年（平成22年） \| 716,197人 \| \| \| 2015年（平成27年） \| 704,989人 \| \| \| 2020年（令和2年） \| 693,389人 \| \| |                                        |  |
| 総務省統計局 国勢調査より |                                        |  |
| 1970年（昭和45年） | 681,797人                              |  |
| 1975年（昭和50年） | 718,719人                              |  |
| 1980年（昭和55年） | 727,260人                              |  |
| 1985年（昭和60年） | 737,098人                              |  |
| 1990年（平成2年） | 739,300人                              |  |
| 1995年（平成7年） | 738,674人                              |  |
| 2000年（平成12年） | 729,980人                              |  |
| 2005年（平成17年） | 723,323人                              |  |
| 2010年（平成22年） | 716,197人                              |  |
| 2015年（平成27年） | 704,989人                              |  |
| 2020年（令和2年） | 693,389人                              |  |

### 隣接する市町村
静岡県
- 富士市
- 藤枝市
- 焼津市
- 島田市
- 富士宮市
- 榛原郡川根本町

山梨県
- 南アルプス市
- 南巨摩郡早川町
- 南巨摩郡身延町
- 南巨摩郡南部町

長野県
- 飯田市
- 伊那市
- 下伊那郡大鹿村

## 歴史

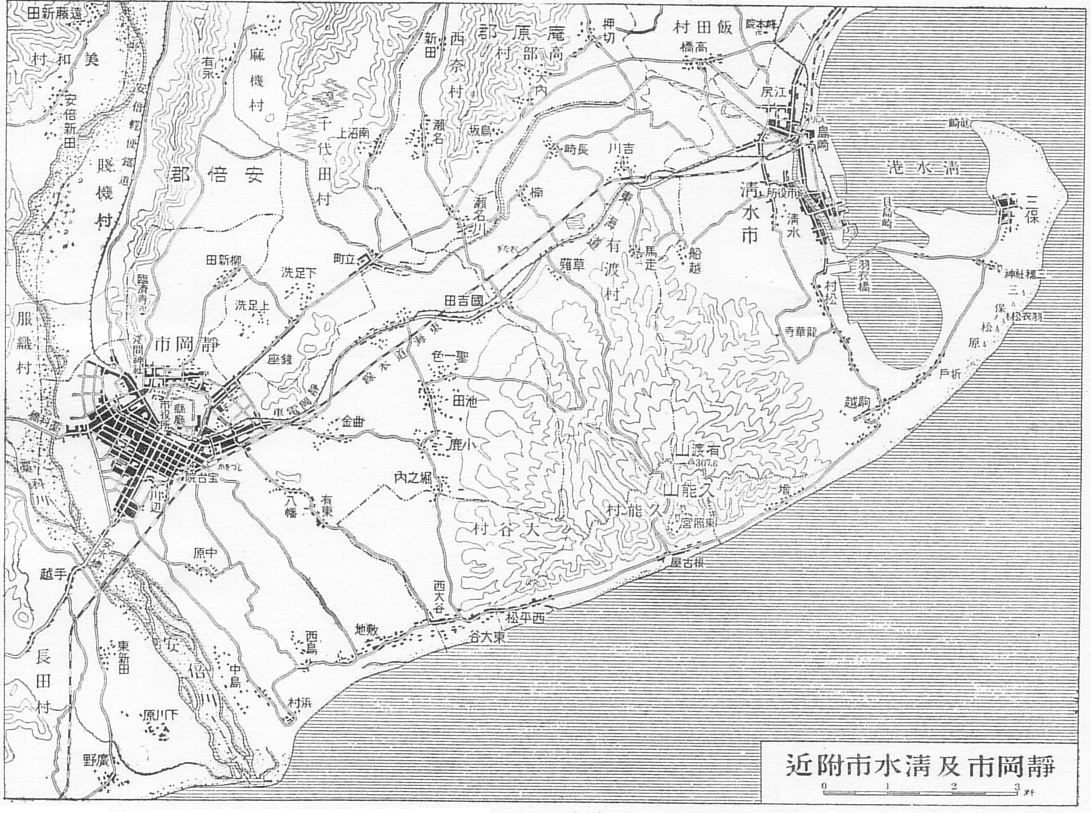
1930年ごろ（昭和初頭）の清水市及び静岡市の地図。

### 静清地域（古代〜江戸時代）
- 『古事記』『日本書紀』に、景行天皇の皇子、日本武尊は東国平定の折、当地に至り賊と戦ったとある（草薙剣伝説）。現在に伝わる「日本平」や「草薙」の地名はこれに因む[注釈 4]。
- 廬原君が富士川から大井川までを支配。
- 珠流河国（現在の伊豆を含む県東部）と廬原国を併せ駿河国とした。
- 663年（天智2年）
  - 百済王「今聞く、大日本の救将廬原君臣、健兒萬余を率て、正に海を越えて至らむ。願はくば、諸の将軍等は、預め圖るべし。我自ら往きて、白村に待ち饗へむ」（白村江の戦い＝日本書紀）。
  - 大日本の救将、廬原の君臣、健児萬余を率いて （清水湊を出て） 正に海を越えて百済に至らむ（日本書紀、白村江の戦い）。
- 681年ごろ 駿河国の国府が駿河郡駿河郷(現在の沼津市大岡)から安倍郡に移る。
- 1200年ごろ〜 入江武士団の勢力伸長。吉川氏（入江一族）、承久の乱（1221年）等の戦功により西国に地頭職を得て西遷、後、岩国藩主となる。
- 1338年 今川範国、足利尊氏より駿河の守護に任じられる。
- 1560年 今川義元が桶狭間の戦いで討たれる。
- 1570年 武田信玄、水軍の基地を兼ね、巴川の左岸に江尻城を築き、駿河支配の拠点とする。
- 1585年 徳川家康、駿府城を築城
- 1607年 徳川家康は駿府城に入城、大御所として江戸を後見。
- 清水湊、甲州や西国の物資を江戸へ回送する中継基地として栄える。

### 旧静岡市（2003年清水市と合併前）
明治
- 1869年7月28日（明治2年6月20日） - 徳川家の象徴的都市であった「府中」（駿河国府中）という都市名が「（明治政府に対する）不忠」に通じることから、改名することとなった。当初は、駿府城近くの賤機山に因んで「賎ヶ丘」とすることとなったが、「賎」が「いやしい」「さげすむ」を意味するため、代わりに駿府学問所の向山黄村によって「静岡」と改名された。[50]
- 1873年（明治6年）5月24日 - 大区小区制により、静岡は「静岡県第4大区5小区静岡」となる。
- 1877年（明治10年）4月1日 - 静岡〜江尻間に乗合馬車が開業。
- 1879年（明治12年）3月22日 - 郡区町村編制法により静岡は東海道より北が「安倍郡」、南が「有渡郡」に属する。なお、同法による「区」は設置されなかった。
- 1883年（明治16年）5月15日 - 静岡〜浜松間で電信開通。
- 1886年（明治19年）6月3日 - 静岡事件が起こる。
- 1889年（明治22年）
  - 2月1日 - 東海道本線東京〜静岡間開通。/市街地火災により千百戸余りが焼失。
  - 4月1日 - 静岡（駿府）城下にあたる有渡郡の静岡宿（概ね現在の葵区伝馬町）と74町および安倍郡の50町、ならびに有渡郡南安東村の一部を統合し[注釈 5]市制を施行し、「静岡市」となる。面積4.36 km2、人口3万7,681人、戸数7,664戸。日本で最初に市制施行した31市の中のひとつである。
- 1889年（明治22年）4月16日 - 東海道本線静岡〜浜松間開通。
- 1891年（明治24年）2月26日 - 市役所初代庁舎が完成。
- 1892年（明治25年）12月14日 - 市街地の火災により市役所などの官庁舎焼失。
- 1894年（明治27年）3月18日 - 追手町に市役所庁舎が再建。
- 1900年（明治33年）4月5日 - 静岡御用邸が完成（昭和7年廃止）。
- 1902年（明治35年）5月29日 - 静岡電話所が江川町（現・葵区紺屋町1番地）に開設。
- 1904年（明治37年）12月14日-陸軍省により、日露戦争において全国で6番目の捕虜収容所が静岡に開所。松山などから捕虜が転送される。
- 1905年（明治36年）3月3日 - 県告示により静岡市歌（田辺友三郎作詞・作曲）を制定。
- 1907年（明治40年）2月25日 - 静岡市内に一般加入電話が開通（申込数302件）。
- 1908年（明治41年）
  - 10月2日 - 豊田村南安東の一部を市域に編入。
  - 12月9日 - 静岡〜江尻間に軽便鉄道が開通（現・静岡鉄道静岡清水線）。
- 1909年（明治42年）
  - 7月1日 - 南賤機村の一部を編入。
  - 11月1日 - 用宗駅開業。
- 1911年（明治44年）1月27日 - 電気事業が市営として認可。

大正
- 1914年（大正3年）
  - 4月11日 - 市章制定[51]。

静岡市章（旧）

  - 8月29日 - 台風により安倍川が氾濫して堤防が決壊（浸水家屋8263戸 死者4人 負傷者72人）。
- 1916年（大正5年）4月15日 - 安倍鉄道（井宮〜牛妻）が開業（1934年（昭和9年）12月まで）。
- 1918年（大正7年）8月13日 - 静岡市内で米騒動が起こる。
- 1920年（大正9年）
  - 8月2日 - 静岡〜清水間の軽便電化される。
  - 10月1日 - 第一回国勢調査が行われ、静岡市の人口が74,093人と判明した。
- 1922年（大正11年）6月28日 - 静岡駅前〜鷹匠町間に路面電車が開通。

昭和（第二次大戦前）

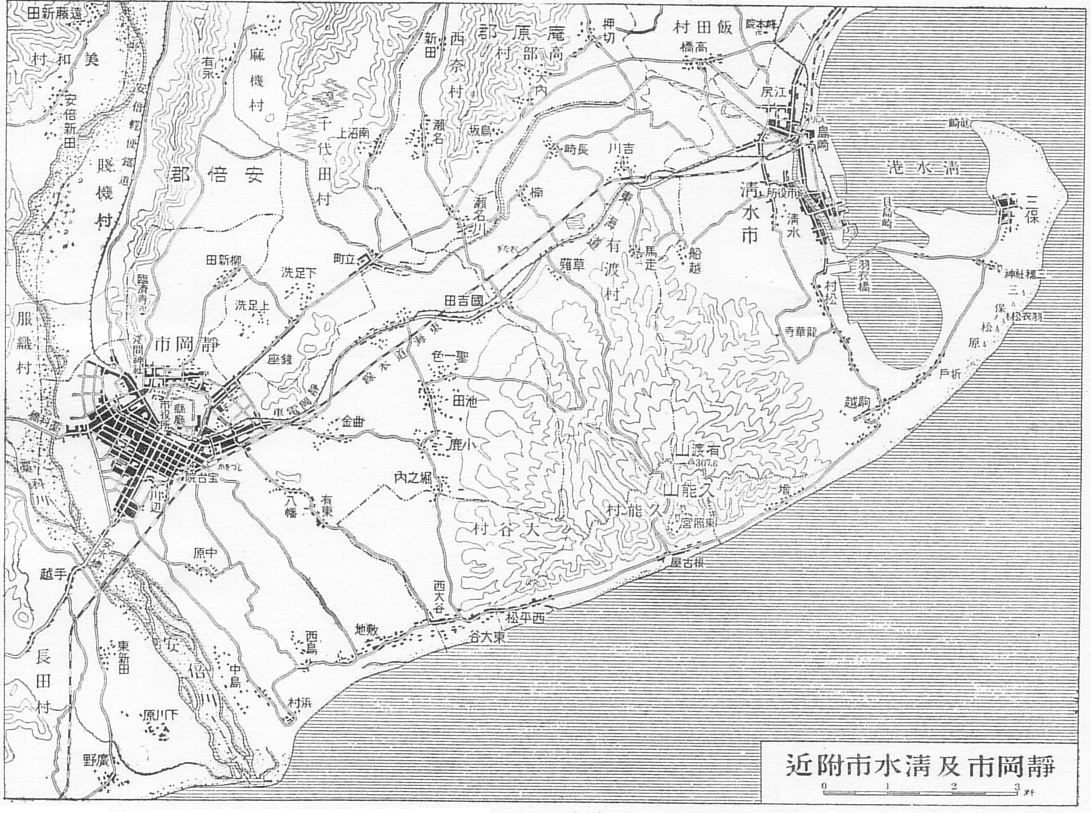
1930年ごろ（昭和初頭）の静岡市、清水市、および、周辺の地図。

- 1926年（昭和元年）12月29日 - 呉服町〜安西間、路面電車運転開始。
- 1928年（昭和3年）10月1日 - 豊田村を編入。
- 1929年（昭和4年）
  - 1月3日 - 静清国道日出町〜曲金（現・葵区柚木）間が開通。
- 1929年（昭和4年）3月1日 - 安東村、大里村を編入。
  - 4月1日 - 呉服町〜中町間路面電車開通し静岡市内路面電車全通。
- 1930年（昭和5年）
  - 5月28日 - 天皇行幸。
  - 7月15日 - 栗原に静岡野球場（現・静岡県草薙総合運動場硬式野球場）落成。
  - 8月 - 宮内省が静岡御用邸の廃止を決定[52]。市に払い下げられ、後に跡地は市役所敷地となる。
  - 9月5日 - 西島に大浜公園が開園。
- 1932年（昭和7年）4月1日 - 賤機村を編入。
- 1934年（昭和9年）
  - 5月20日 - 静岡駅から静岡県庁、市役所まで直行可能な幹線道路「御幸通り」開通（現在は静岡県道27号井川湖御幸線の終点付近）。
  - 10月1日 - 市庁舎本館（現在の静岡庁舎本館）完成。

4階建て 床面積4881 m2 建設費約66万円 設計者・中村与資平。千代田村、麻機村、長田村、大谷村、久能村の5村を編入。
- 1935年（昭和10年）7月11日 - 地震のため、静岡市南部方面に被害（マグニチュード6.4 死者8人 負傷者778人 全半壊家屋1649戸）。
- 1938年（昭和13年）1月1日 - 2代目静岡市歌（作詞：大川浩、作曲：信時潔）が発表される。
- 1940年（昭和15年）1月15日 - 静岡大火発生。全焼家屋5,170戸 半焼99万戸 死者4人 負傷者778人 被災者2万8,152人 焼失面積1.32 km2）。
- 1941年（昭和16年）4月 - 草薙総合運動場竣工。
- 1943年（昭和18年）1月20日 - 住友金属工業静岡プロペラ工場予定地から土器などを発見（後の登呂遺跡）[53]。
- 1945年（昭和20年）6月19〜20日 - 静岡大空襲。死者1,969人 負傷者約6,000人 被災者約11万4,000人。

昭和（第二次大戦後）
- 1946年（昭和21年）6月17日：昭和天皇の戦後巡幸。市内の伝馬町小学校、静岡中学校などを訪問[54]。
- 1947年（昭和22年）
  - 7月13日 - 登呂遺跡の本格的発掘を開始（1950年終了）。
  - 9月6日 - 静岡刑務所が受刑者40人により騒擾状態になる。4日後の9月10日には騒擾を起こした受刑者9人が脱獄[55]。
- 1948年（昭和23年）
  - 3月7日 - 静岡市自治警察（静岡市警察）が発足（1954年静岡県警察となる）。
  - 4月10日 - 西奈村を編入。
- 1949年（昭和24年）5月31日 - 国立学校設置法により静岡大学を設置。
- 1953年（昭和28年）3月14日 - 静岡競輪場を小鹿に設置。
- 1955年（昭和30年）6月1日 - 美和村、服織村、中藁科村、南藁科村を編入。
- 1956年（昭和31年）9月10日 - 大雨に見舞われていた中島海岸で竜巻が発生。北東方向に移動して住宅を巻き込んだ。死者20人、重軽傷者44人、78戸が全半壊の被害[56]。
- 1957年（昭和32年）
  - 2月28日 - 牛妻坂下の農家から出火。西風に煽られて延焼して126戸が全焼したほか、山林に燃え移り19.8haを全焼する山火事となった[57]。
  - 9月2日 - 井川ダム完成。
  - 10月26日 - 第12回国民体育大会秋季大会を静岡市他で開催。
- 1958年（昭和33年）4月1日 - 清水市中吉田、平沢の全域と、谷田、中之郷の一部（現・駿河区弥生町）、市域に編入。
- 1961年（昭和36年）5月18日 - 駿河大橋が開通し、国道1号が安倍川右岸まで国鉄線路と並行状態となる。（開通以前の下りは南安倍町交差点で右折し、安倍川橋を経由していた）
- 1962年（昭和37年）9月15日 - 静岡駅前〜安西間の路面電車が廃止される。
- 1963年（昭和38年）3月11日 - 静岡競輪場施設が市有となる。
- 1964年（昭和39年）
  - 9月15日 - 市旗を制定し、市花にたちあおいを選定。
  - 10月1日 - 東海道新幹線静岡駅開業。
- 1966年（昭和41年）9月25日 - 台風26号により梅ヶ島温泉が豪雨の被害に遭う。死者・行方不明者27人。
- 1968年（昭和43年）
  - 4月 - 静清バイパス建設事業に着手。
  - 4月24日 - 東名高速道路静岡IC〜富士IC間が開通。
- 1969年（昭和44年）
  - 1月1日 - 大河内、梅ヶ島、玉川、井川、清沢、大川の6か村を編入合併。市の人口が40万人を超える。これにより安倍郡が消滅。
  - 5月30日 - 東名高速道路が全線開通。
  - 8月1日 - 日本平動物園が開園。
- 1970年（昭和45年）4月1日 - 静岡大学が大岩から大谷に移転。
- 1973年（昭和48年）8月10日 - 市の木「けやき」、市の鳥「ヒメアマツバメ」を選定。
- 1974年（昭和49年）7月7日 - 集中豪雨（七夕豪雨）が発生、土砂災害や河川の氾濫により市内に甚大な被害。県が静岡市に災害救助法を適用[58]。
- 1975年（昭和50年）3月28日 - 静清総合卸売センター（現・静岡流通センター）が完成。
- 1976年（昭和51年）7月 - 国鉄のダイヤ改正で静岡駅に初めて新幹線ひかりが1日上下1本止まる。
- 1978年（昭和53年）
  - 5月20日 - 国道150号バイパス（広野）開通。
  - 11月3日 - 静岡市民文化会館開館。
- 1979年（昭和54年）
  - 10月9日 - 国鉄全面高架化（安倍川〜柚木）完成。
  - 11月10日 - 国道1号静清バイパス安倍川大橋開通。
- 1980年（昭和55年）8月16日 - 静岡駅前ゴールデン街でガス爆発事故が起きる。
- 1981年（昭和56年）3月23日 - 静岡市消防本部と静岡中央警察署の合同庁舎完成。
- 1985年（昭和60年）3月14日 - 安倍川駅開業。
- 1986年（昭和61年）8月4日 - 静岡市役所新館（現・静岡庁舎・葵区役所）完成し業務開始。
- 1988年（昭和63年）3月17日 - 静清バイパス丸子藁科トンネル開通。

平成（合併前）

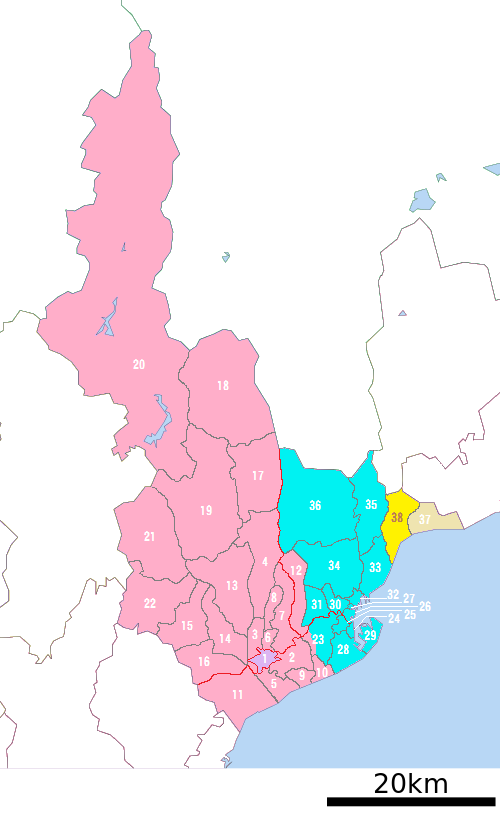
現在の静岡市域における1893年（明治26年）当時の静岡市および周辺町村。
市制施行時の旧静岡市
旧静岡市
旧清水市
旧蒲原町
旧由比町1.静岡市 2.豊田村 3.南賤機村 4.北賤機村 5.大里村 6.安東村 7.千代田村 8.麻機村 9.大谷村 10.久能村 11.長田村 12.西奈村 13.美和村 14.服織村 15.中藁科村 16.南藁科村 17.大河内村 18.梅ヶ島村 19.玉川村 20.井川村 21.大川村 22.清沢村 23.有度村 24.清水町 25.入江町 26.江尻町 27.辻村 28.不二見村 29.三保村 30.飯田村 31.高部村 32.袖師村 33.興津町 34.庵原村 35.小島村 36.両河内村 37.蒲原町 38.由比町

- 1989年（平成元年） 3月18日 静岡市制100周年記念事業として「静岡駿府博覧会（SUNPU博'89）」開催（5月21日まで）。
- 1990年（平成2年）12月23日 - 常磐公園の全面改修が完了し開園。
- 1991年（平成3年）6月2日 - 西ヶ谷総合運動場オープン。
- 1992年（平成4年）3月26日 - 青葉シンボルロード完成。
- 1993年（平成5年）1月1日 - 静清区画整理事業完了にともない清水市界が一部変更、清水市中之郷（現・駿河区中吉田）・谷田・草薙の一部が静岡市になる。
- 1994年（平成6年）3月26日 - 静岡駅南口広場整備完了。
- 1996年（平成8年）4月1日 - 中核市に指定される。
- 1997年（平成9年）3月26日 - 静清バイパス全線開通（暫定2車線）。
- 1998年（平成10年）4月1日 - コミュニティFM放送局「シティエフエム静岡」開局
- 1998年（平成10年）10月30日 - JR東静岡駅開業。
- 2000年（平成12年）1月8日 - 大河ドラマ「葵 徳川三代」の放送に伴い、静岡「葵」博開催（翌年1月7日まで）。
- 2002年（平成14年）
  - 3月20日 - 静岡市・清水市合併協議会が「合併」を決定。
  - 7月11日 - 静岡県議会が静岡市・清水市の合併関連議案を可決。
  - 9月9日 - 総務大臣が静岡・清水両市の合併を官報で告示。
- 2003年（平成15年）
  - 3月28日 - 静岡市閉市式を挙行。
  - 3月31日 - 清水市と新設合併。114年の歴史に幕を下ろし、廃止。

#### 旧静岡市歴代市長
| 代 | 氏名       | 就任日         | 退任日         |
| -- | ---------- | -------------- | -------------- |
| 1  | 星野鉄太郎 | 1889年5月13日  | 1902年4月17日  |
| 2  | 長嶋弘裕   | 1902年5月14日  | 1914年5月13日  |
| 3  | 小森慶助   | 1914年5月28日  | 1918年5月27日  |
| 4  | 伴野欣平   | 1918年6月18日  | 1926年7月2日   |
| 5  | 小島源三郎 | 1926年9月8日   | 1929年9月7日   |
| 6  | 宮崎通之助 | 1931年3月3日   | 1933年1月25日  |
| 7  | 菅貞仁     | 1933年3月14日  | 1935年8月12日  |
| 8  | 尾崎元次郎 | 1935年10月12日 | 1938年6月30日  |
| 9  | 稲森誠次   | 1938年8月29日  | 1942年8月5日   |
| 10 | 尾崎元次郎 | 1942年10月7日  | 1944年8月21日  |
| 11 | 宮崎通之助 | 1944年9月11日  | 1946年11月11日 |
| 12 | 増田茂     | 1947年4月5日   | 1955年4月9日   |
| 13 | 山田順策   | 1955年5月2日   | 1959年5月1日   |
| 14 | 松永彦雄   | 1959年5月2日   | 1963年5月1日   |
| 15 | 荻野凖平   | 1963年5月2日   | 1983年5月1日   |
| 16 | 河合代悟   | 1983年5月2日   | 1987年5月1日   |
| 17 | 天野進吾   | 1987年5月2日   | 1994年7月31日  |
| 18 | 小嶋善吉   | 1994年8月28日  | 2003年3月31日  |

### 現在の静岡市（合併後）
平成（合併後）
- 2003年（平成15年）
  - 4月1日 - 旧静岡市と旧清水市が新設合併し、現在の静岡市が設置され、市制施行する[59]（静岡・清水両市の合併 静清合併）。中核市に指定される。平成の大合併で唯一、中核市と特例市が合併したケース。面積が日本で最大の市となる（2005年1月まで。2022年5月現在の日本一は岐阜県高山市）。
  - 5月29日 - 静岡市誕生記念式典を開催、市章制定[1]。
- 2005年（平成17年）
  - 4月1日 - 全国14番目の政令指定都市に移行。葵区、駿河区、清水区を設置。/「静岡市自治基本条例」施行。
  - 4月13日 - 政令指定都市移行記念式典をグランシップで開催。市の花（タチアオイ）、市の木（ハナミズキ）、市の鳥（カワセミ）、新市歌「わたしの街 静岡」制定[2]。
  - 11月26日 - 清水区の一部を葵区に編入。
- 2006年（平成18年）3月31日 - 庵原郡蒲原町を編入[59]。
- 2008年（平成20年）11月1日 - 庵原郡由比町を編入[59]。これにより、庵原郡は消滅。
- 2009年（平成21年）8月11日 - 午前5時7分ごろに発生した駿河湾地震で、清水区庵原町、葵区駒形通、駿河区曲金で震度5強を観測。駿河区で死者1名のほか、全県で負傷者245名の被害が発生した。
- 2010年（平成22年）7月24日 - 東静岡駅北口前広場で「模型の世界首都 静岡ホビーフェア」開催（2011年3月27日まで）。
- 2011年（平成23年）
  - 6月11日 - サウスポット静岡内に「静岡ホビースクエア」オープン。
  - 9月21日 - 台風15号が静岡市付近を通過、葵区梅ヶ島で総雨量554ミリを記録、死者1名、重軽傷者21名、住宅全壊1棟、多くの世帯で停電など多数の被害[60]。
- 2012年（平成24年）4月14日 - 新東名高速道路の一部区間開通・清水連絡路開通に伴い、静岡市内で計画されていた全区間が供用開始。
- 2013年（平成25年）
  - 4月1日 - 市制施行10年を迎える。
  - 10月1日 - 県迷惑行為等防止条例の改正を受け、繁華街の一部が客引きやスカウト、客待ち行為などを禁止する地域に指定[61]。
- 2016年（平成28年）2月8日 - 葵区七間町に静岡市上下水道局庁舎が完成し上下水道局が清水庁舎より移転。
- 2017年（平成29年）
  - 2月27日 - 経済産業省が推進する「プレミアムフライデー」事業に自治体として初めて参画、静岡商工会議所や商店街などと「静岡市プレミアムフライデー官民推進協議会」を設立し官民一体で取り組みを始める[62]。
  - 4月1日 - 推計人口が70万人を割る。
  - 4月6日 - スペイン国王フェリペ6世・レティシア王妃と天皇・皇后が訪問。
- 2018年（平成30年）6月15日 - 「SDGs未来都市」に選定される。
- 2019年（平成31年・令和元年）
  - 3月10日 - 中部横断自動車道 新清水JCT - 富沢IC間の静岡市内区間が開通[63]。
  - 8月1日 - 県暴力団排除条例の改正を受け、繁華街の一部が暴力団排除特別強化地域に指定[64]。

令和
- 2020年（令和2年）2月以降 - 新型コロナウイルス感染症の流行により、静岡市で例年開催している静岡マラソンや静岡まつりなどのイベントが相次ぎ中止となる[65]。市立の小学校および中学校は3月3日から15日までと4月11日から5月24日まで臨時休校の処置をとった[66]。
- 2021年（令和3年）3月27日 - 駿府城跡の二の丸堀で遊覧船「葵舟」の運行が始まる[67]。
- 2022年（令和4年）
  - 4月1日 - 静岡型小中一貫教育が始まる[68]
  - 6月1日 - カーボンニュートラルに向けて取り組むため市が提案した地域が「脱炭素先行地域」として選定される[69]。
  - 9月 - 台風15号により被災。清水区で大規模断水が発生する。

### 合併への変遷表
市内の町字名については静岡市の町名の変遷を参照のこと。
| 地図上 の番号 | 地図上 の色   | 明治22年 4月1日 | 明治26年 4月9日 | 明治29年 4月1日 | 明治41年 10月2日 | 明治42年 7月1日 | 大正7年 8月1日  | 大正13年 1月13日 | 大正13年 2月11日 | 昭和3年 10月1日 | 昭和4年 3月1日  | 昭和7年 4月1日  | 昭和9年 10月1日 | 昭和23年 4月8日 | 昭和23年 4月10日 | 昭和29年 2月11日 | 昭和29年 4月1日 | 昭和30年 4月1日 | 昭和30年 6月1日 | 昭和33年 4月1日 | 昭和36年 6月29日 | 昭和44年 1月1日 | 平成5年 1月1日 | 平成15年 4月1日 | 平成18年 3月31日 | 平成20年 11月1日 - 現在 |
| ------------- | ------------- | --------------- | --------------- | --------------- | ---------------- | --------------- | --------------- | ---------------- | ---------------- | --------------- | --------------- | --------------- | --------------- | --------------- | ---------------- | ---------------- | --------------- | --------------- | --------------- | --------------- | ---------------- | --------------- | -------------- | --------------- | ---------------- | ----------------------- |
| 1             |               | 静岡市          | 静岡市          | 静岡市          | 静岡市           | 静岡市          | 静岡市          | 静岡市           | 静岡市           | 静岡市          | 静岡市          | 静岡市          | 静岡市          | 静岡市          | 静岡市           | 静岡市           | 静岡市          | 静岡市          | 静岡市          | 静岡市          | 静岡市           | 静岡市          | 静岡市         | 静岡市          | 静岡市           | 静岡市                  |
| 2             | 0             | 有渡郡 豊田村   | 有渡郡 豊田村   | 安倍郡 豊田村   | 静岡市           | 静岡市          | 静岡市          | 静岡市           | 静岡市           | 静岡市          | 静岡市          | 静岡市          | 静岡市          | 静岡市          | 静岡市           | 静岡市           | 静岡市          | 静岡市          | 静岡市          | 静岡市          | 静岡市           | 静岡市          | 静岡市         | 静岡市          | 静岡市           | 静岡市                  |
| 2             | 安倍郡 豊田村 | 有渡郡 豊田村   | 有渡郡 豊田村   | 安倍郡 豊田村   |                  |                 |                 |                  |                  | 静岡市          | 静岡市          | 静岡市          | 静岡市          | 静岡市          | 静岡市           | 静岡市           | 静岡市          | 静岡市          | 静岡市          | 静岡市          | 静岡市           | 静岡市          | 静岡市         | 静岡市          | 静岡市           | 静岡市                  |
| 3             | 0             | 安倍郡 南賤機村 | 安倍郡 南賤機村 | 安倍郡 南賤機村 | 安倍郡 南賤機村  | 静岡市          | 静岡市          | 静岡市           | 静岡市           | 静岡市          | 静岡市          | 静岡市          | 静岡市          | 静岡市          | 静岡市           | 静岡市           | 静岡市          | 静岡市          | 静岡市          | 静岡市          | 静岡市           | 静岡市          | 静岡市         | 静岡市          | 静岡市           | 静岡市                  |
| 3             | 0             | 安倍郡 南賤機村 | 安倍郡 南賤機村 | 安倍郡 南賤機村 | 安倍郡 南賤機村  | 安倍郡 賤機村   | 安倍郡 賤機村   | 安倍郡 賤機村    | 安倍郡 賤機村    | 安倍郡 賤機村   | 安倍郡 賤機村   | 静岡市          | 静岡市          | 静岡市          | 静岡市           | 静岡市           | 静岡市          | 静岡市          | 静岡市          | 静岡市          | 静岡市           | 静岡市          | 静岡市         | 静岡市          | 静岡市           | 静岡市                  |
| 4             |               | 安倍郡 北賤機村 | 安倍郡 北賤機村 | 安倍郡 北賤機村 | 安倍郡 北賤機村  | 安倍郡 賤機村   | 安倍郡 賤機村   | 安倍郡 賤機村    | 安倍郡 賤機村    | 安倍郡 賤機村   | 安倍郡 賤機村   | 静岡市          | 静岡市          | 静岡市          | 静岡市           | 静岡市           | 静岡市          | 静岡市          | 静岡市          | 静岡市          | 静岡市           | 静岡市          | 静岡市         | 静岡市          | 静岡市           | 静岡市                  |
| 5             |               | 有渡郡 大里村   | 有渡郡 大里村   | 安倍郡 大里村   | 安倍郡 大里村    | 安倍郡 大里村   | 安倍郡 大里村   | 安倍郡 大里村    | 安倍郡 大里村    | 安倍郡 大里村   | 静岡市          | 静岡市          | 静岡市          | 静岡市          | 静岡市           | 静岡市           | 静岡市          | 静岡市          | 静岡市          | 静岡市          | 静岡市           | 静岡市          | 静岡市         | 静岡市          | 静岡市           | 静岡市                  |
| 6             |               | 安倍郡 安東村   | 安倍郡 安東村   | 安倍郡 安東村   | 安倍郡 安東村    | 安倍郡 安東村   | 安倍郡 安東村   | 安倍郡 安東村    | 安倍郡 安東村    | 安倍郡 安東村   | 静岡市          | 静岡市          | 静岡市          | 静岡市          | 静岡市           | 静岡市           | 静岡市          | 静岡市          | 静岡市          | 静岡市          | 静岡市           | 静岡市          | 静岡市         | 静岡市          | 静岡市           | 静岡市                  |
| 7             |               | 安倍郡 千代田村 | 安倍郡 千代田村 | 安倍郡 千代田村 | 安倍郡 千代田村  | 安倍郡 千代田村 | 安倍郡 千代田村 | 安倍郡 千代田村  | 安倍郡 千代田村  | 安倍郡 千代田村 | 安倍郡 千代田村 | 安倍郡 千代田村 | 静岡市          | 静岡市          | 静岡市           | 静岡市           | 静岡市          | 静岡市          | 静岡市          | 静岡市          | 静岡市           | 静岡市          | 静岡市         | 静岡市          | 静岡市           | 静岡市                  |
| 8             |               | 安倍郡 麻機村   | 安倍郡 麻機村   | 安倍郡 麻機村   | 安倍郡 麻機村    | 安倍郡 麻機村   | 安倍郡 麻機村   | 安倍郡 麻機村    | 安倍郡 麻機村    | 安倍郡 麻機村   | 安倍郡 麻機村   | 安倍郡 麻機村   | 静岡市          | 静岡市          | 静岡市           | 静岡市           | 静岡市          | 静岡市          | 静岡市          | 静岡市          | 静岡市           | 静岡市          | 静岡市         | 静岡市          | 静岡市           | 静岡市                  |
| 9             |               | 有渡郡 大谷村   | 有渡郡 大谷村   | 安倍郡 大谷村   | 安倍郡 大谷村    | 安倍郡 大谷村   | 安倍郡 大谷村   | 安倍郡 大谷村    | 安倍郡 大谷村    | 安倍郡 大谷村   | 安倍郡 大谷村   | 安倍郡 大谷村   | 静岡市          | 静岡市          | 静岡市           | 静岡市           | 静岡市          | 静岡市          | 静岡市          | 静岡市          | 静岡市           | 静岡市          | 静岡市         | 静岡市          | 静岡市           | 静岡市                  |
| 10            |               | 有渡郡 久能村   | 有渡郡 久能村   | 安倍郡 久能村   | 安倍郡 久能村    | 安倍郡 久能村   | 安倍郡 久能村   | 安倍郡 久能村    | 安倍郡 久能村    | 安倍郡 久能村   | 安倍郡 久能村   | 安倍郡 久能村   | 静岡市          | 静岡市          | 静岡市           | 静岡市           | 静岡市          | 静岡市          | 静岡市          | 静岡市          | 静岡市           | 静岡市          | 静岡市         | 静岡市          | 静岡市           | 静岡市                  |
| 11            |               | 有渡郡 長田村   | 有渡郡 長田村   | 安倍郡 長田村   | 安倍郡 長田村    | 安倍郡 長田村   | 安倍郡 長田村   | 安倍郡 長田村    | 安倍郡 長田村    | 安倍郡 長田村   | 安倍郡 長田村   | 安倍郡 長田村   | 静岡市          | 静岡市          | 静岡市           | 静岡市           | 静岡市          | 静岡市          | 静岡市          | 静岡市          | 静岡市           | 静岡市          | 静岡市         | 静岡市          | 静岡市           | 静岡市                  |
| 12            |               | 庵原郡 西奈村   | 庵原郡 西奈村   | 庵原郡 西奈村   | 庵原郡 西奈村    | 庵原郡 西奈村   | 庵原郡 西奈村   | 庵原郡 西奈村    | 庵原郡 西奈村    | 庵原郡 西奈村   | 庵原郡 西奈村   | 庵原郡 西奈村   | 庵原郡 西奈村   | 庵原郡 西奈村   | 静岡市           | 静岡市           | 静岡市          | 静岡市          | 静岡市          | 静岡市          | 静岡市           | 静岡市          | 静岡市         | 静岡市          | 静岡市           | 静岡市                  |
| 13            |               | 安倍郡 美和村   | 安倍郡 美和村   | 安倍郡 美和村   | 安倍郡 美和村    | 安倍郡 美和村   | 安倍郡 美和村   | 安倍郡 美和村    | 安倍郡 美和村    | 安倍郡 美和村   | 安倍郡 美和村   | 安倍郡 美和村   | 安倍郡 美和村   | 安倍郡 美和村   | 安倍郡 美和村    | 安倍郡 美和村    | 安倍郡 美和村   | 安倍郡 美和村   | 静岡市          | 静岡市          | 静岡市           | 静岡市          | 静岡市         | 静岡市          | 静岡市           | 静岡市                  |
| 14            |               | 安倍郡 服織村   | 安倍郡 服織村   | 安倍郡 服織村   | 安倍郡 服織村    | 安倍郡 服織村   | 安倍郡 服織村   | 安倍郡 服織村    | 安倍郡 服織村    | 安倍郡 服織村   | 安倍郡 服織村   | 安倍郡 服織村   | 安倍郡 服織村   | 安倍郡 服織村   | 安倍郡 服織村    | 安倍郡 服織村    | 安倍郡 服織村   | 安倍郡 服織村   | 静岡市          | 静岡市          | 静岡市           | 静岡市          | 静岡市         | 静岡市          | 静岡市           | 静岡市                  |
| 15            |               | 安倍郡 中藁科村 | 安倍郡 中藁科村 | 安倍郡 中藁科村 | 安倍郡 中藁科村  | 安倍郡 中藁科村 | 安倍郡 中藁科村 | 安倍郡 中藁科村  | 安倍郡 中藁科村  | 安倍郡 中藁科村 | 安倍郡 中藁科村 | 安倍郡 中藁科村 | 安倍郡 中藁科村 | 安倍郡 中藁科村 | 安倍郡 中藁科村  | 安倍郡 中藁科村  | 安倍郡 中藁科村 | 安倍郡 中藁科村 | 静岡市          | 静岡市          | 静岡市           | 静岡市          | 静岡市         | 静岡市          | 静岡市           | 静岡市                  |
| 16            |               | 安倍郡 南藁科村 | 安倍郡 南藁科村 | 安倍郡 南藁科村 | 安倍郡 南藁科村  | 安倍郡 南藁科村 | 安倍郡 南藁科村 | 安倍郡 南藁科村  | 安倍郡 南藁科村  | 安倍郡 南藁科村 | 安倍郡 南藁科村 | 安倍郡 南藁科村 | 安倍郡 南藁科村 | 安倍郡 南藁科村 | 安倍郡 南藁科村  | 安倍郡 南藁科村  | 安倍郡 南藁科村 | 安倍郡 南藁科村 | 静岡市          | 静岡市          | 静岡市           | 静岡市          | 静岡市         | 静岡市          | 静岡市           | 静岡市                  |
| 17            |               | 安倍郡 大河内村 | 安倍郡 大河内村 | 安倍郡 大河内村 | 安倍郡 大河内村  | 安倍郡 大河内村 | 安倍郡 大河内村 | 安倍郡 大河内村  | 安倍郡 大河内村  | 安倍郡 大河内村 | 安倍郡 大河内村 | 安倍郡 大河内村 | 安倍郡 大河内村 | 安倍郡 大河内村 | 安倍郡 大河内村  | 安倍郡 大河内村  | 安倍郡 大河内村 | 安倍郡 大河内村 | 安倍郡 大河内村 | 安倍郡 大河内村 | 安倍郡 大河内村  | 静岡市          | 静岡市         | 静岡市          | 静岡市           | 静岡市                  |
| 18            |               | 安倍郡 梅ヶ島村 | 安倍郡 梅ヶ島村 | 安倍郡 梅ヶ島村 | 安倍郡 梅ヶ島村  | 安倍郡 梅ヶ島村 | 安倍郡 梅ヶ島村 | 安倍郡 梅ヶ島村  | 安倍郡 梅ヶ島村  | 安倍郡 梅ヶ島村 | 安倍郡 梅ヶ島村 | 安倍郡 梅ヶ島村 | 安倍郡 梅ヶ島村 | 安倍郡 梅ヶ島村 | 安倍郡 梅ヶ島村  | 安倍郡 梅ヶ島村  | 安倍郡 梅ヶ島村 | 安倍郡 梅ヶ島村 | 安倍郡 梅ヶ島村 | 安倍郡 梅ヶ島村 | 安倍郡 梅ヶ島村  | 静岡市          | 静岡市         | 静岡市          | 静岡市           | 静岡市                  |
| 19            |               | 安倍郡 玉川村   | 安倍郡 玉川村   | 安倍郡 玉川村   | 安倍郡 玉川村    | 安倍郡 玉川村   | 安倍郡 玉川村   | 安倍郡 玉川村    | 安倍郡 玉川村    | 安倍郡 玉川村   | 安倍郡 玉川村   | 安倍郡 玉川村   | 安倍郡 玉川村   | 安倍郡 玉川村   | 安倍郡 玉川村    | 安倍郡 玉川村    | 安倍郡 玉川村   | 安倍郡 玉川村   | 安倍郡 玉川村   | 安倍郡 玉川村   | 安倍郡 玉川村    | 静岡市          | 静岡市         | 静岡市          | 静岡市           | 静岡市                  |
| 20            |               | 安倍郡 井川村   | 安倍郡 井川村   | 安倍郡 井川村   | 安倍郡 井川村    | 安倍郡 井川村   | 安倍郡 井川村   | 安倍郡 井川村    | 安倍郡 井川村    | 安倍郡 井川村   | 安倍郡 井川村   | 安倍郡 井川村   | 安倍郡 井川村   | 安倍郡 井川村   | 安倍郡 井川村    | 安倍郡 井川村    | 安倍郡 井川村   | 安倍郡 井川村   | 安倍郡 井川村   | 安倍郡 井川村   | 安倍郡 井川村    | 静岡市          | 静岡市         | 静岡市          | 静岡市           | 静岡市                  |
| 21            |               | 安倍郡 大川村   | 安倍郡 大川村   | 安倍郡 大川村   | 安倍郡 大川村    | 安倍郡 大川村   | 安倍郡 大川村   | 安倍郡 大川村    | 安倍郡 大川村    | 安倍郡 大川村   | 安倍郡 大川村   | 安倍郡 大川村   | 安倍郡 大川村   | 安倍郡 大川村   | 安倍郡 大川村    | 安倍郡 大川村    | 安倍郡 大川村   | 安倍郡 大川村   | 安倍郡 大川村   | 安倍郡 大川村   | 安倍郡 大川村    | 静岡市          | 静岡市         | 静岡市          | 静岡市           | 静岡市                  |
| 22            |               | 安倍郡 清沢村   | 安倍郡 清沢村   | 安倍郡 清沢村   | 安倍郡 清沢村    | 安倍郡 清沢村   | 安倍郡 清沢村   | 安倍郡 清沢村    | 安倍郡 清沢村    | 安倍郡 清沢村   | 安倍郡 清沢村   | 安倍郡 清沢村   | 安倍郡 清沢村   | 安倍郡 清沢村   | 安倍郡 清沢村    | 安倍郡 清沢村    | 安倍郡 清沢村   | 安倍郡 清沢村   | 安倍郡 清沢村   | 安倍郡 清沢村   | 安倍郡 清沢村    | 静岡市          | 静岡市         | 静岡市          | 静岡市           | 静岡市                  |
| 23            | 0             | 有渡郡 有度村   | 有渡郡 有度村   | 安倍郡 有度村   | 安倍郡 有度村    | 安倍郡 有度村   | 安倍郡 有度村   | 安倍郡 有度村    | 安倍郡 有度村    | 安倍郡 有度村   | 安倍郡 有度村   | 安倍郡 有度村   | 安倍郡 有度村   | 安倍郡 有度村   | 安倍郡 有度村    | 安倍郡 有度村    | 安倍郡 有度村   | 清水市          | 清水市          | 静岡市          | 静岡市           | 静岡市          | 静岡市         | 静岡市          | 静岡市           | 静岡市                  |
| 23            | 0             | 有渡郡 有度村   | 有渡郡 有度村   | 安倍郡 有度村   | 安倍郡 有度村    | 安倍郡 有度村   | 安倍郡 有度村   | 安倍郡 有度村    | 安倍郡 有度村    | 安倍郡 有度村   | 安倍郡 有度村   | 安倍郡 有度村   | 安倍郡 有度村   | 安倍郡 有度村   | 安倍郡 有度村    | 安倍郡 有度村    | 安倍郡 有度村   | 清水市          | 清水市          | 清水市          | 清水市           | 清水市          | 静岡市         | 静岡市          | 静岡市           | 静岡市                  |
| 23            | 0             | 有渡郡 有度村   | 有渡郡 有度村   | 安倍郡 有度村   | 安倍郡 有度村    | 安倍郡 有度村   | 安倍郡 有度村   | 安倍郡 有度村    | 安倍郡 有度村    | 安倍郡 有度村   | 安倍郡 有度村   | 安倍郡 有度村   | 安倍郡 有度村   | 安倍郡 有度村   | 安倍郡 有度村    | 安倍郡 有度村    | 安倍郡 有度村   | 清水市          | 清水市          | 清水市          | 清水市           | 清水市          | 清水市         | 静岡市          | 静岡市           | 静岡市                  |
| 24            |               | 有渡郡 清水町   | 有渡郡 清水町   | 安倍郡 清水町   | 安倍郡 清水町    | 安倍郡 清水町   | 安倍郡 清水町   | 安倍郡 清水町    | 清水市           | 清水市          | 清水市          | 清水市          | 清水市          | 清水市          | 清水市           | 清水市           | 清水市          | 清水市          | 清水市          | 清水市          | 清水市           | 清水市          | 清水市         | 静岡市          | 静岡市           | 静岡市                  |
| 25            |               | 有渡郡 入江町   | 有渡郡 入江町   | 安倍郡 入江町   | 安倍郡 入江町    | 安倍郡 入江町   | 安倍郡 入江町   | 安倍郡 入江町    | 清水市           | 清水市          | 清水市          | 清水市          | 清水市          | 清水市          | 清水市           | 清水市           | 清水市          | 清水市          | 清水市          | 清水市          | 清水市           | 清水市          | 清水市         | 静岡市          | 静岡市           | 静岡市                  |
| 26            |               | 庵原郡 江尻町   | 庵原郡 江尻町   | 庵原郡 江尻町   | 庵原郡 江尻町    | 庵原郡 江尻町   | 庵原郡 江尻町   | 安倍郡 入江町    | 清水市           | 清水市          | 清水市          | 清水市          | 清水市          | 清水市          | 清水市           | 清水市           | 清水市          | 清水市          | 清水市          | 清水市          | 清水市           | 清水市          | 清水市         | 静岡市          | 静岡市           | 静岡市                  |
| 27            |               | 庵原郡 江尻町   | 庵原郡 辻村     | 庵原郡 辻村     | 庵原郡 辻村      | 庵原郡 辻村     | 庵原郡 辻町     | 安倍郡 入江町    | 清水市           | 清水市          | 清水市          | 清水市          | 清水市          | 清水市          | 清水市           | 清水市           | 清水市          | 清水市          | 清水市          | 清水市          | 清水市           | 清水市          | 清水市         | 静岡市          | 静岡市           | 静岡市                  |
| 28            |               | 有渡郡 不二見村 | 有渡郡 不二見村 | 安倍郡 不二見村 | 安倍郡 不二見村  | 安倍郡 不二見村 | 安倍郡 不二見村 | 安倍郡 不二見村  | 清水市           | 清水市          | 清水市          | 清水市          | 清水市          | 清水市          | 清水市           | 清水市           | 清水市          | 清水市          | 清水市          | 清水市          | 清水市           | 清水市          | 清水市         | 静岡市          | 静岡市           | 静岡市                  |
| 29            |               | 有渡郡 三保村   | 有渡郡 三保村   | 安倍郡 三保村   | 安倍郡 三保村    | 安倍郡 三保村   | 安倍郡 三保村   | 安倍郡 三保村    | 清水市           | 清水市          | 清水市          | 清水市          | 清水市          | 清水市          | 清水市           | 清水市           | 清水市          | 清水市          | 清水市          | 清水市          | 清水市           | 清水市          | 清水市         | 静岡市          | 静岡市           | 静岡市                  |
| 30            |               | 庵原郡 飯田村   | 庵原郡 飯田村   | 庵原郡 飯田村   | 庵原郡 飯田村    | 庵原郡 飯田村   | 庵原郡 飯田村   | 庵原郡 飯田村    | 庵原郡 飯田村    | 庵原郡 飯田村   | 庵原郡 飯田村   | 庵原郡 飯田村   | 庵原郡 飯田村   | 庵原郡 飯田村   | 庵原郡 飯田村    | 清水市           | 清水市          | 清水市          | 清水市          | 清水市          | 清水市           | 清水市          | 清水市         | 静岡市          | 静岡市           | 静岡市                  |
| 31            |               | 庵原郡 高部村   | 庵原郡 高部村   | 庵原郡 高部村   | 庵原郡 高部村    | 庵原郡 高部村   | 庵原郡 高部村   | 庵原郡 高部村    | 庵原郡 高部村    | 庵原郡 高部村   | 庵原郡 高部村   | 庵原郡 高部村   | 庵原郡 高部村   | 庵原郡 高部村   | 庵原郡 高部村    | 庵原郡 高部村    | 清水市          | 清水市          | 清水市          | 清水市          | 清水市           | 清水市          | 清水市         | 静岡市          | 静岡市           | 静岡市                  |
| 32            |               | 庵原郡 袖師村   | 庵原郡 袖師村   | 庵原郡 袖師村   | 庵原郡 袖師村    | 庵原郡 袖師村   | 庵原郡 袖師村   | 庵原郡 袖師村    | 庵原郡 袖師村    | 庵原郡 袖師村   | 庵原郡 袖師村   | 庵原郡 袖師村   | 庵原郡 袖師村   | 庵原郡 袖師町   | 庵原郡 袖師町    | 庵原郡 袖師町    | 庵原郡 袖師町   | 庵原郡 袖師町   | 庵原郡 袖師町   | 庵原郡 袖師町   | 清水市           | 清水市          | 清水市         | 静岡市          | 静岡市           | 静岡市                  |
| 33            |               | 庵原郡 興津町   | 庵原郡 興津町   | 庵原郡 興津町   | 庵原郡 興津町    | 庵原郡 興津町   | 庵原郡 興津町   | 庵原郡 興津町    | 庵原郡 興津町    | 庵原郡 興津町   | 庵原郡 興津町   | 庵原郡 興津町   | 庵原郡 興津町   | 庵原郡 興津町   | 庵原郡 興津町    | 庵原郡 興津町    | 庵原郡 興津町   | 庵原郡 興津町   | 庵原郡 興津町   | 庵原郡 興津町   | 清水市           | 清水市          | 清水市         | 静岡市          | 静岡市           | 静岡市                  |
| 34            |               | 庵原郡 庵原村   | 庵原郡 庵原村   | 庵原郡 庵原村   | 庵原郡 庵原村    | 庵原郡 庵原村   | 庵原郡 庵原村   | 庵原郡 庵原村    | 庵原郡 庵原村    | 庵原郡 庵原村   | 庵原郡 庵原村   | 庵原郡 庵原村   | 庵原郡 庵原村   | 庵原郡 庵原村   | 庵原郡 庵原村    | 庵原郡 庵原村    | 庵原郡 庵原村   | 庵原郡 庵原村   | 庵原郡 庵原村   | 庵原郡 庵原村   | 清水市           | 清水市          | 清水市         | 静岡市          | 静岡市           | 静岡市                  |
| 35            |               | 庵原郡 小島村   | 庵原郡 小島村   | 庵原郡 小島村   | 庵原郡 小島村    | 庵原郡 小島村   | 庵原郡 小島村   | 庵原郡 小島村    | 庵原郡 小島村    | 庵原郡 小島村   | 庵原郡 小島村   | 庵原郡 小島村   | 庵原郡 小島村   | 庵原郡 小島村   | 庵原郡 小島村    | 庵原郡 小島村    | 庵原郡 小島村   | 庵原郡 小島村   | 庵原郡 小島村   | 庵原郡 小島村   | 清水市           | 清水市          | 清水市         | 静岡市          | 静岡市           | 静岡市                  |
| 36            |               | 庵原郡 両河内村 | 庵原郡 両河内村 | 庵原郡 両河内村 | 庵原郡 両河内村  | 庵原郡 両河内村 | 庵原郡 両河内村 | 庵原郡 両河内村  | 庵原郡 両河内村  | 庵原郡 両河内村 | 庵原郡 両河内村 | 庵原郡 両河内村 | 庵原郡 両河内村 | 庵原郡 両河内村 | 庵原郡 両河内村  | 庵原郡 両河内村  | 庵原郡 両河内村 | 庵原郡 両河内村 | 庵原郡 両河内村 | 庵原郡 両河内村 | 清水市           | 清水市          | 清水市         | 静岡市          | 静岡市           | 静岡市                  |
| 37            |               | 庵原郡 蒲原町   | 庵原郡 蒲原町   | 庵原郡 蒲原町   | 庵原郡 蒲原町    | 庵原郡 蒲原町   | 庵原郡 蒲原町   | 庵原郡 蒲原町    | 庵原郡 蒲原町    | 庵原郡 蒲原町   | 庵原郡 蒲原町   | 庵原郡 蒲原町   | 庵原郡 蒲原町   | 庵原郡 蒲原町   | 庵原郡 蒲原町    | 庵原郡 蒲原町    | 庵原郡 蒲原町   | 庵原郡 蒲原町   | 庵原郡 蒲原町   | 庵原郡 蒲原町   | 庵原郡 蒲原町    | 庵原郡 蒲原町   | 庵原郡 蒲原町  | 庵原郡 蒲原町   | 静岡市           | 静岡市                  |
| 38            |               | 庵原郡 由比町   | 庵原郡 由比町   | 庵原郡 由比町   | 庵原郡 由比町    | 庵原郡 由比町   | 庵原郡 由比町   | 庵原郡 由比町    | 庵原郡 由比町    | 庵原郡 由比町   | 庵原郡 由比町   | 庵原郡 由比町   | 庵原郡 由比町   | 庵原郡 由比町   | 庵原郡 由比町    | 庵原郡 由比町    | 庵原郡 由比町   | 庵原郡 由比町   | 庵原郡 由比町   | 庵原郡 由比町   | 庵原郡 由比町    | 庵原郡 由比町   | 庵原郡 由比町  | 庵原郡 由比町   | 庵原郡 由比町    | 静岡市                  |

## 政治

### 行政

#### 市長
歴代市長
| 代    | 氏名     | 就任日        | 退任日        |
| ----- | -------- | ------------- | ------------- |
| 1 - 2 | 小嶋善吉 | 2003年4月14日 | 2011年4月12日 |
| 3 - 5 | 田辺信宏 | 2011年4月13日 | 2023年4月12日 |
| 6     | 難波喬司 | 2023年4月13日 | 現職          |

行政組織
静岡市は、行政組織に局制を採用している（同クラス自治体の静岡県と浜松市は部制を採用している）。なお合併から政令指定都市移行までは部制を採用していた。
- 市長
  - 副市長 x2
    - 政策官

#### 市庁舎
- 静岡庁舎・葵区役所 〒420-8602 静岡市葵区追手町5番1号
  - 葵区役所井川支所 〒428-0504 静岡市葵区井川656番地の2
- 駿河区役所 〒422-8550 静岡市駿河区南八幡町10番40号
  - 駿河区役所長田支所 〒421-0132 静岡市駿河区上川原13番1号
- 清水庁舎・清水区役所 〒424-8701 静岡市清水区旭町6番8号 （旧清水市役所）
  - 清水区役所蒲原支所 〒421-3211 静岡市清水区蒲原新田一丁目21番1号

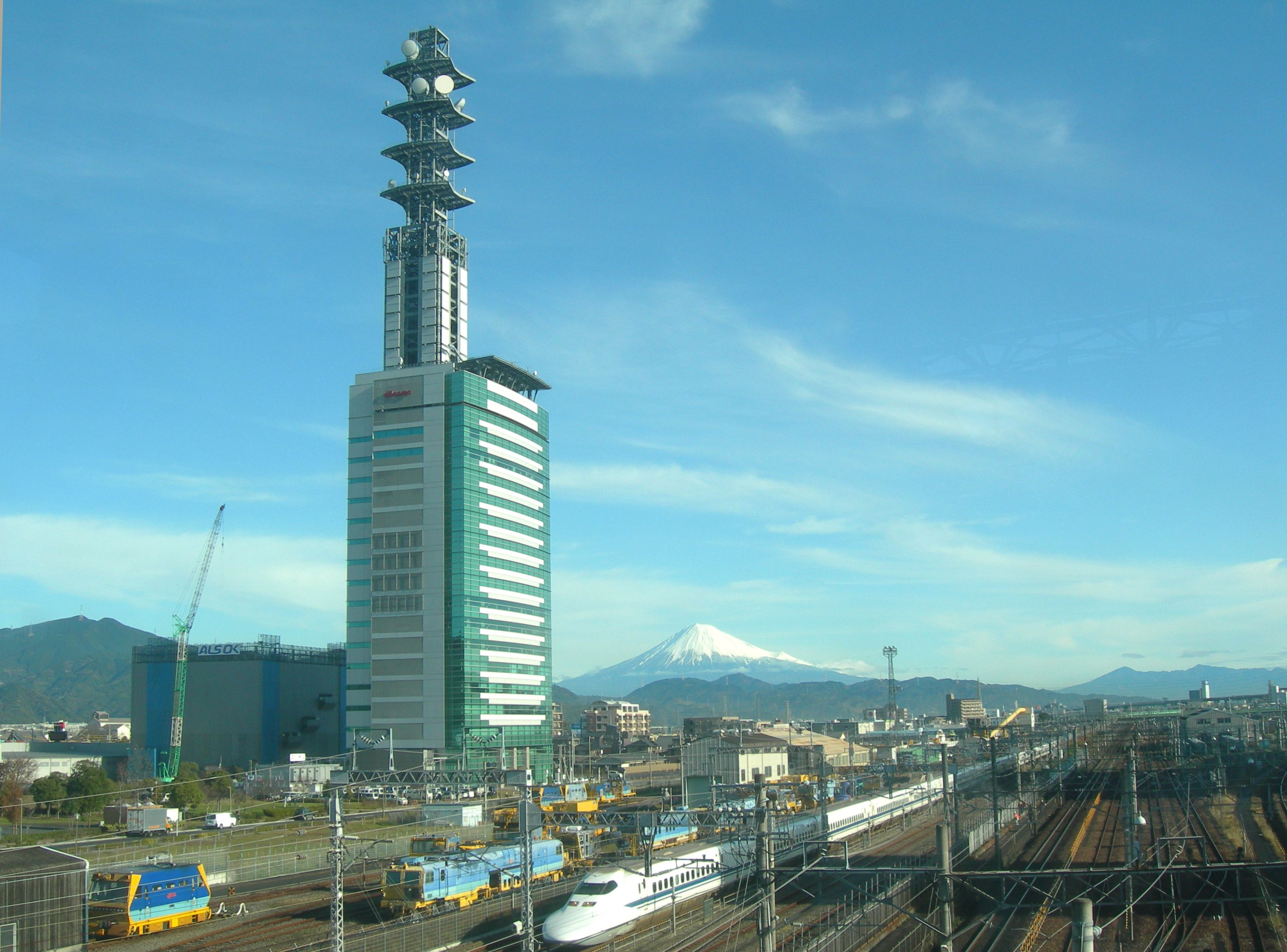
東静岡駅から富士山を望む。この画像でいえば、ドコモ東海静岡ビルの奥が新しい事務所の建設予定地だった。

静岡市役所本庁舎について
静岡市・清水市合併協議会において、合併後に東静岡駅周辺に新しく事務所を建設することが決定した。新市発足時にも、地方自治法第四条の1の規定に基づく市の事務所の位置は条例において、本則では新事務所建設予定地であった「静岡市長沼663番地の9」（制定時の地名、NTTドコモ静岡ビルの東隣、現在葵区長沼南2番・東静岡スマイル公園のある場所）とし、附則として、完成するまでは暫定的に「静岡市追手町5番1号」（同、静岡庁舎の位置）と定めた。
しかし当時の市長である小嶋善吉は2008年12月に、老朽化した草薙体育館を新事務所建設予定地に移転するよう当時の静岡県知事である石川嘉延に求め、新事務所の建設予定は白紙撤回された。パブリックコメントや市議会（特別議決）を経て、2009年4月1日施行の市条例において、同附則を削除し、本則を「静岡市葵区追手町5番1号」（静岡庁舎の位置）と改めた。

#### 行政区
2005年4月1日の政令指定都市移行に伴い、3つの行政区が設置された。行政区の数は政令指定都市の中では浜松市、相模原市と並んで最も少ない（次に少ないのは岡山市の4区である）。これは、従来の行政管轄や地域流動をそのまま移行させ、移行による混乱を最小限に抑えるためであること、コスト面、サービス面でバランスが良い1行政区あたり20万人程度という適正人口目安に沿うように設定しているからである。市内中心部では、東海道本線の山側が概ね葵区、海側が概ね駿河区所属だが、JR東海静岡支社と静岡駅敷地内は葵区となっている。
- 葵区（旧静岡市の長田地区、国吉田一・二丁目、中吉田の一部、弥生町を除く東海道線より北の地域と旧清水市楠、鳥坂の各一部※楠は一部が瀬名川三丁目に、鳥坂も一部が東瀬名町および瀬名一丁目に編入されている）
- 駿河区（長田地区、国吉田一・二丁目、中吉田の一部、弥生町と旧静岡市東海道線より南の地域と旧清水市谷田、草薙の各一部※いずれも町域で谷田に編入されている）
- 清水区（旧清水市の全域（楠、鳥坂、谷田、草薙の各一部を除く）、旧庵原郡蒲原町、由比町の全域）

| - 2003年3月31日 | 2003年4月1日 - 2005年3月31日 | 2005年4月1日 - 2006年3月30日 | 2006年3月31日 - 2008年10月31日 | 2008年11月1日 - 現在 |
| --------------- | ---------------------------- | ---------------------------- | ------------------------------ | -------------------- |
| 静岡市○○        | 静岡市○○                     | 葵区○○                       | 葵区○○                         | 葵区○○               |
| 静岡市○○        | 静岡市○○                     | 駿河区○○                     |                                |                      |
| 清水市○○        | 清水 ○○                      | 清水区○○                     | 清水区○○                       | 清水区○○             |
| 蒲原町○○        | 蒲原町○○                     | 蒲原町○○                     | 清水区蒲原○○                   | 清水区蒲原○○         |
| 由比町○○        | 由比町○○                     | 由比町○○                     | 由比町○○                       | 清水区由比○○         |

| コード                     | 区名   | 人口 （人） | 面積 （km2） | 人口密度 （人/km2） |
| -------------------------- | ------ | ----------- | ------------ | ------------------- |
| 22101-5                    | 葵区   | 240,595     | 1,073.75     | 224.07              |
| 22102-3                    | 駿河区 | 208,676     | 73.06        | 2,856.23            |
| 22103-1                    | 清水区 | 218,610     | 265.12       | 824.57              |
|                            | 合計   | 667,881     | 1,411.93     | 473.03              |
| （推計人口、2025年7月1日） |        |             |              |                     |

行政区のイメージカラー
2006年12月22日、それぞれの区をイメージした「区のイメージカラー・ロゴマーク」が制定された。
| 葵区   | ■葵区グリーン (DIC 214)  |
| 駿河区 | ■駿河区レッド (DIC 2484) |
| 清水区 | ■清水区ブルー (DIC 69)   |

都市基盤の整備
- 静岡駅周辺整備

市の玄関口として再開発を進める。駅南口（サウスポット静岡、エスパティオ）、御幸町（ペガサート）、紺屋町再開発事業。
- 東静岡新都市拠点整備

静岡駅から約3キロ東に位置する東静岡駅周辺地区。第三次都市再生緊急整備地域。
- 清水駅周辺整備

清水駅西口（通称「江尻口」）再開発（再開発ビル建設、バスターミナル整備）
清水駅東口（通称「みなと口」）清水港側の整備
- 清水区港町再開発（キララシティ）
- 清水港日の出地区の整備（浪漫館、エスパルスドリームプラザなど）
- 下水道普及率:70.2%（平成17年度末）

福祉・医療
- 城東保健福祉エリア（葵区）

（保健所、急病センター、保健福祉センター、心身障害者デイサービスセンター、いこいの家）
分区について
政令指定都市移行直後、初代市長小嶋善吉は都市の発展に合わせる形での行政区増設を示唆したが、現状では難しいとの判断で凍結。市議会の中では長田区、日本平区などの提案がある（駿河区役所長田支所は将来、駿河区から分区されることを想定し、また、駿河区の安倍川以西の住民の便を考慮して設置している）。また現状では葵区の区域面積が非常に広大であるため、山間部地域から区役所までの距離が非常に離れているなど、行政サービス上の問題が残存したままとなっている。

#### 市町合併の経過
現在の静岡市は、旧静岡市と旧清水市の新設合併（静清合併）により、2003年4月に発足した。市の名称については、合併の際の合併協議会の多数決により「静岡市」となった。したがって現在の静岡市は、制度上は旧静岡市とは別の自治体である。同様の例は数多くあり、県内では磐田市、掛川市、袋井市（いずれも2005年4月1日合併）や島田市（2005年5月5日合併）などがあげられる。
2005年4月1日には、さいたま市（2003年4月移行）に続いて全国で14番目の政令指定都市に移行した。
2006年3月31日には蒲原町を編入し、これによって飛地が発生した。これは、同じく庵原郡由比町では現在の静岡市との合併が議会で否決され、富士川町では合併相手として現在の静岡市ではなく、元々経済圏である富士市を選んだ。ただし、由比町では住民投票で合併賛成派が多数となった。2007年4月22日の由比町長選挙では合併推進の現職が当選、町議会議員選挙でも合併推進派が過半数となった。これに伴い、5月1日の由比町議会で、5月14日から合併推進室を設置することが可決された。これに基づき、「静岡市・由比町合併協議会」を再度設置して協議が進められ、2008年11月1日に合併することで双方が合意した。12月5日に合併調印式を開催。2008年11月1日には由比町を編入し、飛地を解消した。
平成に入ってからの合併の経過
- 1991年（平成3年） - 静岡市、清水市、島田市、焼津市、藤枝市、富士川町、蒲原町、由比町、岡部町、大井川町の5市5町で、政令指定都市研究会を設置し、研究調査を行った。
- 1998年（平成10年） - 静岡市・清水市合併協議会を設置。2002年まで4年間にわたり、協議が行われた。
- 2003年（平成15年） - 合併協定書調印から1年間の準備期間を経て、静岡市と清水市が新設合併し、現在の静岡市に移行。
- 2004年（平成16年） - 蒲原町、由比町とそれぞれ合併協議会を設置。
- 2006年（平成18年） - 蒲原町を編入。
- 2008年（平成20年） - 由比町を編入。

### 議会

#### 市政
- 市議会議員は、合併に伴う在任特例で2004年度末まで旧両市の議員がそのまま務めていた。その際は71名だったが、現在は定数48。

#### 県政
- 静岡県議会議員（定数68 2023年4月選挙 任期4年）
  - 葵区：5人 会派別内訳（自民改革会議2、ふじのくに県民クラブ（無所属） 1、公明党静岡県議団1、無所属1）
  - 駿河区：4人 会派別内訳（自民改革会議2、ふじのくに県民クラブ（立憲民主党）1、公明党静岡県議団1）
  - 清水区：4人 会派別内訳（自民改革会議1、ふじのくに県民クラブ（無所属1、国民民主党1）2、公明党静岡県議団1）

#### 国政
- 衆議院議員
  - 任期：2024年（令和6年）10月31日 - 2028年（令和10年）10月30日（「第50回衆議院議員総選挙」参照）

| 選挙区                      | 議員名   | 党派名     | 当選回数 | 備考     |
| --------------------------- | -------- | ---------- | -------- | -------- |
| 静岡県第1区（葵区、駿河区） | 上川陽子 | 自由民主党 | 8        | 選挙区   |
| 静岡県第4区（清水区など）   | 田中健   | 国民民主党 | 2        | 選挙区   |
| 静岡県第4区（清水区など）   | 深澤陽一 | 自由民主党 | 3        | 比例復活 |

このほかに、西園勝秀（公明党・比例東海ブロック）が当市に在住している。
- 参議院議員
  - 任期：2025年（令和7年）7月29日 - 2031年（令和13年）7月28日（「第27回参議院議員通常選挙」参照）

山田吉彦（国民民主党・比例区）が当市に在住している。

## 国家機関

### 内閣府
- 関東管区警察局静岡県情報通信部

### 総務省
- 中部管区行政評価局静岡行政評価事務所

### 法務省
- 静岡地方法務局
- 静岡刑務所
- 駿府学園（男子少年刑務所）
- 静岡少年鑑別所
- 静岡保護観察所
- 静岡地方検察庁
  - 静岡区検察庁・清水区検察庁
- 関東公安調査局静岡公安調査事務所
- 名古屋出入国在留管理局静岡出張所

### 財務省
- 静岡財務事務所
- 名古屋税関清水税関支署
- 名古屋国税局静岡税務署
- 名古屋国税局清水税務署
- 名古屋国税不服審判所静岡支所

### 厚生労働省
- 名古屋検疫所清水検疫所支所
- 静岡労働局

### 農林水産省
- 関東農政局静岡支局
- 名古屋植物防疫所清水支所
- 動物検疫所静岡出張所清水事務所
- 静岡森林管理署

### 国土交通省
- 中部地方整備局静岡営繕事務所・静岡国道事務所・静岡河川事務所
- 静岡運輸支局
- 静岡地方気象台

### 防衛省
- 自衛隊静岡地方協力本部
  - 静岡募集案内事務所
  - 清水募集案内事務所

## 施設

### 図書館
- 静岡市立図書館
- 静岡市立中央図書館
  - 静岡市立中央図書館麻機分館
  - 静岡市立中央図書館美和分館
- 静岡市立御幸町図書館
- 静岡市立藁科図書館
- 静岡市立西奈図書館（リンク西奈）
- 静岡市立北部図書館
- 静岡市女性会館アイセル21図書コーナー
- 静岡県立中央図書館
  - グランシップ静岡県立図書館コーナー
- 静岡市立南部図書館
- 静岡市立長田図書館（オーク長田）
- 静岡競輪場ライブラリー
- 静岡県男女共同参画センターあざれあ図書室
- 静岡キリスト教盲人伝道センター
- 静岡市立清水中央図書館
- 静岡市立清水興津図書館
- 静岡市立蒲原図書館
- 静岡大学附属図書館
- 静岡県立大学附属図書館小鹿図書館
- 静岡県立大学附属図書館草薙図書館
- 静岡県立大学短期大学部附属図書館
- 東海大学短期大学部静岡図書館
- 東海大学付属図書館清水図書館
- 常葉大学附属静岡瀬名図書館
- 常葉大学附属静岡水落図書館
- 常葉大学短期大学部附属図書館之山文庫
- 静岡英和学院大学図書館
- 静岡英和学院大学短期大学部図書館

### 文化施設

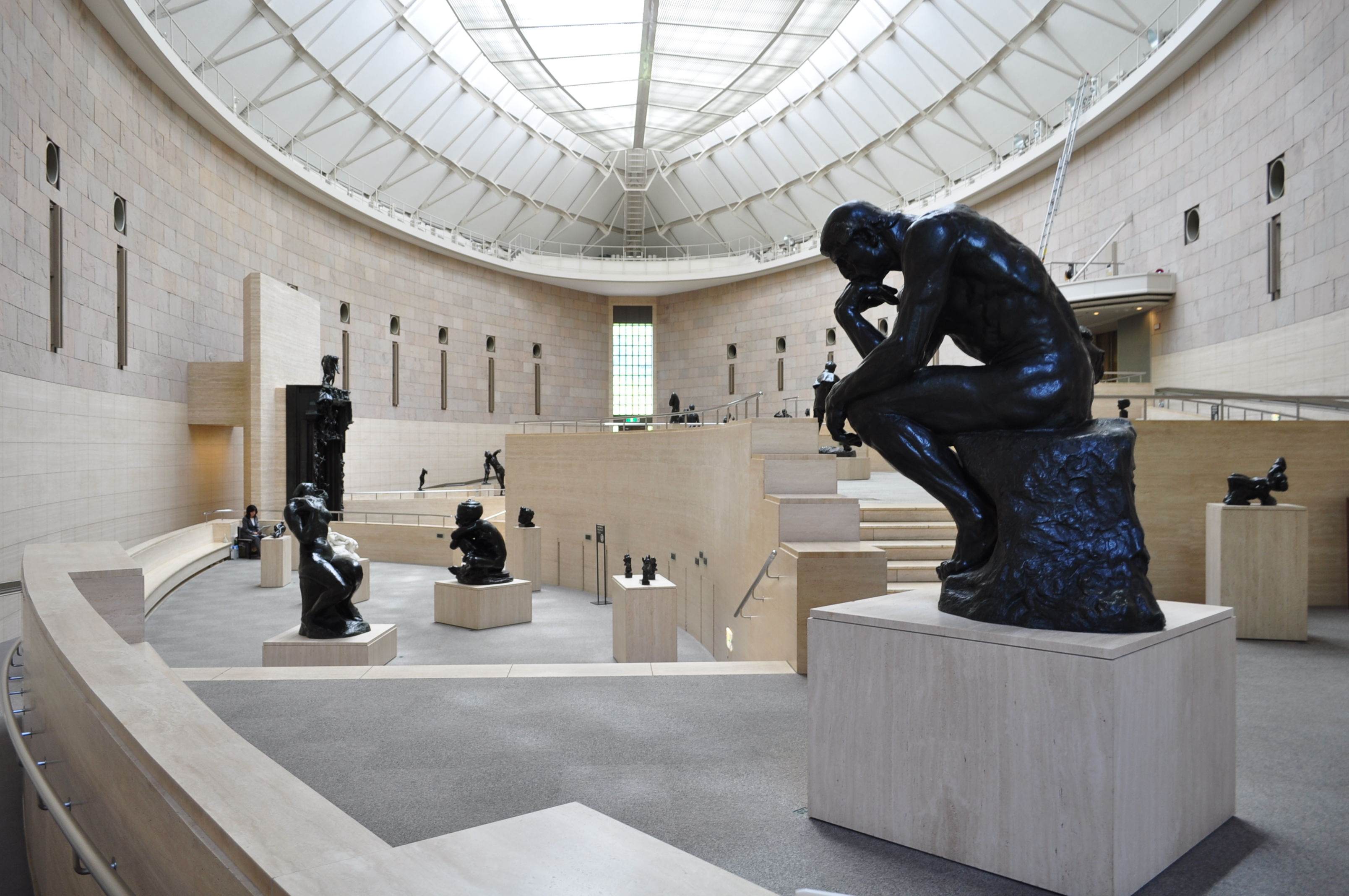
静岡県立美術館 ロダン館、手前の作品は「考える人」（2014年7月16日撮影）

美術館
- 静岡県立美術館（駿河区谷田）
- 静岡市美術館（葵区、葵タワー内）
- 静岡市民ギャラリー（葵区、市役所内）
- 静岡市立芹沢銈介美術館（駿河区登呂）
- 東海道広重美術館（清水区由比）
- 静岡近代美術館（葵区西草深町）

博物館
- 静岡市歴史博物館（2023年1月開館予定）
- 静岡市文化財資料館（2021年12月閉館）
- 日本人形・招き猫博物館
- ふじのくに地球環境史ミュージアム
- 静岡大学キャンパスミュージアム
- 久能山東照宮博物館
- 静岡市立登呂博物館（登呂遺跡）
- 静岡ホビースクエア
- 駿府博物館
- 東海大学海洋科学博物館
- 東海大学自然史博物館
- 清水港湾博物館（フェルケール博物館）
- 水口屋ギャラリー（フェルケール博物館別館）
- 静岡市埋蔵文化財センター
- 清水すしミュージアム

動物園・水族館
- 静岡市立日本平動物園（駿河区）
- 東海大学海洋科学博物館（清水区）
- スマートアクアリウム静岡（葵区、松坂屋静岡店内）

### 産業展示・見本市施設
- 静岡産業支援センター（駿河区曲金、ツインメッセ静岡）
- 駿府匠宿（駿河区丸子、伝統工芸等地場産業の展示体験施設）

### コンサートホール・コンベンション施設・会議場
- 静岡音楽館AOI
- 静岡市民文化会館
- しずぎんホールユーフォニア
- サールナートホール
- 静岡県コンベンションアーツセンター（グランシップ）
- 清水文化会館マリナート
- 清水テルサ
- 清水マーカムホール

### 主な公園
- 駿府城公園（駿府城址。桜の名所）
- 城北公園（旧制静岡高校跡）
- 常磐公園
- 広野海岸公園
- 大浜公園（大浜プール）
- 清水船越堤公園（桜の名所）
- 清水鶴舞公園
- 中尾羽根親水公園
- 清水清見潟公園
- 清水秋葉山公園

### 運動施設
- 西ケ谷総合運動場
  - 静岡県立水泳場
- 静岡市中央体育館（体育館、プール）
- 城北運動場テニス場・相撲場
- 静岡県草薙総合運動場
  - 静岡県草薙総合運動場硬式野球場
  - 静岡県草薙総合運動場陸上競技場
- 静岡競輪場
- 清水日本平運動公園
  - 静岡市清水日本平運動公園球技場（IAIスタジアム日本平）
- 清水総合運動場
- NTC「J-STEP」
- 東海大学松前球場

野球場・テニス場・スキー場
- 静岡市清水庵原球場 (ちゅ〜るスタジアム清水)（清水区）
- 桜ケ丘公園テニス場（清水区）
- 横砂テニス場（清水区）
- 月見公園テニス場（清水区）
- リバウェル井川スキー場（葵区）

プール
- ふれあい健康増進館「ゆ・ら・ら」
- 田町公園プール
- 大浜公園プール
- 清水総合運動場プール
- 清見潟スポーツセンター屋内プール
- 清水テルサ屋内プール

体育館
- 静岡市東部体育館
- 静岡市北部体育館
- 静岡市南部体育館
- 静岡市長田体育館
- 静岡市清水鈴与記念体育館
- 静岡市清水清見潟体育館
- 静岡市清水三保体育館
- 蒲原体育館

多目的グラウンド
- 門屋スポーツ広場
- 下スポーツ広場
- 与一スポーツ広場
- 狩野橋スポーツ広場
- 秋山スポーツ広場
- 堤町スポーツ広場
- 桜町スポーツ広場
- 伝馬町新田スポーツ広場
- 辰起町スポーツ広場
- 柳町スポーツ広場
- 弥勒スポーツ広場
- 田町安倍中スポーツ広場
- 田町緑地スポーツ広場
- 山崎スポーツ広場
- 新間宮前スポーツ広場
- 安倍口スポーツ広場
- 足久保八十岡スポーツ広場
- 麻機遊水池スポーツ広場
- 辰起町スポーツ広場
- 有度山総合公園
- 南安倍スポーツ広場
- 中原スポーツ広場
- 中島多目的スポーツグラウンド
- 南部スポーツ広場
- 向敷地スポーツ広場
- 丸子新田スポーツ広場
- 東新田スポーツ広場
- 下川原スポーツ公園
- 蛇塚スポーツグラウンド
- 草薙スポーツ広場
- 宍原スポーツ広場
- 長崎新田スポーツ広場
- 三保貝島スポーツ広場
- 清見寺公園スポーツ広場
- 富士川河川敷グラウンド

### レジャー
海水浴場
- 用宗海水浴場（駿河区）
- 清水三保海水浴場（清水区）

キャンプ場
- 玉川キャンプセンター
- 梅ヶ島キャンプ場
- 県民の森キャンプ場
- 南アルプス井川オートキャンプ場
- 井川青少年キャンプセンター
- 清水森林公園やすらぎの森キャンプ場
- 清水黒川キャンプ場
- 清水大平キャンプ場
- 清水西河内キャンプ場

市営温泉
- 南アルプス赤石温泉白樺荘
- 梅ヶ島新田温泉浴場黄金の湯
- 口坂本温泉浴場
- 湯ノ島温泉浴場
- 清水西里温泉浴場やませみの湯

### その他の施設
- 中勘助文学記念館
- 静岡平和資料センター
- 静岡県地震防災センター
- 静岡県工業技術研究所
- 静岡県農林技術研究所果樹研究センター
- 静岡県環境衛生科学研究所
- 筑波大学農林技術センター（井川）
- 静岡科学館「る・く・る」
- 静岡市視聴覚センター「マビック」†[注釈 8]
- 健康文化交流館「来・て・こ」
- 静岡市治水交流資料館「かわナビ」
- 静岡県埋蔵文化財センター
- 清水視聴覚ライブラリー
- 国立研究開発法人農業・食品産業技術総合研究機構果樹茶業研究部門カンキツ研究興津拠点
- 国立研究開発法人水産研究・教育機構国際水産資源研究所

## 対外関係

### 姉妹都市・提携都市

2015年、オマハとの姉妹都市提携50周年を記念して、同市から静岡市に贈られた陶製のタヌキ像。金子潤作。

#### 海外
姉妹都市
- ストックトン市（アメリカ合衆国カリフォルニア州）
1959年10月16日旧清水市と姉妹都市提携締結
- オマハ市（アメリカ合衆国ネブラスカ州）
1965年4月1日旧静岡市と姉妹都市提携締結
- シェルビービル市（アメリカ合衆国インディアナ州）
1989年11月3日旧蒲原町と姉妹都市提携締結
- カンヌ市（フランス共和国プロヴァンス・アルプ・コートダジュール州）
1991年11月5日旧静岡市と姉妹都市提携締結

友好都市
- フエ市（ベトナム社会主義共和国トゥアティエン・フエ省）
2005年4月12日友好都市提携締結

過去の友好都市
- オックスナード市（アメリカ合衆国カリフォルニア州）
1991年友好都市提携 - 旧静岡市が「友好の証」を交換し交流をしていたが1996年以降交流が途絶え、新市発足の際に引き継がれなかった。
- 城南市（大韓民国京畿道）
2003年友好都市提携 - 旧清水市が職員の交流を図るなど友好関係を結んでおり、その関係は現在も続いているが、正式な友好都市提携として調印は、静岡市に合併されてからはされていない。城南市には友好都市と表記されている。

#### 日本国内
姉妹都市
- 室蘭市（北海道胆振総合振興局）
1976年12月24日 旧清水市と姉妹都市提携締結
- 上越市（新潟県）
1995年10月22日 旧清水市と姉妹都市提携締結

なお、室蘭市、上越市同士も姉妹都市である。
提携都市
- 伊豆市（静岡県）
1980年、交流連携都市提携。旧清水市から引継ぎ、静岡市と伊豆市青少年交流事業が行われている
- 佐久市（長野県）
1989年10月12日 旧清水市と友好都市提携締結
- 甲府市（山梨県）
2006年7月31日 交流連携都市提携。
- 金沢市（石川県）
2009年7月23日 交流連携都市提携。
- 長野市（長野県）
2010年7月1日 集客プロモーションパートナー都市提携

過去の友好都市
- 八代町（山梨県東八代郡、現・笛吹市）
1989年4月 旧由比町と友好都市提携

その他
- 全国門前町サミット - 全国の神社仏閣を中心に発展してきた門前町を有する自治体・観光協会・商業関係者などが集まり地域活性、街作り推進のため開催する会議。

### 姉妹港湾・友好港湾
清水区にある清水港は、富士山を仰ぎ、世界文化遺産である三保の松原に囲まれた美しい港町で外国船員の人気も高く、神戸港・長崎港と共に日本三大美港の1つに数えられている。
港湾法上の国際拠点港湾に指定され、また中核国際港湾にも指定されている。さらに、港則法上の特定港にも指定されている。
姉妹港湾
 サバンナ港（アメリカ合衆国ジョージア州） - 1986年10月27日姉妹港提携
友好港湾
 青島港（中華人民共和国山東省） - 1984年4月友好港提携

### 国際機関

#### 領事館
名誉領事館
- 在静岡ルーマニア国名誉領事館
- 在静岡大韓民国名誉領事館

## 経済

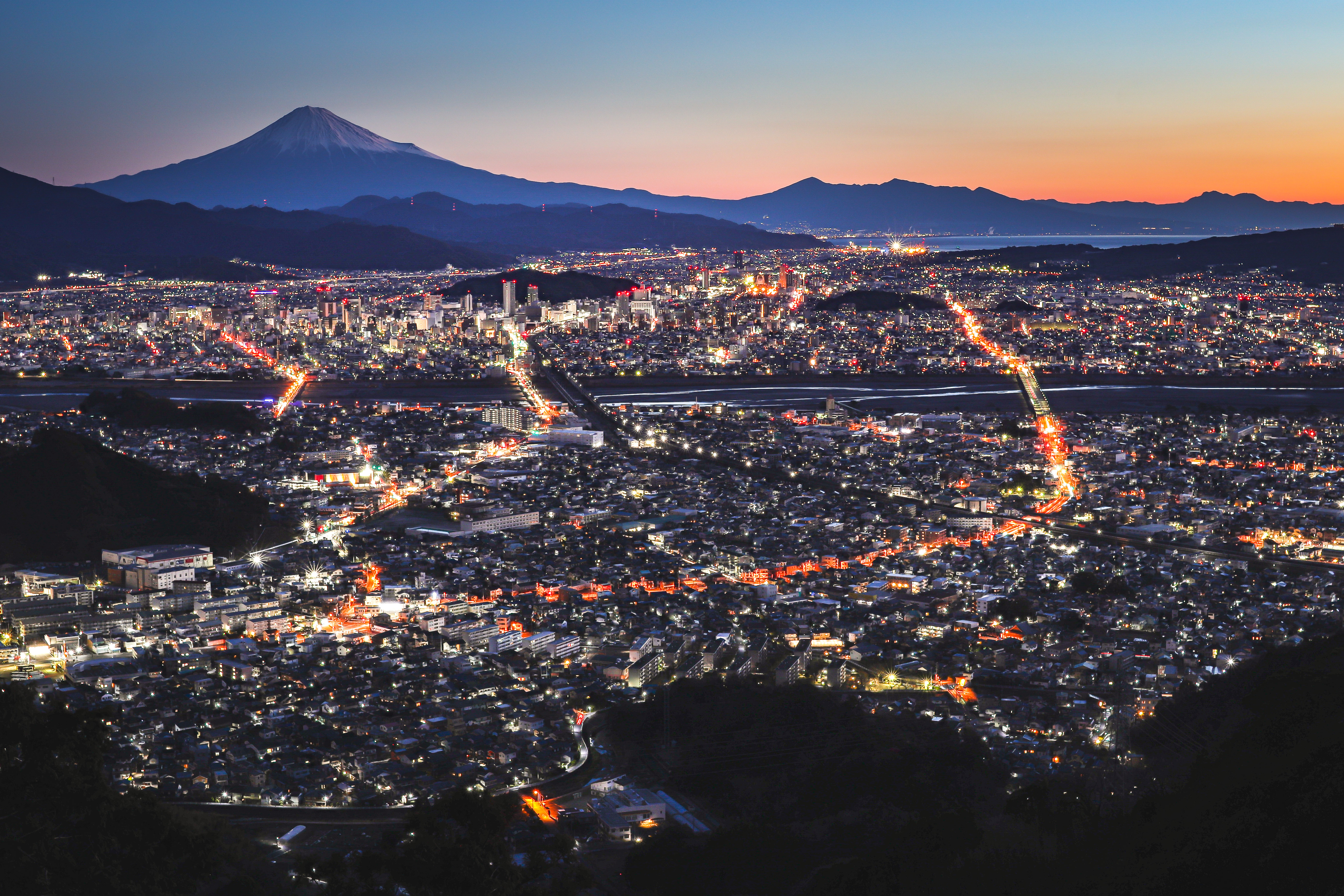
富士山と静岡市平野部の夜景

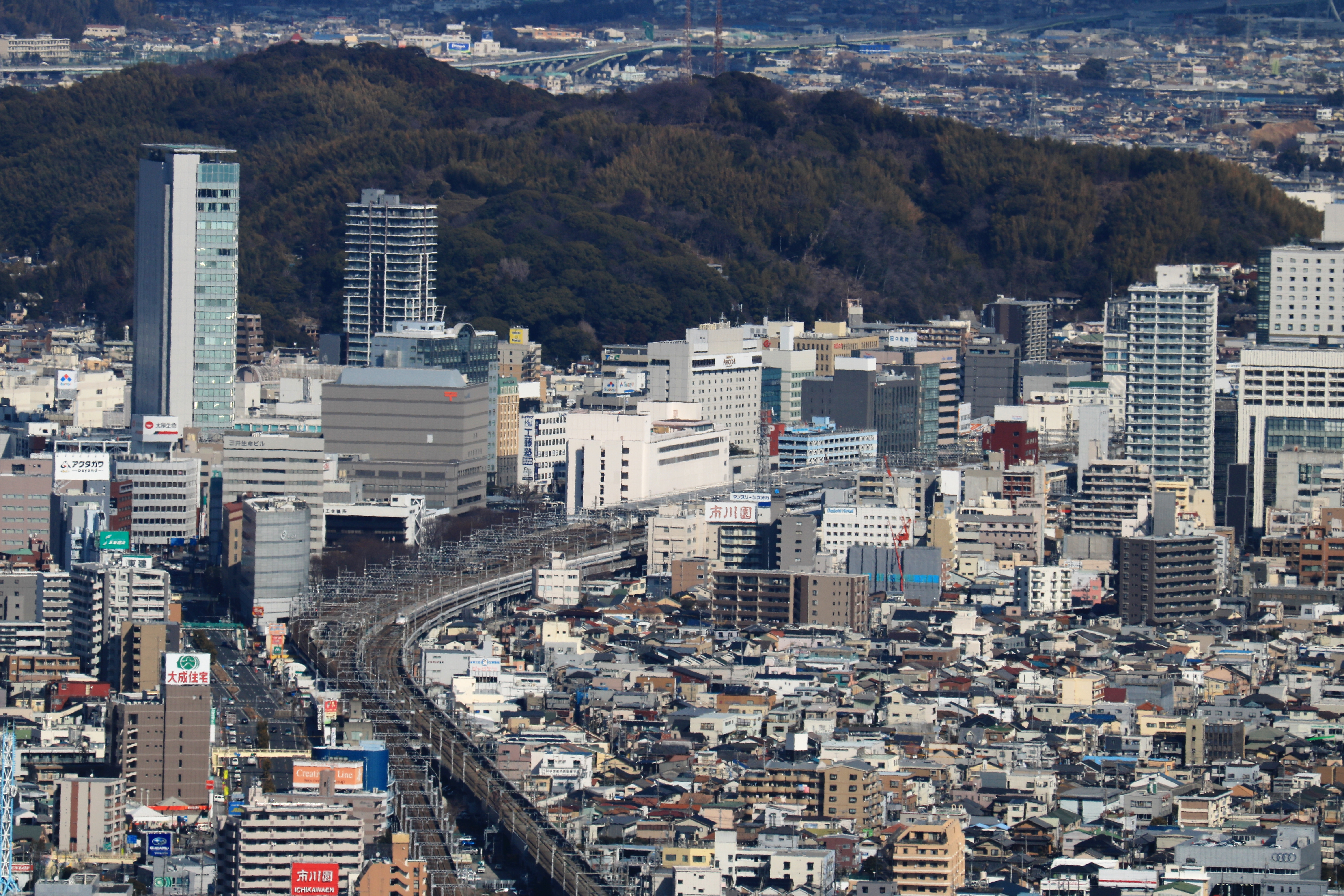
朝鮮岩から望む静岡駅周辺

### 第一次産業

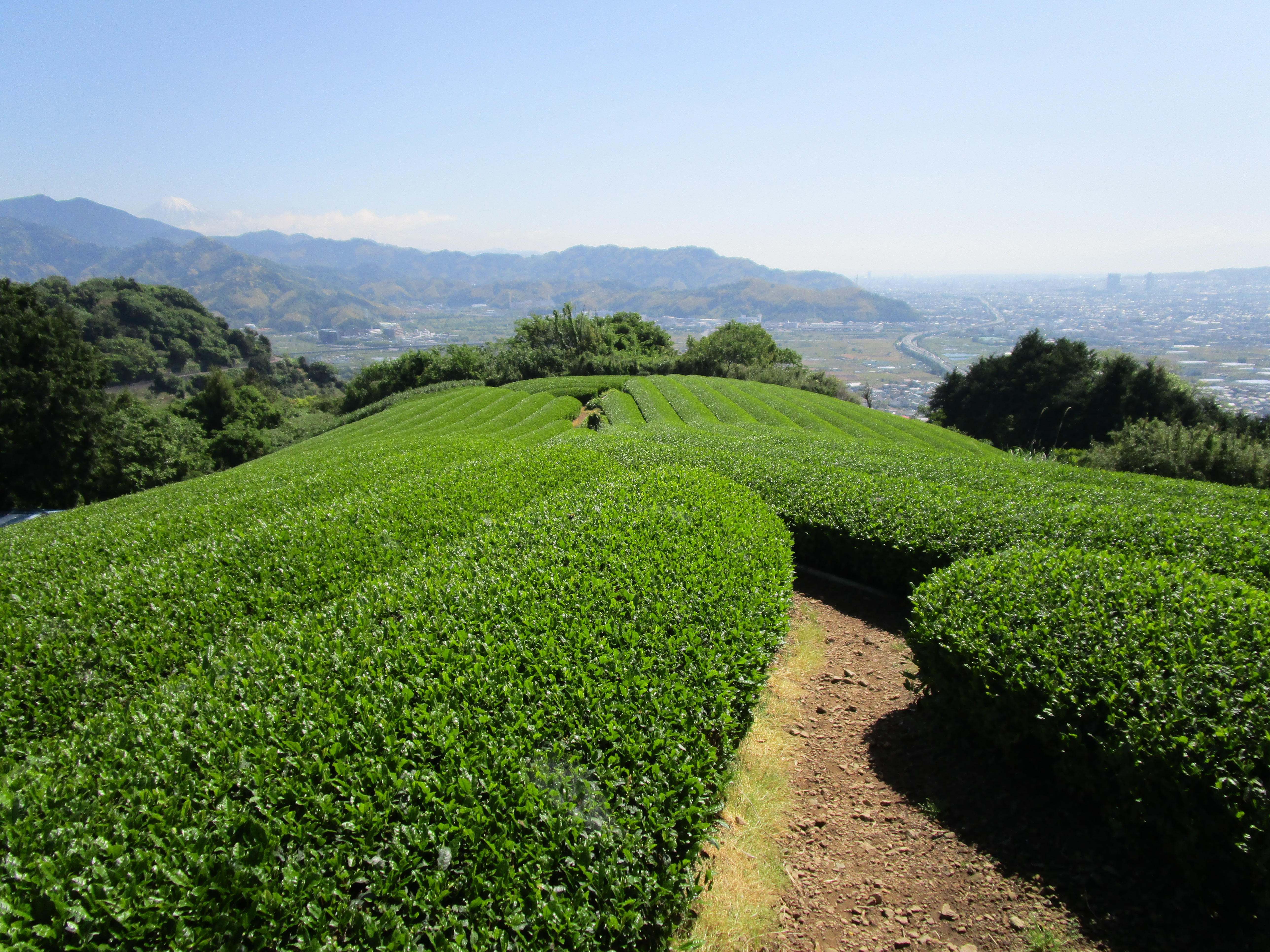
賤機山の茶畑。静岡市葵区。

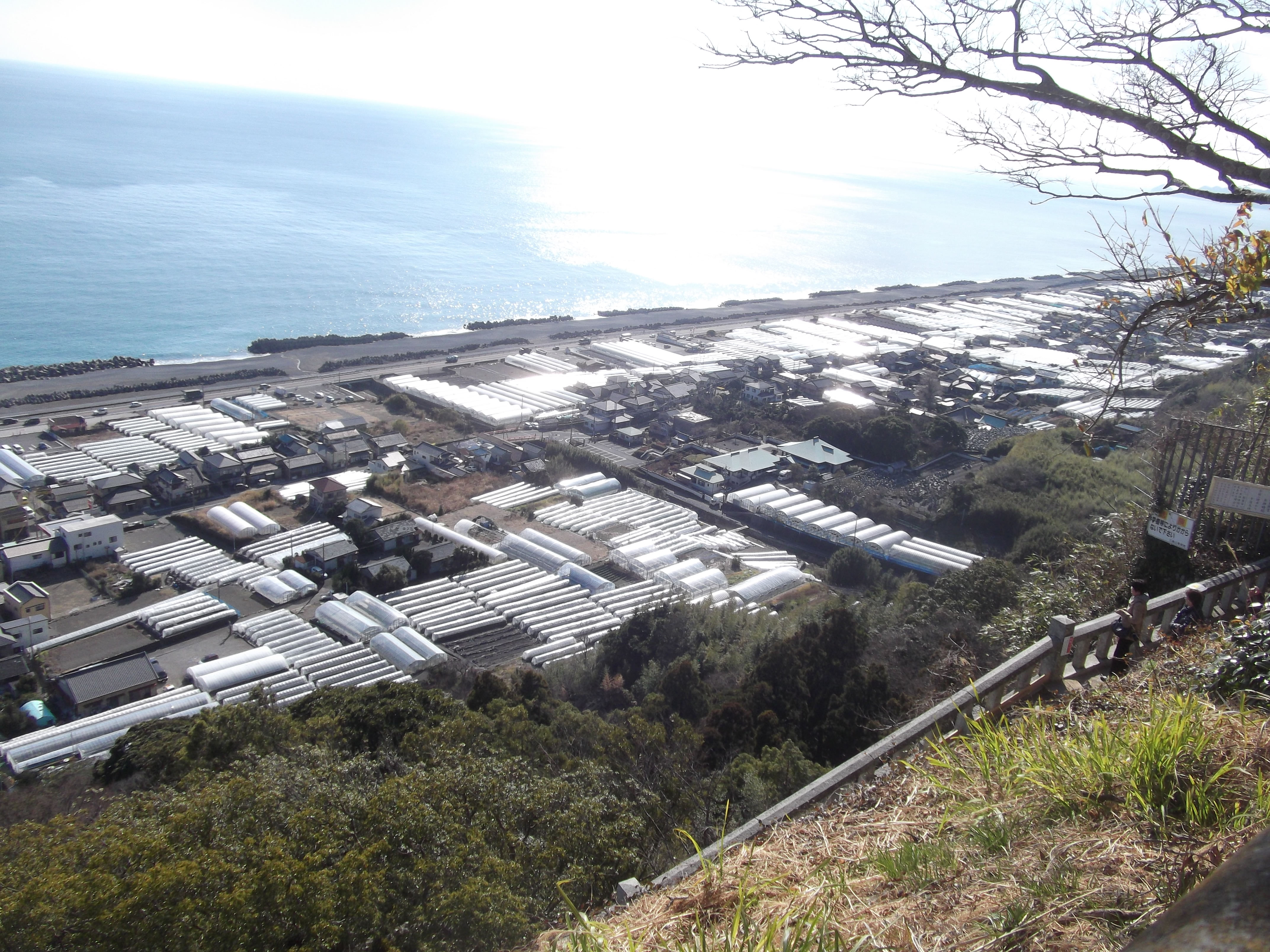
久能山から久能地区を見下ろす。白い建物のほとんどがビニールハウスである。2016年2月撮影。

葵区郊外の安倍川上流の地区は、日本で緑茶栽培業が興った土地でもある。これ以降、安倍川上流の郊外部では緑茶栽培業が盛んになり、江戸時代には徳川将軍家に献上する御用茶の栽培が行われた。北原白秋作詞の『ちゃっきり節』は、地元鉄道会社（現静岡鉄道）のコマーシャルソングとして作られたが、今では茶どころ静岡の新民謡と言える。
また、ワサビ栽培業の発祥地は、安倍奥の有東木（うとうぎ）地区とされる。また、足久保地区は静岡茶発祥の地を称している。
しかし、近年では観光来客数の減少や、人口減少による後継者不足により市内農業は衰退傾向にある。
農業（太字は本市で開発された品種）
- 静岡茶
（本山、やぶきたなど。市内各所で生産される。主な地区としては、葵区藁科地区、清水区両河内地区が緑茶の産地となっている。）
- 石垣イチゴ
（章姫、紅ほっぺ（静岡11号）など。国道150号沿いの駿河区久能地区、清水区駒越地区）
- ワサビ（安倍奥の葵区有東木など）
- 温州みかん（青島温州、清見、はるみなど。）
- その他柑橘類（スルガエレガントなど。）
（主な産地：葵区麻機地区、清水区興津清見寺町、駿河区小坂など）
- レンコン（葵区麻機地区）
- 大豆（枝豆）（清水区三保地区、折戸地区、駒越地区）
- バラ（清水区庵原地区、興津地区）
- 桃（駿河区長田地区）

水産業
- 港湾の節参照

### 第二次産業

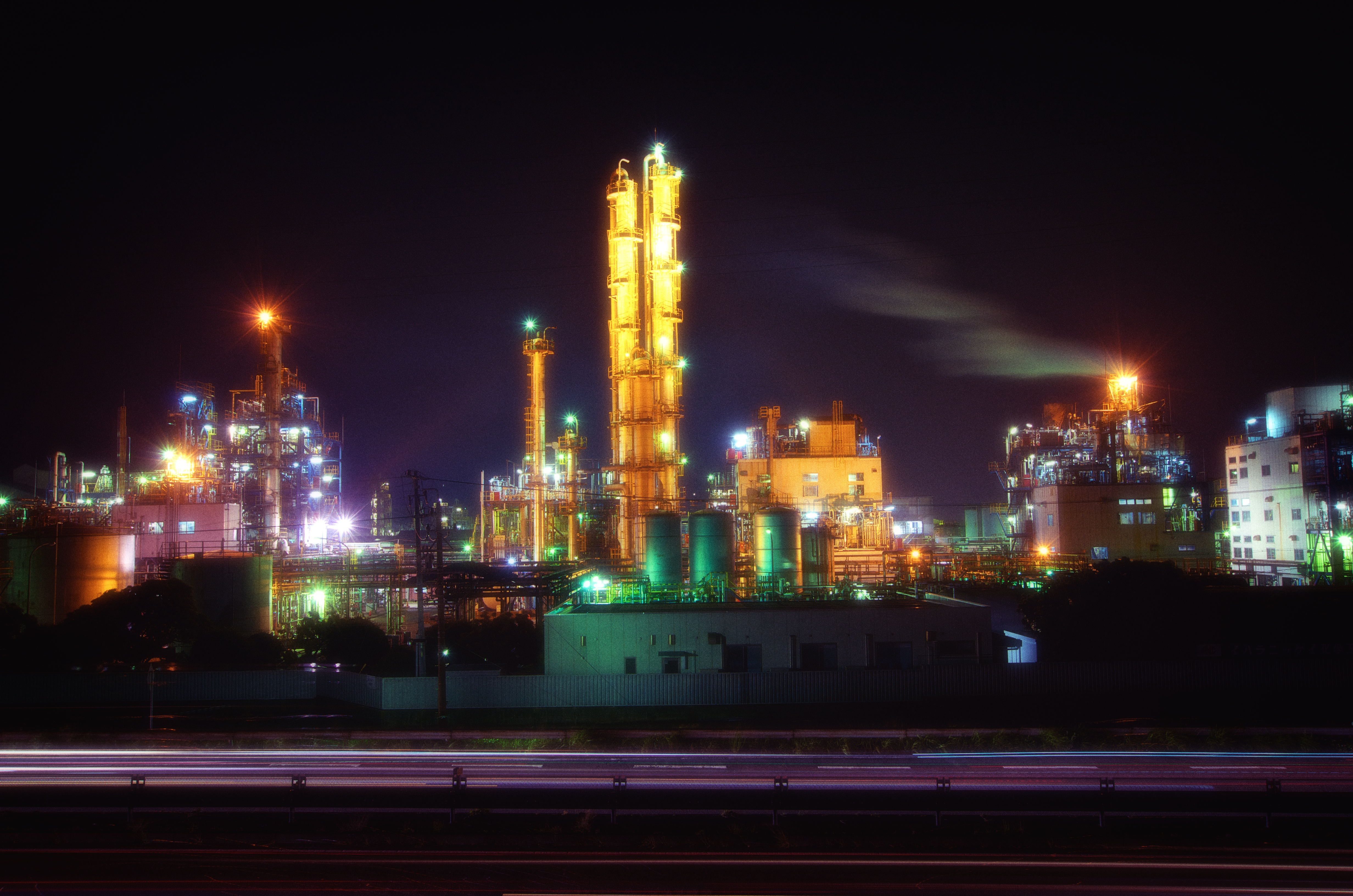
清水区蒲原にあるイハラニッケイ化学工業

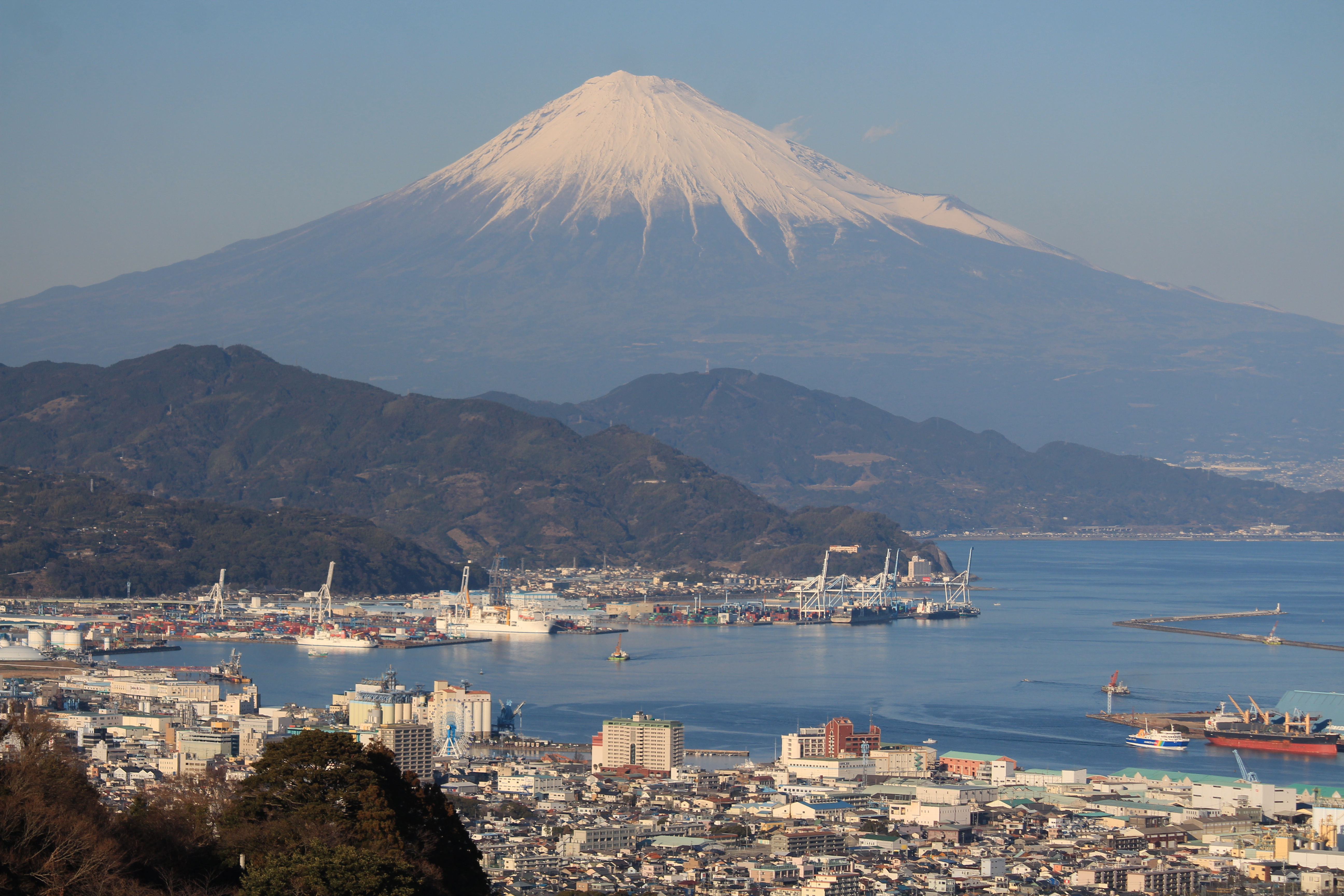
日本三大美港の1つである清水港

清水港を擁する清水区（旧清水市）の臨海部を中心に東海工業地域が広がっている。実は県内で工業都市のイメージが強い浜松市より製造品出荷額が多く、県内一の工業都市である。
清水港臨海地帯を中心に軍需工場の系譜を引く大企業や戦後建設された工場など、様々な製造業が立地している。その為、清水の工業生産高は一時県下一を誇ったが、産業構造の変化によりその地位を失った。しかし、近年は一時の停滞期を脱し生産高は微増に転じている。
- 製造業

自動車部品、アルミニウム、産業用・民生用空調機、特殊紙、化学製品、食料品、精密機器、造船
- 地場産業・伝統工芸品

缶詰
プラモデル、雛具・雛人形、家具、仏壇、賤機焼、井川メンパ、静岡挽物、駿河和染、下駄、駿河蒔絵、駿河漆器、駿河指物、駿河竹千筋細工

### 第三次産業
静岡駅周辺（特に北口）は、百貨店やファッションビルなどの大型店や商店街、公共施設や鉄道駅の間に有効的な回遊性・回廊性を持っており、効率的に集積した構造の商業地区となっている。
大規模小売店舗法時代に、商工会議所の意見を定めるための調査審議機関である商業活動調整協議会（商調協）の前に会議所の小売商業部会で全員合意をしない限り商調協に案件を上げないという静岡方式は実質上の出店規制であり、静岡は総合スーパーも大型家電量販店も建てられない無風地帯とされてきた。イトーヨーカドーは申請から13年後に売り場面積は当初予定の四分の一になってようやく許可された。1990年、ベスト電器を入れようとした静岡電気小売商業組合の理事長が辞任する、しないの騒動が起きた。
大規模小売店舗立地法になってからは企業私有地の有効活用などで徐々に増えてきたが、もともと平野部の人口密度が高く、安価で大規模な開発用地が残されていないため、店舗面積3万平米を越えるような大型ショッピングセンターは2013年4月のMARK IS 静岡開業までなかった。他方、旧静岡地区全体の商業販売高の減少率は郊外店舗が展開する近隣地域より大きく、今後に課題を残している。

#### 繁華街
静岡都心、清水都心を中心に、大きく分けて10個の繁華街エリアが存在する。
- 静岡駅北口周辺エリア（紺屋町、御幸通り、ゴールデン横丁、栄町周辺）
- 静岡駅南口周辺エリア（石田街道、南町周辺）
- 江川町周辺エリア（呉服町、両替町、昭和町周辺）
- 伝馬町周辺エリア（伝馬町、御幸町、けやき通り周辺）
- 鷹匠周辺エリア（鷹匠、北街道、つつじ通り周辺）
- 七間町周辺エリア（七間町、人宿町、追手町周辺）
- 常磐町周辺エリア（常磐町、駿河町、青葉通り、駒形通り、玄南通り周辺）
- 中町周辺エリア（本通、浅間通り、茶町通り周辺）
- 清水駅周辺エリア（駅前銀座商店街、清水銀座商店街、真砂町、銀座、さつき通り周辺）
- 新清水駅周辺エリア（巴町、旭町、相生町周辺）

静岡駅周辺の主な繁華街
- 呉服町通り - 静岡駅寄りの二丁目（札之辻からスクランブル交差点まで）は、静岡県内最大の繁華街。紺屋町には葵タワーや静岡パルコが並ぶ。空き店鋪がほとんどなく人通りも多く、3ブロックある二丁目の最も静岡駅寄りのブロック（旧六丁目）は、県内一地価が高いことで知られる。静岡駅からやや離れた一丁目（静岡銀行本店から静岡伊勢丹まで）は人通りは比較的少なかったが、3ブロックある一丁目の中央に呉服町タワー、札の辻クロスができ人通りが増えつつある。
- 御幸町周辺 - 静岡市において老舗と呼べる百貨店松坂屋や新静岡セノバ、静岡モディ、静岡東急スクエア、Den bill、ペガサートなどのSCが集積する。かつては静岡109や静岡マルイが立地した。
- 七間町 - 旧東海道沿いの映画館や飲食店の集積するかつては静岡市内で最も賑やかな通りであったが、娯楽としての映画の地位低下でやや賑わいが乏しくなっている。それでも石畳風の車道、大理石の歩道と整備されたけやき並木など、風格を保っている。隣接する人宿町ではOMACHI創造計画としてEZAKI SOZOSYA キネマ館や人宿町離宮などの再開発が行われている[86]。
- 両替町 - 静岡駅寄りの二丁目（七間町通りとの交差点から江川町通りとの交差点まで）は、飲食店の集積した静岡県内最大の歓楽街。銀座の発祥地である一丁目は比較的落ち着いた雰囲気の飲食店や衣料品店、雑貨店などが立地する。

- 伝馬町
- 七間町
- 青葉通り
- 中町
- 静岡駅前
- 石田街道

清水駅周辺の主な繁華街
- 真砂町：駅前銀座商店街
- 銀座：清水銀座商店街
- 旭町・巴町：古くからの飲食店街。港町清水の象徴的地域。
- さつき通り

#### 主な商業施設
静岡駅周辺
- 松坂屋静岡店
- 静岡伊勢丹
- 静岡モディ（丸井グループ）
- 新静岡セノバ（静鉄新静岡駅ビル）
- パルシェ（JR静岡駅ビル）
- ASTY静岡
- けやきプラザ静岡
- トップセンタービル
- ペガサート
- Den bill
- 静岡PARCO
- 葵タワー
- 呉服町タワー
- 札の辻クロス
- cosa

葵区（静岡駅周辺以外）
- MARK IS 静岡

- 松坂屋静岡店
- 静岡伊勢丹
- 静岡モディ
- 新静岡セノバ
- JR静岡駅ビル パルシェ
- ASTY静岡
- 静岡伝馬町プラザビル
- トップセンタービル
- ペガサート
- Den bill
- 静岡PARCO
- 葵タワー
- 呉服町タワー
- MARK IS 静岡

駿河区
- グランシップ
- エスパティオ
- サウスポット静岡
- マークスタワー東静岡
- ハットパーク用宗

- グランシップ
- セントラルスクエア静岡
- エスパティオ
- サウスポット静岡
- マークスタワー東静岡

清水区
- エスパルスドリームプラザ
- ベイドリーム清水
- フレスポ静岡（ジャンボエンチョー清水鳥坂店）
- エスポットタウン天王（エスポット清水天王店）
- スーパーマーケットバロー清水高橋店

- エスパルスドリームプラザ
- ベイドリーム清水

### 市内に本社を置く主な企業
金融
- しずおかフィナンシャルグループ
- 静岡銀行（本部は清水区草薙北、本店は葵区呉服町）
- 清水銀行（清水区）
- しずおか焼津信用金庫（葵区）
- 静清信用金庫（葵区）
- 静岡県労働金庫（葵区）

小売業・サービス業
- メガネトップ（眼鏡販売）
- 秀英予備校（学習塾）
- ヨシコン (総合街づくり企業)
- ラッシュ（キルフェボンの運営企業）
- 江崎書店（書籍・雑誌の販売）
- ヴィノスやまざき（酒・ワインの販売）
- ヨシケイ開発（惣菜宅配「ヨシケイ」）
- ヤマシタ（福祉用具、寝具リース）
- 太陽建機レンタル（総合建設機械レンタル業）
- アウトソーシング（生産請負業務）
- エスパルス（サッカークラブの運営）
- タカラ・エムシー（スーパーマーケット、レストランなどを展開）
- ハル・インダストリ（消臭・無臭の研究、開発）
- 天神屋（弁当・惣菜など）
- 戸田書店（書籍・雑誌の販売）
- どんどん（持ち帰り弁当店）
- 駿河屋（ネット販売、中古品販売店）
- 静鉄ストア（スーパーマーケット）
- タカラ・エムシー (スーパーマーケット)
- VELTEXスポーツエンタープライズ（プロバスケットボールクラブ「ベルテックス静岡」の運営）

建設業
- 静鉄建設 (葵区)
- 百年住宅（駿河区）
- 鈴与建設（清水区）
- ホームポジション (清水区)

製造業
- 靜甲（包装機械、充填機）
- アイエイアイ（産業用ロボット）
- 日立空調SE（冷凍冷蔵空調機器の製造）
- セイリン（医療器具）
- 三明（精密機器）
- PLATZ（プラスチック模型）
- アイ・テック（シャーリング）
- ニチフリ食品（食品製造）
- はごろもフーズ（食品製造）
- ホテイフーズコーポレーション（食品製造）
- いなば食品（食品製造）
- 三井化学エムシー（ポリウレタン樹脂製品の製造）
- 青島文化教材社（プラスチック模型）
- 野桜本店（わさび漬け）
- 東海澱粉（食品加工）
- SSKフーズ（食品製造）
- 松岡カッター製作所
- アムスライフサイエンス（健康食品など製造）
- 市川園（緑茶、食品、和菓子）
- ウッディジョー（木製模型）
- シャンソン化粧品（化粧品の開発・製造）
- スター精密（電子機器、産業機械）
- タミヤ（ミニ四駆・プラスチック模型）
- 日興製薬（洗顔料・美容液）
- フジミ模型（プラスチック模型）
- 丸六食品（水産加工）
- 村上開明堂（バックミラー）
- 矢崎化工（合成樹脂形成品・製品）

インフラ・情報
- 清水エル・エヌ・ジー（天然ガス製造販売、清水区）
- 静岡ガス（都市ガス、駿河区）
- TOKAIコミュニケーションズ（ソフトウエア開発、通信サービス、葵区）
- ナルテック（コンピュータ周辺機器開発、清水区）
- TOKAI（ガス、不動産、情報処理、葵区）

運輸・流通
- 鈴与（物流。清水区）
  - エスパルスドリームフェリー（海運。清水区）
  - フジドリームエアラインズ（航空。清水区）
  - 静岡エアコミュータ（ヘリコプター運航事業。葵区）
- 静岡鉄道（鉄道。葵区）
  - しずてつジャストライン（バス。葵区）
- 日本平自動車（バス。駿河区）

### 市内に拠点を置く主な企業
- 日本軽金属 蒲原製造所
- 日本軽金属 清水工場
- 三井・デュポン フロロケミカル清水工場
- 日立アプライアンス清水工場
- 巴川製紙所 清水事業所
- 小糸製作所 静岡工場

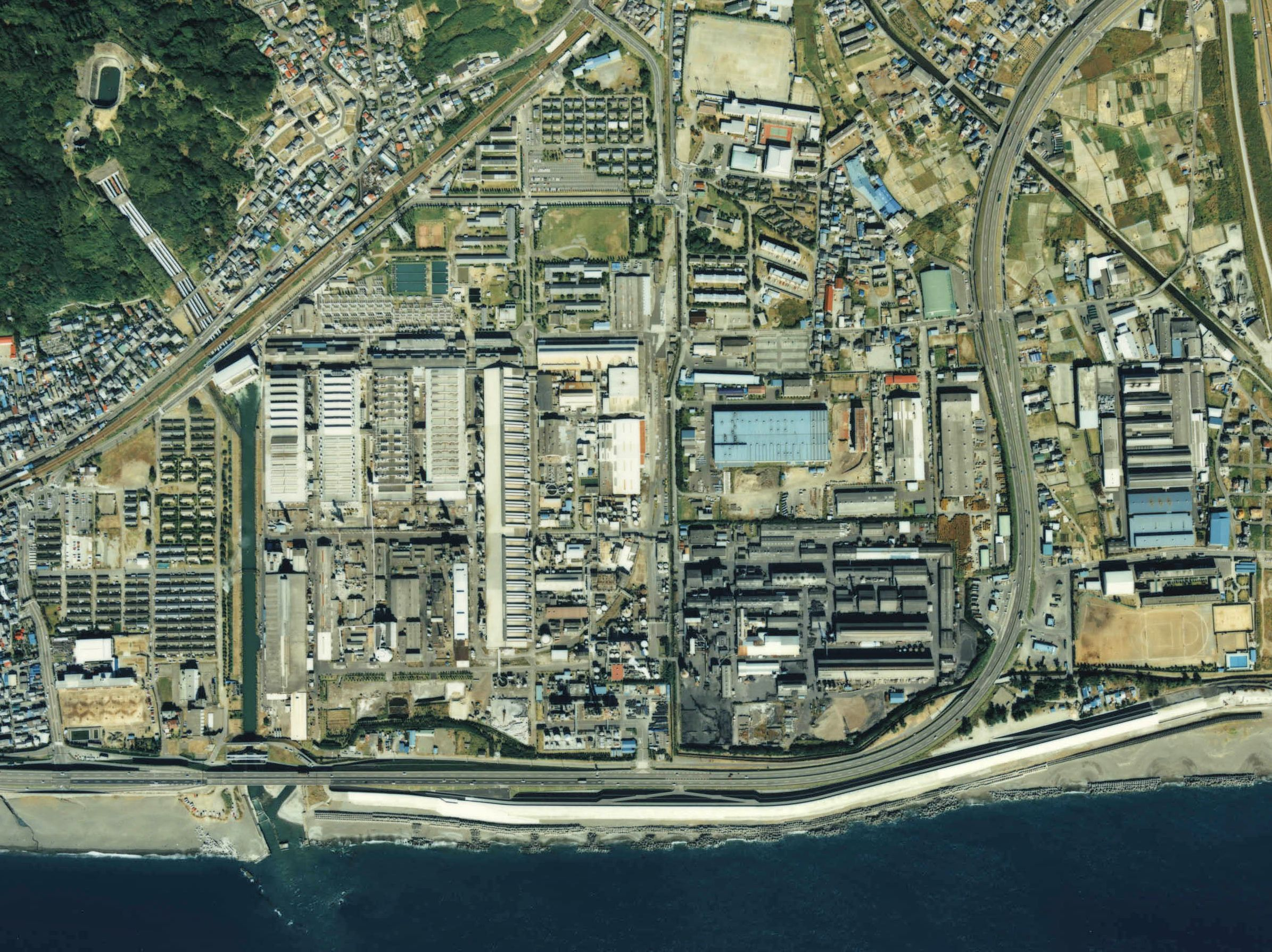
日本軽金属 蒲原製造所
（清水区、1988年度撮影）

- EAファーマ（旧味の素メディカ→味の素製薬）清水工場
- ヤヨイ食品 清水工場
- ニチレイ 清水事業所
- クミアイ化学工業 本社分室・製剤技術研究所
- J-オイルミルズ（旧・豊年製油）静岡工場
- 東燃ゼネラル石油 清水油槽所
- 日東富士製粉 静岡工場
- 大和製缶 清水工場
- リョービ 静岡工場
- ノダ 清水工場
- レンゴー 清水工場
- トーモク 清水工場
- タイカ 清水工場及び研究開発拠点
- 合同酒精 清水工場
- 三菱電機静岡製作所
- 巴川製紙所静岡事業所
- アルバイトタイムス（発祥は駿河区：現在の本社は東京都）
- 明治 静岡工場（旧・明治乳業）
- 焼津水産化学工業 静岡本部
- バンダイホビーセンター（日本唯一のガンプラ製造所）
- 富国生命 静岡支社
- I-PEX（電子部品メーカー） 静岡事業所

## マスメディア
- 静岡県内を放送エリアとする民間放送（地上系一般放送）の本社があるほか、ケーブルテレビ局、コミュニティFM局がある。

### テレビ放送
※ チャンネルはリモコンキーIDと市内各テレビ中継局の物理チャンネルを表記する。
| 放送局名            | リモコンキー ID | 日本平D | 静岡籠上 | 玉川 | 清沢 | 静岡大原 （大原） | 井川 | 静岡丸子 | 清水興津 |
| ------------------- | --------------- | ------- | -------- | ---- | ---- | ----------------- | ---- | -------- | -------- |
| NHK静岡 総合        | 1               | 20      | 30       | 16   | 52   | 16                | 16   | 30       | 36       |
| NHK静岡 教育        | 2               | 13      | 34       | 14   | 45   | 14                | 14   | 34       | 37       |
| SDT 静岡第一テレビ  | 4               | 19      | --       | 25   | 25   | 27                | 25   | --       | --       |
| SATV 静岡朝日テレビ | 5               | 18      | --       | 23   | 23   | 29                | 23   | --       | --       |
| SBS 静岡放送        | 6               | 15      | --       | 21   | 21   | 24                | 21   | --       | --       |
| SUT テレビ静岡      | 8               | 17      | --       | 22   | 22   | 26                | 22   | --       | --       |

### ラジオ放送
AM放送
- NHK静岡放送局 ラジオ第1放送 882kHz、ラジオ第2放送 639kHz
- 静岡放送（SBSラジオ） 1404kHz

FM放送（県域局）
- NHK静岡放送局 FM放送 88.8MHz
- 静岡エフエム放送（K-mix） 静岡 79.2MHz - JFN系。送信所親局とサテライトスタジオのみ。本社：浜松市
- 静岡放送（SBSラジオ）FM補完中継局 93.9MHz - 所在地は焼津市・藤枝市の高草山。

FM放送（コミュニティFM局）
- エフエムしみず静岡（S-Wave） 76.9 MHz

### ケーブルテレビ放送
- トコちゃんねる静岡（清水区蒲原地区・由比地区を除いた全域※郊外の一部・山間部全域はエリア外）
- TOKAIケーブルネットワーク（清水区蒲原地区・由比地区のみ）

### コミュニティー誌・情報誌
- 静岡ぐるぐるマップ
- 季刊清水
- 静岡市Walker
- すろーかる
- ジュニアアスリート静岡

### 本社を置くマスメディア
- 静岡新聞社（日刊紙。駿河区）
- 静岡放送（ラテ兼営。テレビはJNN系列、ラジオはJRN/NRN系列。駿河区）
- テレビ静岡（FNN系列。駿河区）
- 静岡朝日テレビ（ANN系列。葵区）
- 静岡第一テレビ（NNN系列。駿河区）
- 建通新聞社（建設専門紙。駿河区）

### 拠点を置くマスメディア
- 朝日新聞社静岡総局（葵区）
- 毎日新聞社静岡支局（葵区）
- 読売新聞東京本社静岡支局（葵区）
- 日本経済新聞社静岡支局（葵区）
- 産業経済新聞社（産経新聞）静岡支局（葵区）
- 中日新聞社（中日新聞・東京新聞）静岡総局（葵区）
- 日刊スポーツ新聞社静岡支局（葵区）
- スポーツニッポン新聞社静岡支局（葵区）
- 報知新聞社（スポーツ報知）静岡支局（葵区）
- 共同通信社静岡支局（駿河区）
- 時事通信社静岡支局（葵区）
- 静岡エフエム放送静岡支社（葵区）

## 教育

### 大学・短期大学
葵区
- 静岡社会健康医学大学院大学
- 筑波大学 山岳科学センター（井川演習林）
- 常葉大学 静岡瀬名キャンパス、静岡水落キャンパス
- 常葉大学短期大学部 静岡瀬名キャンパス

駿河区
- 静岡大学 静岡キャンパス（国立大学）
- 静岡県立大学 草薙キャンパス（公立大学）
- 静岡県立大学短期大学部 静岡キャンパス
- 常葉大学 静岡草薙キャンパス
- 常葉大学短期大学部 静岡草薙キャンパス
- 静岡英和学院大学
- 静岡英和学院大学短期大学部

清水区
- 東海大学 清水キャンパス

### 専門学校
葵区
私立
- 中央調理製菓専門学校静岡校
- 大原簿記情報医療専門学校静岡校
- 大原トラベル・ホテル・ブライダル専門学校静岡校
- 大原法律公務員専門学校静岡校
- 静岡県理容美容専門学校（高等課程併設）
- 静岡産業技術専門学校
- 静岡デザイン専門学校

- 静岡インターナショナル・エア・リゾート専門学校
- 駿河学院実務専門学校 （高等課程併設）
- 専門学校ノアデザインカレッジ
- 専門学校静岡工科自動車大学校
- 常葉学園静岡リハビリテーション専門学校

駿河区
公立
- 静岡市立看護専門学校

私立
- 静岡福祉医療専門学校
- 専門学校静岡電子情報カレッジ
- 専修学校静岡予備校早慶セミナー
- 辻村和服専門学校
- プロスペラ学院外国語専門学校

- 静岡済生会看護専門学校
- 専門学校静岡医療秘書学院
- 静岡医療学園専門学校
- 国際ことば学院外国語専門学校
- 専門学校中央医療健康大学校

清水区
公立
- 静岡市立清水看護専門学校

私立
- 由比ドレスメーカー専修学校
- 興津家政専修学校
- 川口調理師専門学校
- 中央動物総合専門学校

### 高等学校
葵区
公立
- 静岡県立静岡高等学校
- 静岡県立科学技術高等学校
（旧静岡工高と旧清水工高が統合）
- 静岡県立静岡商業高等学校
- 静岡県立静岡農業高等学校
- 静岡県立静岡城北高等学校
- 静岡県立静岡中央高等学校
（単位制による定時制・同通信制）
- 静岡県立静岡西高等学校
- 静岡県立静岡東高等学校
- 静岡市立高等学校

私立
- 静岡英和女学院高等学校
- 静岡北高等学校（旧：静岡県自動車工業高等学校）
- 静岡大成高等学校（旧：静岡精華高等学校）
- 静岡雙葉高等学校（旧：不二高等学校）
- 常葉大学附属常葉高等学校
- 常葉大学附属橘高等学校
- 静岡学園高等学校

私立単位制による通信制
- トライ式高等学院 静岡キャンパス
- 第一学院高等学校 静岡校
- つくば開成高等学校 静岡キャンパス
- 日本航空高等学校 静岡校
- キラリ高等学校 静岡キャンパス
- ヒューマンキャンパス高等学校 静岡学習センター
- 飛鳥未来きずな高等学校 静岡キャンパス
- KG静岡高等学院 （鹿島学園高等学校）
- 静岡KG学院 （鹿島朝日高等学校）
- N高等学校・S高等学校 静岡キャンパス

駿河区
公立
- 静岡県立駿河総合高等学校
（旧静岡南高と旧静岡市立商業高が統合）

私立
- 静岡聖光学院高等学校
- 静岡女子高等学校（旧：静岡和洋高等学校）
- 城南静岡高等学校（旧：静岡女子商業高等学校）

私立単位制による通信制
- クラーク記念国際高等学校 静岡キャンパス
- 未来高等学校 静岡中央学習センター
- KTCおおぞら高等学院 静岡キャンパス

清水区
公立
- 静岡県立清水東高等学校
- 静岡県立清水西高等学校
- 静岡県立清水南高等学校
- 静岡市立清水桜が丘高等学校
（旧庵原高と旧清水商業高が統合）

私立
- 清水国際高等学校（旧：清水女子高等学校）
- 東海大学付属静岡翔洋高等学校
（旧東海大一高と旧東海大工高が統合）
- 静岡サレジオ高等学校（旧：静岡星美高等学校）

私立単位制による通信制
- 精華学園高等学校 清水学習センター
- NHK学園高等学校 スクーリング：清水国際高校

### 小・中学校

#### 小中学校給食
市立小・中学校は全校給食を実施。自校調理を行う後述の学校以外は、市立の学校給食センター（10か所）で一括製造。
葵区の梅ケ島小中学校、清水区の小学校（清水有度第二小学校、清水飯田東小学校、庵原、小島、両河内、由比地区の各校を除く）、蒲原中学校では自校調理。

### 特別支援学校
県立
- 静岡県立静岡視覚特別支援学校
- 静岡県立静岡聴覚特別支援学校
- 静岡県立静岡北特別支援学校
- 静岡県立中央特別支援学校
- 静岡県立静岡南部特別支援学校
- 静岡県立清水特別支援学校

国立
- 静岡大学教育学部附属特別支援学校

### 各種学校
- 静岡朝鮮初中級学校（朝鮮学校、駿河区）
- 静岡日本語教育センター（日本語学校、葵区）
- 国際ことば学院日本語学校（日本語学校、駿河区）

### 学校教育以外の施設
独立行政法人海技教育機構立
- 国立清水海上技術短期大学校（清水区）（国土交通省所管の船員教育機関）

職業能力開発校
- 静岡県立清水高等職業訓練校（清水区）（職業能力開発促進法に基づく職業能力開発校）
- 県立農林短期大学校果樹分校（清水区）
- 静岡職業能力開発促進センター（駿河区）

自動車教習所
- 静岡県自動車学校
- 中田自動車学校
- 古庄自動車学校
- 清水自動車学校
- 静鉄自動車学校
- スルガ自動車学校

## 交通

### 空港
公共用ヘリポートとして葵区諏訪に静岡ヘリポートがある。他の空港などとの定期便はない。他には航空法上の飛行場ではないものの、清水区三保に三保場外離着陸場（三保飛行場）、清水区蒲原に富士川場外離着陸場（富士川滑空場）があり、主にゼネラル・アビエーション（一般航空）に利用されている。
- 2009年6月4日に静岡空港が同県内の牧之原市・島田市に開港。

### 鉄道
市中心部東西を横断する静岡駅・清水駅間においては、日中、東海道線6~7本/h、静岡清水線9~15本/hと高頻度運転が行われている。
東海旅客鉄道（JR東海）
- 東海道新幹線 :（富士市）- 静岡駅 -（掛川市）
- CA 東海道本線：新蒲原駅 - 蒲原駅 - 由比駅 - 興津駅 - 清水駅 - 草薙駅 -東静岡駅 - 静岡駅 - 安倍川駅 - 用宗駅

日本貨物鉄道（JR貨物）
- ■東海道本線：静岡貨物駅

静岡鉄道（静鉄）
- S 静岡清水線：新静岡駅 - 日吉町駅 - 音羽町駅 - 春日町駅 - 柚木駅 - 長沼駅 - 古庄駅 - 県総合運動場駅 - 県立美術館前駅 - 草薙駅 - 御門台駅 - 狐ヶ崎駅 - 桜橋駅 - 入江岡駅 - 新清水駅

大井川鐵道
- ■井川線：井川駅 - 閑蔵駅

現在LRT（路面電車方式のライトレール）が計画されている。LRT導入を促進する複数の市民団体が発足され、超党派の市議会議員を迎えて実現に向けた活動を行っており、静岡市長の2009年度施政方針に盛り込まれた他、同年度静岡市の予算案に路面電車の路線策定、調査などの予算が静岡市議会で議決された。2011年9月には静岡市と静岡鉄道、静岡商工会議所の三者により「LRT導入検討委員会」が正式に発足している。しかし、その後LRT新設に向けての表だった動きは殆ど見られず、建設を推進する市民団体の活動も先細りの傾向にあり、解散に至った市民団体も存在する模様である。
- 静岡駅
- 新静岡駅
- 新清水駅
- 清水駅
- 東静岡駅
- 静岡貨物駅
- 井川駅

### バス・索道
市内南北の鉄道路線空白地域を補完する形で路線バス網が整備されており、日中8~28本/hと高頻度運転を行う。
運行経路、停留所などの詳細はバス事業者記事、バス営業所記事、路線記事を参照。
路線バス（市内・近郊）
- しずてつジャストライン - 市内ほぼ全域、静岡空港連絡バスなど
- 富士急静岡バス - 旧庵原郡から富士市方面
- 山梨交通 - 旧庵原郡から富士宮市方面
- 大井川鐵道 - 閑蔵駅から川根本町方面
- 井川地区自主運行バス - しずてつジャストライン路線の廃止代替バス
- 日本平自動車 - 東静岡駅から大谷・小鹿・日本平動物園方面

高速バス
- 関東方面
  - 東名ハイウェイバス - 東京都方面（ジェイアール東海バス、ジェイアールバス関東、ジェイアールバステック）
  - 横浜ライナー - 神奈川県方面（しずてつジャストライン）
  - 新宿・静岡号、新宿 / 渋谷・静岡号 - 東京都方面（しずてつジャストライン、ジェイアールバス関東、ジェイアール東海バス、京王バス東）
  - しみずライナー - 東京都方面（しずてつジャストライン、ジェイアールバス関東）
  - 静岡成田空港線 - 千葉県方面（しずてつジャストライン）
- 中部方面
  - 東名ハイウェイバス - 愛知県方面（ジェイアール東海バス、ジェイアールバス関東、ジェイアールバステック）
  - 静岡甲府線 - 山梨県方面（しずてつジャストライン、山梨交通）
- 関西方面
  - 京阪神ドリーム静岡号 - 京都府・大阪府・兵庫県方面（ジェイアール東海バス、西日本ジェイアールバス）
  - 京都大阪ライナー - 京都府・大阪府方面（しずてつジャストライン、阪急バス）
  - 京阪神昼特急静岡号 - 京都府・大阪府方面（ジェイアール東海バス）
  - 東海道昼特急号、プレミアム昼特急号 - 京都府・大阪府方面（ジェイアールバス関東、西日本ジェイアールバス）
  - フジヤマライナー - 京都府・大阪府方面（富士急バス）

索道
- 日本平ロープウェイ（静岡鉄道）

- 新静岡バスターミナル

### 道路
高速道路
- 新東名高速道路
  - 本線 新清水IC - 清水PA - 新清水JCT - 新静岡IC - 静岡SA/静岡SIC
  - 清水連絡路 清水JCT - 清水いはらIC - 新清水JCT
- 東名高速道路
  - 由比PA - 清水JCT - 清水IC - 日本平PA - 日本平久能山SIC - 静岡IC
- 中部横断自動車道
  - 新清水JCT - 両河内SIC（事業中[90]）

地域高規格道路
- 静岡東西道路
  - 八坂西IC - 能島IC - 長崎IC - 鳥坂IC - 瀬名IC - 千代田上士IC - 唐瀬IC（自動車専用道路区間）
- 静岡南北道路
  - 新静岡IC - 下IC - 豊地IC

国道
- 国道1号（清水区辻町 - 葵区栄町間は静清国道とも呼ばれる）
- 国道1号静清バイパス（地域高規格道路 静岡東西道路）
- 国道1号富士由比バイパス
- 国道52号（清水区興津中町 - 甲府市）
- 国道149号（清水区真砂町 - 清水区羽衣橋）
- 国道150号（清水区羽衣橋 - 浜松市中区）
- 国道362号（葵区常磐町2丁目 - 豊川市）

国道1号（バイパス、現道共に）、52号は市内全て指定区間（国土交通省中部地方整備局管理）、その他は非指定区間（静岡市建設局が管理）である。また、焼津市とを結ぶ国道150号新日本坂トンネルは、焼津市内部分についても平成20年度より静岡市が管理している（トンネル設備の管理を市境で区切ることは物理的に不可能なので静岡市が一元的に管理。19年度までは静岡県による一元管理）。
その他高規格道路
- 清水臨港道路
- 都市計画道路下大谷線（新東名新静岡ICに繋がる自動車専用道路（建設中）地域高規格道路静岡南北道路の一部）
- 地域高規格道路静清環状道路（候補路線）

- 富士山と国道1号（山側）と東名高速道路（海側）
- 静岡サービスエリア
- 新清水ジャンクション

### 港湾
清水港
国際拠点港湾に指定されている。
- エスパルスドリームフェリー：伊豆土肥港へのカーフェリー（通称：駿河湾フェリー）、港内水上バスも運航。

漁港
- 蒲原漁港（清水区）：第1種漁港
- 由比漁港（清水区）：第1種漁港
- 西倉沢漁港（清水区）：第2種漁港
- 用宗漁港（駿河区）：第3種漁港

かつて、江尻漁港（清水区）・興津漁港（清水区）は漁港漁場整備法の第1種漁港に指定され漁港区域ではあるが沿岸部の埋め立てなどにより漁港施設はなく廃止手続きが行われた。
- 清水港にあるエスパルスドリームプラザ

## 通信

### 市外局番
固定電話の市外局番は、054（200-299、320-399、600-699、900-909）である（焼津市、藤枝市とともに静岡MA）。NTT西日本の一般加入電話の場合、番号帯はいずれも主に、葵区と駿河区は200番台・650番台（一部）、清水区は300番台、焼津市・藤枝市は600番台を使用している。
1990年9月9日、静岡MA（旧静岡市 0542）に藤枝MA（当時の志太2市2町 0546）が編入され、3市2町で市内通話となった。同時に市外局番が054に統一される。
2003年の静清合併当時は、旧静岡市域、志太2市2町が054、旧清水市域が0543（20-99）と、同一市内でも2つの市外局番があり単位料金区域 (MA) も054は静岡MA、0543は清水MAと市外局番ごとに異なっていた。このため、旧静岡市域と旧清水市域の相互間は市外通話となっていた。このため、2007年2月1日に静岡MAに編入され、市内通話となった。市外局番も054に統合された。

## 観光

### 景勝地・観光地
標高3000メートル以上の山岳地帯から駿河湾岸に至る起伏に富んだ地形のため、市内には多くの景勝地がある。
- 三保の松原（世界遺産・富士山の構成資産、日本新三景・三大松原。清水区）
- 日本平（観光地百選第一位。清水区）
- 大谷崩（葵区梅ヶ島）
- 井川ダム（葵区井川）
- 畑薙第一ダム（葵区小河内・田代）
- 畑薙第二ダム（葵区田代）
- 南アルプス（赤石山脈。葵区田代）
- 満観峠（駿河区）
- 薩埵峠（清水区）
- 浜石岳（清水区）
- 大崩海岸（駿河区）
- 賤機山（葵区）
- 竜爪山（葵区）
- 安倍の大滝（葵区）

#### 清水区
中心部
- 鉄舟寺（前身は700年ころ創建の久能寺。国宝「久能寺経」を始め数々の文化財を有する。山岡鉄舟再興の寺）
- 龍華寺（「観富山」の名のとおり富士の絶景を望む寺。高山樗牛ゆかりの寺でもある。）
- 草薙神社（「日本平」とともに「日本武尊の東征」にちなむ名を残す古社、祭神は日本武尊）
- 霊山寺（室町時代創建の寺、仁王門は国の重要文化財、桜の名所）
- 海長寺（日蓮宗本山）
- 梅蔭寺（清水次郎長墓）
- 清水船越堤公園（桜の名所）
- 末廣（清水次郎長の経営した船宿（復元））
- 次郎長生家（美濃輪町） - 次郎長の産湯に使ったと言われる井戸や、座敷などが当時のまま残っている。もともと実家は船持ち船頭を営んでいたが、次郎長は叔父の家に養子に出された為、この家で暮らしたのは幼少期のみ。
- 壮士の墓（清水港内で官軍に襲われて全滅した幕軍（咸臨丸）の湾に漂う遺体を、次郎長が官軍の威を恐れず葬った墓。これが次郎長と鉄舟を結びつけた。墓碑の揮毫は山岡鉄舟。
- 甲州廻米置場跡（富士川を川舟で下った甲州米を江戸へ廻送するために大型船に積替えた場所）
- 河岸の市（仲卸業者が直接水産物を販売する施設）
- エスパルスドリームプラザ（清水港に面し、対岸に三保の松原を望み富士を仰ぐ、観光・商業施設）
- 日の出ドリームパーク（エスパルスドリームプラザに隣接する施設群）
  - 清水マリンターミナル（駿河湾フェリーの清水港側乗船受付がある、展示場・ホール・会議室などを設備する）
  - 清水マリンパーク（臨海公園。西欧の城壁風の歩道に囲まれたイベント広場、ボードウォーク、ヨットハーバーやスケー トボードパークなどを設備する）
  - 清水港テルファー（港湾荷役機械、国の登録有形文化財）
  - 清水マリンビル（多目的ホール・展示室・会議室などを設備する）
- フェルケール博物館（「人・海・未来がふれあう――“みなと”」をテーマとした博物館）

三保
- 御穂神社（創建は平安時代以前。羽衣の松より続く神の道（参道）を持つ古社。）
- 羽衣の松（天女の伝説・能「羽衣」の舞台の地）
- 清水灯台（日本最古の鉄筋コンクリート灯台、初点灯明治45年 日本の近代化産業遺産）
- 東海大学社会教育センター（博物館など、三保文化ランドは2006年を以って緑地公園としてのリニューアルに向けて閉館中）
- エスパルス練習場（Jリーグ1部清水エスパルスの練習場・本社がある。連日多くの見学者が訪れる）

興津

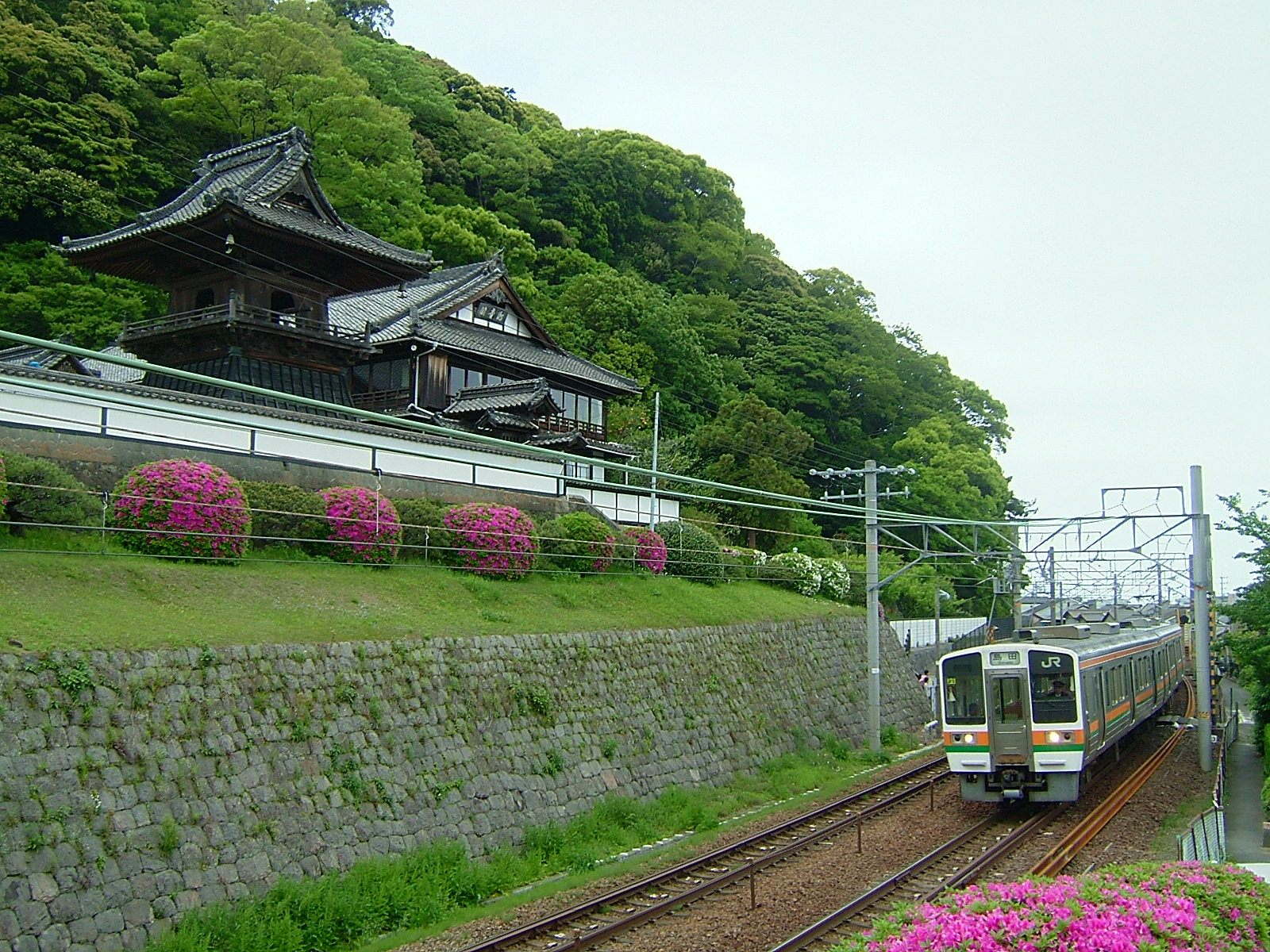
清見寺と東海道本線

- 清見寺（奈良時代創建の古寺。「朝鮮通信使遺跡」として福山市の福禅寺、岡山県の本蓮寺と共に国の史跡に指定されている。）
- 国立研究開発法人農業・食品産業技術総合研究機構果樹茶業研究部門カンキツ研究興津拠点

日米友好のため、旧東京市からアメリカ合衆国に贈られたワシントンD.C.のポトマック川畔に植えられた桜の育苗地。贈られた桜の兄弟木やアメリカ合衆国から返礼に贈られたハナミズキが現存する。
- 坐漁荘（最後の元老西園寺公望の別荘。政財界の要人が頻繁に訪れ「興津詣で」という言葉が生まれた地。

2004年に市が復元。実物は愛知県の博物館明治村に移築。ただし、明治時代ではなく大正時代の建築物である。）
- 水口屋ギャラリー（興津宿の脇本陣。フェルケール博物館別館 ※水口屋はオリバー・スタットラー著「ジャパニーズ・イン（歴史の宿）水口屋物語」で海外にもその名を知られ、1957年（昭和32年）静岡国体の際には昭和天皇も宿泊した名門旅館であったが港湾建設による海岸の消滅とともにその幕を閉じた。）

小島
- 小島陣屋跡（国の史跡）

由比
- 倉沢の宿（由比宿から薩埵峠へ向かう途中、寺尾・倉沢地区と呼ばれる集落を通るが、この界隈にも古い木造建築が多く残っている）
- 東海道広重美術館
- 東海道由比宿、おもしろ宿場館（弥次喜多道中のキャラクター人形などを使って、江戸時代の由比宿の様子を分かり易く再現した見学施設）
- 正雪紺屋（江戸時代に活躍した軍学者・由比正雪の生家とされる染物店）

蒲原
- 蒲原城跡（静岡市指定史跡）
- 旧五十嵐邸（登録有形文化財） - 蒲原宿に残る歯科医院兼住宅として使われていた建物。江戸時代から明治ごろに建てられた町家を、1914年（大正3年）に洋風の外観に改装したもので、1階の和室の住居部と、2階の診療室・待合室に分かれている。
- 志田邸（「志田家主屋」登録有形文化財）- 慶長時代から東海道で米などを扱っていた商家。主屋部分は江戸期の典型的な商家建築で、蔀戸、箱階段、野郎畳、通り土間などが現存する。嘉永7年の大震災（安政地震）で母屋部分の大半が倒壊したが、安政2年に再建された。切妻造り平入瓦葺きの主屋は、蒲原宿に現存する建物の中では、最も古い建物の1つと言われている。「山六（やまろく）」の屋号で、天保13年から昭和初期まで「山六醤油」や味噌などの醸造業を営んでおり、醸造に使われていた道具類や神棚、提灯を入れる箱などが保存されている。
- 和泉屋（登録有形文化財）- 平岡本陣前の旅籠。天保年間の建築といわれ、2階の手摺部分には櫛型のような曲線が入っており、江戸期のデザインとしては珍しい装飾となっている。
- 御殿山（桜の名所）

庵原
- 三池平古墳（県指定史跡）

#### 葵区
中心部
- 静岡浅間神社（徳川家康が築造。本社は富士宮市）
- 駿府城址（現在は駿府城公園となっており桜の名所徳川家康銅像、家康手植ミカン、復元された駿府城巽櫓・東御門 他）
- 賤機山城跡（賤機山山頂にある今川氏の詰城）
- 徳川慶喜旧居跡（紺屋町（現浮月楼）、西草深町の2か所）、西郷隆盛・山岡鉄舟会見場跡(葵区伝馬町のペガサート)
- 山田長政生家跡(葵区浅間通り商店街)
- 臨済寺（今川氏の菩提寺で、徳川家康が幼少期を過ごした寺）
- 長源院（徳川家康の位牌、印籠などの遺品がある）
- 清水寺（徳川家康が奉納した千手観音がある）
- 宝台院

- 静岡浅間神社 舞殿（重文）、大拝殿（重文）（2015年3月撮影）
- 臨済寺（本堂は重要文化財、庭園は国の名勝）（2016年8月撮影）
- 長源院 山門（三門解脱）（2013年12月撮影）
- 清水寺 観音堂（県指定有形文化財）（2017年9月撮影）

安倍川以西
- 木枯森（『枕草子』。歌枕として有名）
- 洞慶院（梅の名所として知られる）
- 安倍城址（狩野貞長の居城跡）
- 増善寺（今川・徳川両家に所縁の寺）

#### 駿河区
静岡駅南・有度山周辺
- 登呂遺跡（特別史跡）
- 久能山東照宮
- 旧マッケンジー邸（名誉市民マッケンジー夫人の旧邸宅。スペイン風洋館）
- 「やぶきた」原樹 （日本の茶樹の大半を占める主要品種の原木、静岡県指定天然記念物）
- 小鹿神明社のクス（伊勢神明社の大クス）（静岡県指定天然記念物）
- 石蔵院のお葉付公孫樹（静岡県指定天然記念物）

- 久能山東照宮

安倍川以西
- 丸子（東海道鞠子宿）
- 丸子城跡
- 丸子梅園
- 宇津ノ谷（明治トンネル 旧東海道、蔦の細道（『伊勢物語』））
- 吐月峰柴屋寺
（連歌師宗長の草庵が元。宗長の手によるといわれる庭園 （国の史跡及び名勝） が有名。宗長の墓もある）
- 誓願寺
（片桐且元夫妻墓。大坂の陣の発端となった方広寺鐘銘事件の際の片桐且元の宿所）
- 持船城跡

### 温泉
葵区安倍川上流部
- 梅ヶ島温泉
- 梅ヶ島新田温泉
- 梅ヶ島金山温泉
- 油山温泉
- 油野温泉
- 田代温泉
- 梅ヶ島コンヤ温泉
- わらびの温泉
- 口坂本温泉

葵区藁科川上流部
- 湯ノ島温泉

葵区井川地区
- 井川赤石温泉

葵区平野部他
- 静岡温泉
- 平山温泉
- 麻機温泉

清水区興津川上流部
- 西里温泉

## 文化・名物

### 祭事・催事
| - 静岡市民継走大会（1月） - 静岡サイクルジャム（2月） - 静岡おでんフェスタ（2月） - 静岡マラソン（3月第1日曜日） - 清水スーパーシニアサッカー大会（3月） - 静岡まつり（3月末 - 4月上旬） - 静岡浅間神社廿日会祭（4月1日 - 5日） - 日本平桜マラソン（4月上旬） - 清水アートクラフトフェアー（4月中旬） - 静岡サンバカーニバル（5月上旬） - 静岡ホビーショー（5月中旬） - 静岡市民文化祭（5月 - 6月） - 水神社（清水区）大祭（6月中旬） - 静岡市民大音楽祭（6月中旬） - 静岡KAGUメッセ（6月） - 清水七夕祭り（7月上旬） - 清水寺観音大祭（7月9日） - 清水巴川灯ろう祭り（7月中旬） - 日本平まつり・大花火大会（7月） - 安倍川花火大会（7月最終土曜日） - 清水みなと祭り（8月上旬） - 清水カップ・全国少年少女草サッカー大会（8月） | - 全国高等学校定時制通信制サッカー大会（8月） - 草薙神社龍勢打ち上げ（9月） - 長政まつり（10月） - 徳川まつり（10月） - 静岡市芸術祭（10月） - 静岡みこしまつり（10月） - 葵区民総合体育大会（10月） - 駿河区民総合体育大会（10月） - 清水区民体育大会（10月） - 西宮神社（葵区）えびす講（10月） - 羽衣まつり（10月） - 駿府お茶壺道中行列（10月） - 大道芸ワールドカップin静岡（10月末 - 11月最初の週末） - ストリートフェスティバル・イン・シズオカ（11月） - 全国レディースサッカー大会（11月） - 富士山コスプレ世界大会（11月） - 西宮神社（清水区）えびす講（11月） - 産業フェアしずおか（11月） - しずおか市町対抗駅伝（12月） - 秋葉神社（清水区）大祭（12月） |

### 特産品
- 緑茶
- ワサビ・ワサビ漬け
- 安倍川餅
- 静岡おでん
- とろろ汁
- プラモデル
- 駿河竹千筋細工
- ひな人形
- 駿河漆器
- 賎機焼
- 駿河凧
- 祝い鯛
- 首振り虎
- 井川メンパ
- マグロおよびマグロ缶詰（シーチキン他）
- 追分羊羹
- サクラエビ
- 温州みかん
- 石垣イチゴ

駿府城公園にある、ワサビ漬け発祥の地の碑

- しずまえ鮮魚 - 豊かな漁場であるにもかかわらず、全国的な知名度は今ひとつ[注釈 11]な、この地域の魚を盛り上げようと、たちあげられたブランド。

### 名物

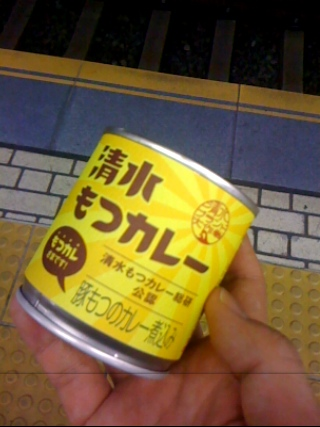
はごろもフーズの「清水もつカレー缶」

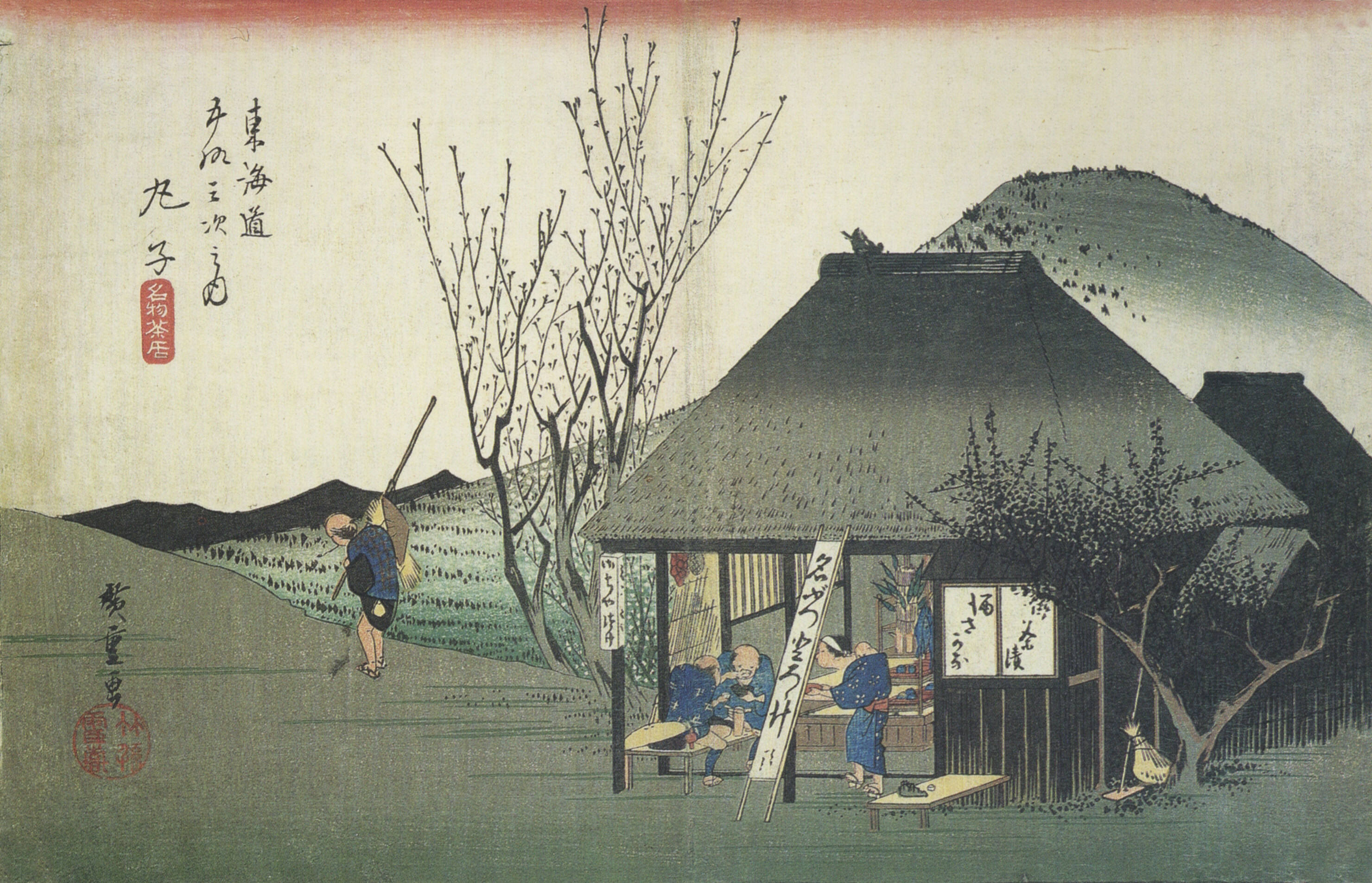
歌川広重『東海道五十三次・丸子』に描かれた鞠子宿のとろろ汁屋

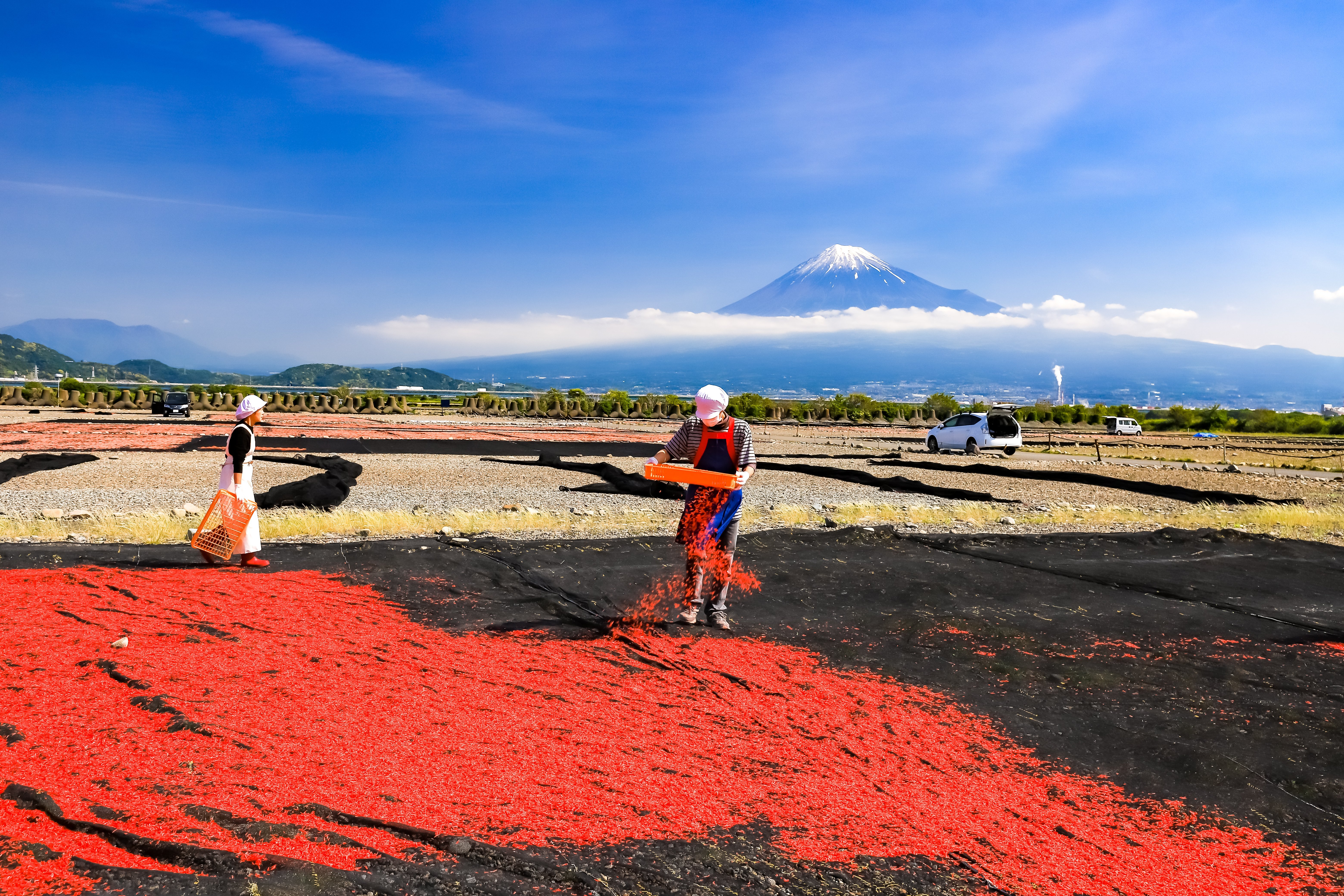
富士川の河川敷にある桜えび干し場

おでん
おでんは静岡市で多く食べられており、葵区の青葉横丁・青葉おでん街に店舗が立地する。長年、注ぎ足しして使っているうちに黒くなっただし、具が串に刺してある、黒はんぺん（はんべとも呼ぶ）が入っている、味噌を付けて青海苔や出汁粉（だしこ）をかけるといった特徴があり、酒の肴だけではなく、おかず、おやつとしても食されている。
おでんは居酒屋や料理屋だけでなく、駄菓子屋や甘味処、大浜プールに隣接した売店などでも、一年を通して提供されている。そういった駄菓子屋や甘味処は、昭和のころと比べて一時期激減した。キリンビールのコマーシャルに取り上げられ、それにタイアップして紀文から黒はんぺんが発売（大手メーカーで静岡の黒はんぺんが全国発売されるのは初の試み）されるなど、販売促進が行われている。「静岡おでんフェスティバル」を開催し、ご当地B級グルメとしてPRされている。近年では首都圏やバンコクでも静岡おでんが味わえる店が進出している。
フライ
フライはおでんと並んで伝統的な居酒屋料理の代表格である。代表的な具材としては黒はんぺんやじゃがいも、ししとうなどの野菜などが用いられる。前述の青葉横町・青葉おでん街などでは、串に刺した具材を目の前で揚げたフライを供してくれる。串カツのように熱々のフライをソースに浸して食べるスタイルである（ただし、古くからの店では愛知風に、ソースの入った醤油差しをカウンターに置く店もある）。
餃子
静岡市は統計上餃子の消費量が多い。過去に餃子の一人当たり消費量が、宇都宮市を抜き日本一になった年もあった（平成7年家計調査年報）。しかし、市民にはさほど認知されていない。静岡市においても餃子を町興しに利用しようという動きもあるが、宇都宮市程に活発ではない。
蕎麦
魚介類
清水港・用宗漁港・蒲原漁港・由比漁港、また焼津漁港・大井川漁港にも近いため、海産物に恵まれている。水深の深い駿河湾では桜海老やシラス、タカアシガニ、その他白身の地魚が豊富に獲れる。静岡駅周辺や駿河区の海岸部、清水区に魚を出す料理屋や居酒屋が多い。
雑煮
本地域の家庭で一般的に食べられている雑煮は角餅・醤油仕立て・煮餅であり、関東風の角餅・醤油仕立て・焼餅、関西風の丸餅・味噌仕立て・煮餅のいずれとも異なる。
とろろ汁
静岡のとろろ汁は「自然薯（じねんじょ）」を摩り下ろして「だし味噌汁」で溶いて麦飯にかけるというもの（とろろご飯）。安倍川を挟んで静岡市街の対岸にある山間の町・駿河区丸子（まりこ＝旧丸子宿）は、昔ながらの「とろろ汁」を出すことで知られる。
もつカレー
静岡割り（お茶割り）
静岡割りは焼酎などを緑茶で割った飲み物（緑茶ハイ）。「お茶割り」と呼ばれることが多かったが、2006年6月8日に静岡割り普及推進委員会が設立され、静岡おでん、黒はんぺんとセットで「静岡B級グルメ3点セット」と銘打ち、「静岡割り」として普及活動に乗り出した。

### 音楽
- 静岡交響楽団
- コンセール・リベルテ
- 静岡フィルハーモニー管弦楽団
- 清水フィルハーモニー管弦楽団
- シンフォニエッタ静岡
- デリリウムトレーメンス弦楽四重奏団
- 静岡混声合唱団TERRA

### スポーツチーム

#### サッカー

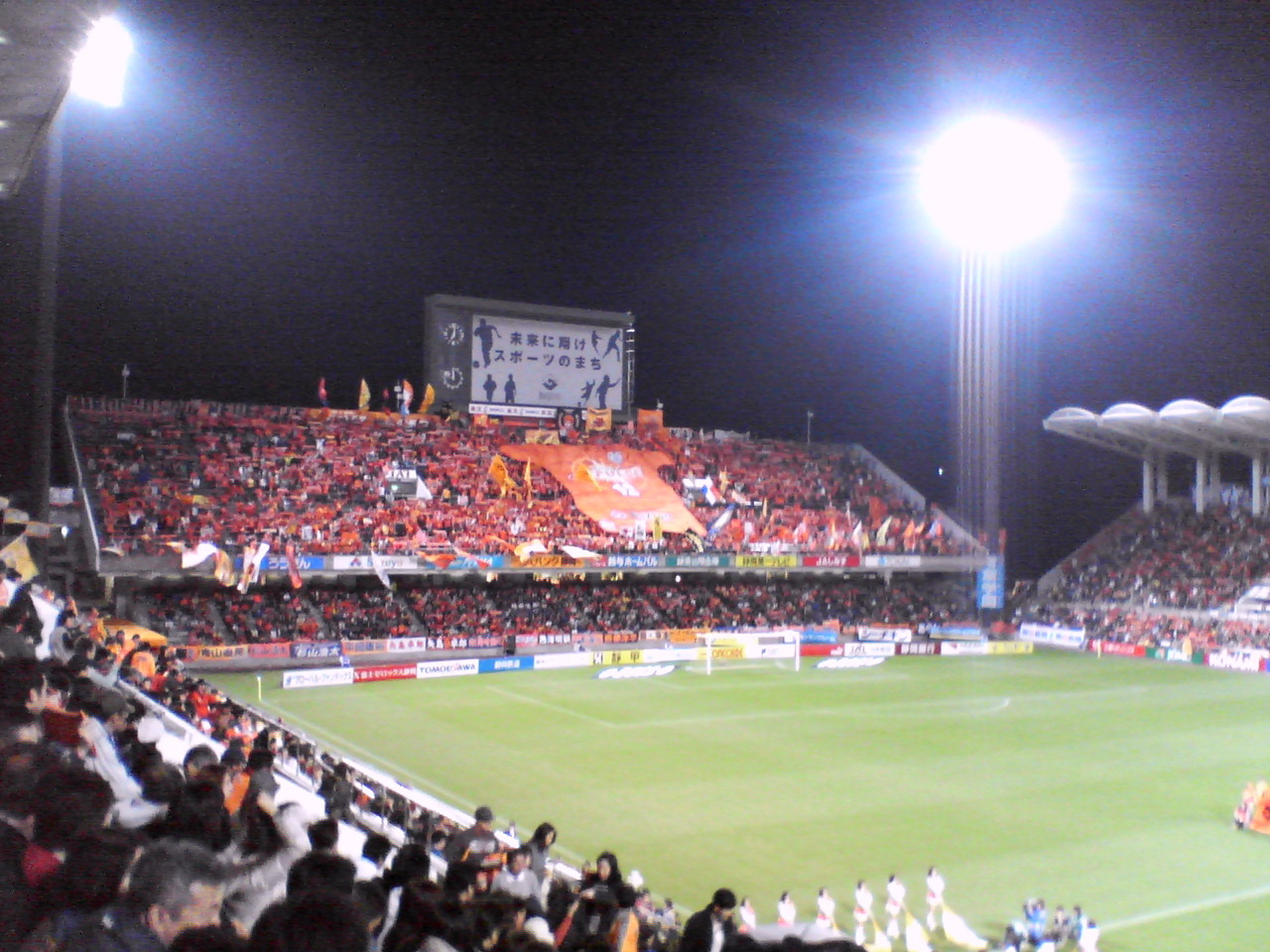
清水エスパルスのホームゲームの様子

清水地域はJリーグ清水エスパルスのホームタウンであり、小学生サッカークラブ発祥の地でもある。1970年代から約20年の間に旧清水市内の高校は、選手権優勝5回・準優勝4回、高校総体優勝8回・準優勝2回の成績を残している。エスパルスのエス (S)は静岡 (Shizuoka)及び清水 (Shimizu)の頭文字である。ホームスタジアムは、清水区にあるIAIスタジアム日本平。

#### 野球
プロ野球の球団は存在しないが、2012年、プロ野球球団創設に向けての新部署設置と予算計上することが報道された。そして2024年にウエスタン・リーグにファーム球団としてくふうハヤテベンチャーズ静岡が参入した。
横浜DeNAベイスターズは旧大洋時代に静岡草薙球場で春季キャンプを行っていた。また、同球団で選手・監督を務め、くふうハヤテベンチャーズ静岡のGMとなる山下大輔は静岡県立清水東高等学校出身である。
静岡草薙球場は県内の中心的球場で、全国高等学校野球選手権静岡大会の会場である。2006年までは毎年11月にパリーグ東西対抗が同球場で行われていたほか、かつては横浜・DeNA主催の公式戦・交流戦が年2試合程度行われていた。読売ジャイアンツや東北楽天ゴールデンイーグルスのオープン戦やイースタン・リーグ戦も開催されている。日米野球が行われたことがあり、沢村栄治がベーブ・ルースらアメリカチーム相手に9三振を獲ったというエピソードがあり、球場ゲート前にその対戦を再現した銅像が建っている。
高校野球では、静岡高校の選手権優勝や静岡商業高校のセンバツ優勝などがある。
社会人野球では、クラブチームの静岡硬式野球倶楽部が活動している。1991年に全日本クラブ野球選手権大会を制覇した。

#### バスケットボール

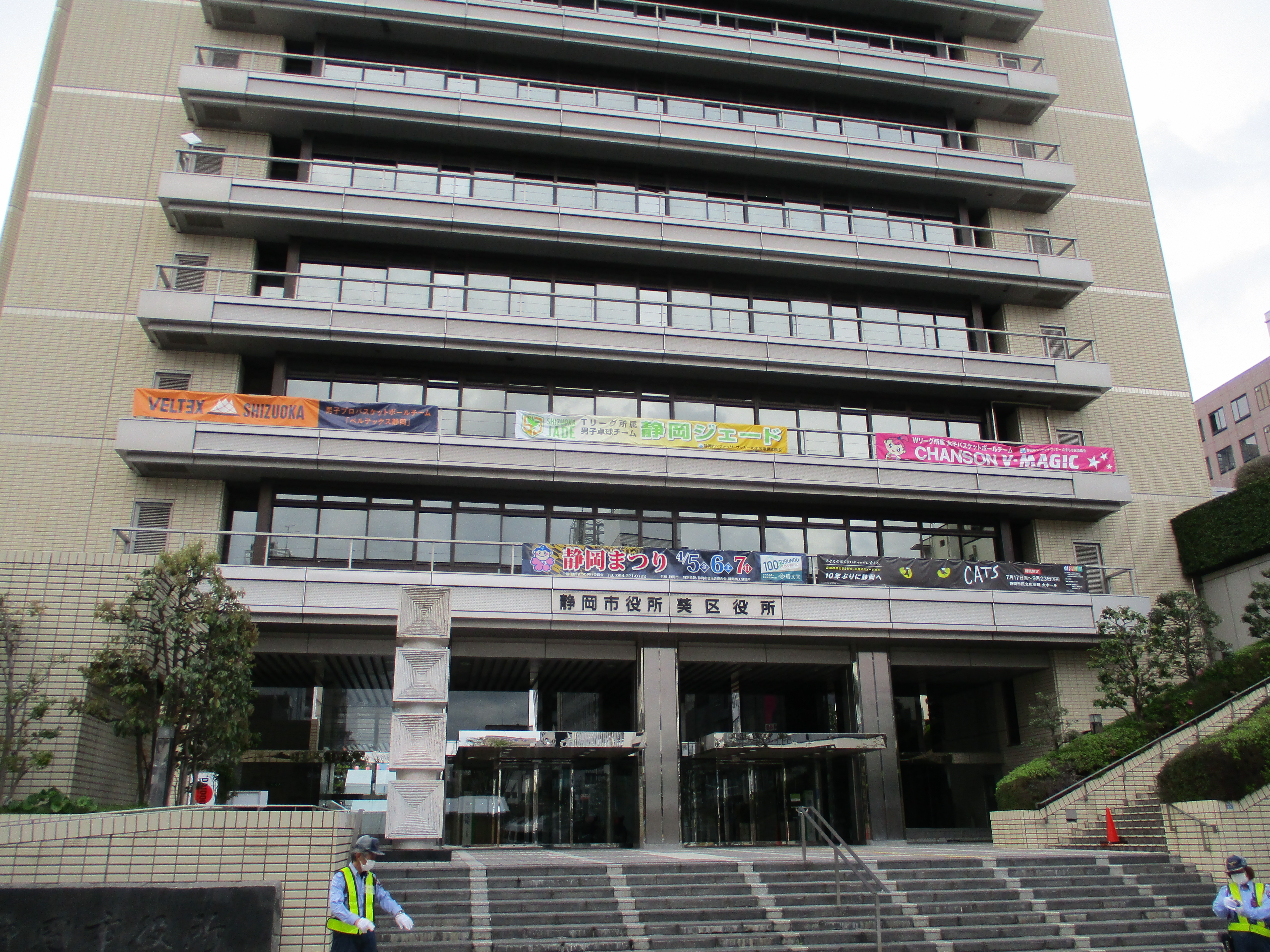
静岡市役所葵区役所。各チームのバナーが出ている。（2024年4月）

WリーグにシャンソンVマジックが存在する。1980年代から90年代にかけて、日本リーグ、Wリーグで優勝を果たすなど黄金時代を築いた。
2018年、プロバスケットボールのBリーグを目指す男子のクラブチームが静岡市に創設された。名称は「ベルテックス静岡（VELTEX SHIZUOKA）」。2019-20年のシーズンよりB3リーグに参入し、2023-24年シーズンよりB2リーグに昇格した。

#### その他のスポーツ
- 水鳥体操館（アテネ五輪金メダリスト選手の水鳥寿思など体操選手を輩出）
- 三津山ボクシングジム（ボクシング・プロボクサーを輩出）
- 清水ペガサス体操クラブ
- 静岡プロレス
- 靜甲（日本女子ソフトボールリーグ）
- 静岡ジェード（卓球Tリーグ）
- バルーンバレーボール （静岡市が発祥）

| 名称                         | 競技種目         | 所属リーグ                      | 本拠地                             | 運営会社・団体                                  | 設立               |
| ---------------------------- | ---------------- | ------------------------------- | ---------------------------------- | ----------------------------------------------- | ------------------ |
| シャンソンVマジック          | バスケットボール | Wリーグ                         | 静岡県草薙総合運動場体育館         | シャンソン化粧品                                | 1962年（昭和37年） |
| 清水第八プレアデス           | サッカー         | 東海女子サッカーリーグ（2部）   | 静岡市清水日本平運動公園球技場など | PENALTY                                         | 1978年（昭和53年） |
| 静岡硬式野球倶楽部           | 野球             | JABA（社会人野球）              | 静岡県草薙総合運動場硬式野球場など | 静岡県立静岡商業高等学校･静岡県立静岡高等学校OB | 1981年（昭和56年） |
| 清水エスパルス               | サッカー         | Jリーグ（J2）                   | 静岡市清水日本平運動公園球技場     | 株式会社エスパルス                              | 1991年（平成3年）  |
| FC Fuji Megere               | サッカー         | 東海女子サッカーリーグ（1部）   | 静岡市清水日本平運動公園球技場など | NPO法人富士スポーツクラブ                       | 1998年（平成10年） |
| ベルテックス静岡             | バスケットボール | Bリーグ（B2リーグ）             | 静岡県草薙総合運動場体育館など     | 株式会社VELTEXスポーツエンタープライズ          | 2018年（平成30年） |
| 静岡ジェード                 | 卓球             | Tリーグ（Tプレミアリーグ）      | 静岡市中央体育館など               | 静岡オクシズUU株式会社                          | 2022年（令和4年）  |
| くふうハヤテベンチャーズ静岡 | 野球             | ウエスタン・リーグ（2軍リーグ） | 静岡市清水庵原球場など             | ハヤテ223株式会社                               | 2023年（令和5年）  |

### 介護予防体操
- しぞ～かでん伝体操（筋力アップ）
- しぞ～かちゃきちゃき体操（脳機能アップ）
- しぞ～かわくわく体操（代謝アップ）[96]

## 出身・関連著名人

### 静岡市観光親善大使
- 森理世（2011年12月1日就任）[97]
- 春風亭昇太（2012年3月12日就任）
- 明日海りお（2015年9月7日就任）[98]

## 市章・市歌・名誉市民・市民栄誉賞
市章 ：富士山と波を描いたもの。
- 公募作品
- 2003年5月29日制定

市歌 ：『わたしの街 静岡』
- 2005年4月13日制定
- 作詞：市民応募作品
- 補作詞・作曲：小椋佳
- 編曲：川辺真
- CD化の際に伊東恵里が歌唱した。

名誉市民
- エミリー・マーガレッタ・マッケンジー（旧静岡市で福祉事業に貢献）
- 芹沢銈介（人間国宝、旧静岡市名誉市民）
- 松前重義（旧清水市に東海大学を建学、教育・文化に貢献）
- 鈴木与平（旧清水市の経済・発展に貢献）
- 後藤磯吉（1919-2011、はごろもフーズ前会長、清水港の発展に貢献）
- 大野乙次郎（旧蒲原町の財政基盤作りに貢献）
- 佐藤一郎（旧蒲原町の教育・建設・防災行政に貢献）
- 山本良作（旧蒲原町の産業発展に貢献）
- 山本幾太郎（旧蒲原町の産業・教育・福祉に貢献）

市民栄誉賞
- さくらももこ[100]

## 市のキャラクター
市の公式マスコットキャラクターは、区ごとに1体ずつ設定されている。
1. あおいくん（葵区）:デザイナーは葵区出身の漫画家であるしりあがり寿。
2. トロベー（駿河区）
3. シズラ（清水区）

## 静岡市を舞台にした作品

### 漫画
- ちびまる子ちゃん （さくらももこ 1986年 - 1996年[注釈 12], 2000年 - 不定期連載中[注釈 13], 2007年 - 2011年[注釈 14]） - 作者の出身地旧清水市が舞台
- 永沢君（さくらももこ 1993年 - 1995年）
- ひとりずもう（さくらももこ 2006年 - 2007年）
- 無明逆流れ（とみ新蔵 1967年）
- シグルイ（山口貴由 2003年 - 2010年）
- 腕 -駿河城御前試合-（南條範夫原作・森秀樹作画 2011年 - 2012年）
- ローカル女子の遠吠え（瀬戸口みづき、2014年 - 連載中）
- 星屑テレパス（大熊らすこ、2019年 - 連載中） - 駿河区と葵区が舞台（アニメ版では清水区）

### テレビドラマ
- 徳川家康（1964年 NET（現・テレビ朝日））
- 徳川家康（1983年、NHK大河ドラマ）
- 松本清張スペシャル Dの複合（1993年、フジテレビ金曜エンタテイメント）
- 徳川慶喜（1998年、NHK大河ドラマ）
- 葵 徳川三代（2000年、NHK大河ドラマ）
- 次郎長 背負い富士（2006年、NHK木曜時代劇）
- 柳生十兵衛七番勝負 最後の闘い（2007年、NHK木曜時代劇）
- 青天を衝け（2021年、NHK大河ドラマ）
- どうする家康（2023年、NHK大河ドラマ）

### 小説
- 次郎長三国志（村上元三 1952年 - 1954年）、背負い富士（山本一力 2006年）、巴川（村松友視 1994年）ほか清水港関係小説多数。
- 徳川家康（山岡荘八 1950年 - 1967年）
- 駿河城御前試合（南條範夫 1956年 - 1962年） - 「無明逆流れ」「シグルイ」「腕 -駿河城御前試合-」の原作。
- Dの複合（松本清張 1965年 - 1968年） - 市内の三保の松原が舞台となっている。
- 寺町三丁目十一番地（渡辺茂男 1969年）
- 柳生十兵衛七番勝負（津本陽 2004年）
- イニシエーション・ラブ（乾くるみ 2004年） - 1986年ごろの静岡市を舞台としている。2015年の映画化の際はロケ地にもなった。
- 〈ハルチカ〉シリーズ（初野晴 2008年 - ） - 清水区を舞台としている。2017年の映画化の際はロケ地にもなった。
- この青い空で君をつつもう（瀬名秀明 2016年）
- レプリカだって、恋をする。（榛名丼 2023年） - 第29回電撃小説大賞 受賞。第11回静岡書店大賞「映像化したい文庫部門」第一位。

※なお上記のうち村松友視、乾くるみ、初野晴、瀬名秀明、榛名丼の各氏は静岡市出身である。

### テレビアニメ
- ちびまる子ちゃん（1990年 - 、フジテレビ） - 清水市（現・清水区）。
- いぬかみっ!（2006年、テレビ東京）
- シグルイ（2007年、WOWOW）
- 模型戦士ガンプラビルダーズ ビギニングG（2011年、BS11）
- ガンダムビルドファイターズ（2013年、テレビ東京）
- 魔法少女大戦（2014年、TOKYO MX） - 静岡浅間大社、グランシップ
- ハルチカ〜ハルタとチカは青春する〜（2016年、TOKYO MX） - 清水区内
- 星屑テレパス（2023年、TOKYO MXほか） - 清水区が舞台（原作版では駿河区と葵区）

### ドラマ撮影地
- 西部警察 PART-II（1982年、テレビ朝日） - 日本全国縦断ロケの第一弾として静岡でロケーションが行われた。
- 女かじき特急便 （1982年、日本テレビ）
- 転校少女Y （1984年、TBS）
- もっとあぶない刑事 （1988年、日本テレビ）
- Alice 6（1995年、SUT / UX） - 静岡市・伊豆市
- 僕だけのマドンナ（2003年、フジテレビ） - 用宗漁港。
- WATER BOYS2 （2004年、フジテレビ） - グランシップ。
- 検察官キソガワ（2005年、BSジャパン） - 青葉おでん街[102]
- 次郎長背負い富士（2006年、NHK木曜時代劇）- 10話(最終話)；三保の松原[102]
- 白夜行 （2006年、TBS）
- 輪舞曲（ロンド）（2007年、TBS） - カナサシ重工[102]。
- 風林火山（2007年、NHK大河ドラマ） - 臨済寺、今川氏館跡、久能山東照宮、清見寺。
- 華麗なる一族（2007年、TBS） - 日本平ホテル[102]。
- 血痕 警科研・湯川愛子の鑑定ファイル第2作（2007年） - 駿府城公園[102]。
- 柳生十兵衛七番勝負 最後の闘い（2007年、NHK木曜時代劇） - 久能山東照宮。
- コード・ブルー -ドクターヘリ緊急救命-（2008年、フジテレビ）
- 魔王（2008年、TBS）
- 篤姫（2008年、NHK大河ドラマ） - 宝台院、浮月楼。
- 不毛地帯（2009年、フジテレビ） - グランシップ。
- 万引きGメン・二階堂雪第18作（2009年） - 静岡徳洲会病院[102]。
- GOLD（2010年、フジテレビ） - 静岡市役所、静岡県立水泳場。
- 熱海の捜査官（2010年、テレビ朝日）
- 杜拉拉昇職記（Go Lala Go!）（中国語版）（2010年、中国ドラマ）- 青葉おでん街[102][103][104]。
- コード・ブルー -ドクターヘリ緊急救命-（2010年） - 供用開始前の新東名高速道路。
- 江〜姫たちの戦国〜（2011年、NHK大河ドラマ） - 駿府城公園、久能山東照宮。
- 熱海の捜査官（2010年、テレビ朝日金曜ナイトドラマ） - 清水区蒲原小金の路上。
- JIN-仁- 第2期第2話 （2011年、TBS） - 静岡浅間神社
- それでも、生きてゆく（2011年、フジテレビ）
- 運命の人（2012年、TBS） - 静岡県庁本館。
- TAKE FIVE〜俺たちは愛を盗めるか〜（2013年、TBS金曜ドラマ） - 興津第二埠頭
- 潜入探偵トカゲ（2013年、TBS木曜ドラマ9） - ホテルセンチュリー静岡。
- とんび（2013年、TBS日曜劇場） - 久能山東照宮。
- ちびまる子ちゃんスペシャル（実写版）（2013年、フジテレビカスペ!） - 清水入江小学校、巴川、三保の松原。
- 警視庁捜査一課9係（2013年、テレビ朝日） - 東海大学海洋学部。
- プラスティック・スマイル（2018年、NHK BSプレミアム） - 清水駅前銀座、清水港、久能山東照宮ほか。
- 天国と地獄〜サイコな2人〜（2021年、TBS日曜劇場） - 清水港フェリーターミナル。

### 映画撮影地
- サラリーマン清水港（1962年）
- 続サラリーマン清水港（1962年）
- 乱れる（1964年）
- クレージーの無責任清水港（1966年）
- クレージーの殴り込み清水港（1970年）
- ユー・ガッタ・チャンス（1985年）
- みんなあげちゃう（1985年）
- ビー・バップ・ハイスクール 高校与太郎行進曲（1987年） - 静岡鉄道[102]。
- シュート!（1994年）
- Lie Lie Lie （1997年）
- ピンチランナー（2000年） - 東海大学付属翔洋高等学校。
- ゴジラ・モスラ・キングギドラ 大怪獣総攻撃（2001年）
- ぷりてぃ・ウーマン（2003年） - 静岡鉄道[102]。
- 69 sixty nine（2004年）- 旧東海大学第一高等学校[102]。
- デコトラの鷲 恋の花咲く清水港（2005年） - いちご海岸通り[102]。
- 実録・東海道抗争 白と黒（2006年） - 三保生涯学習交流館[102]。
- 吉祥天女（2007年） - 旧マッケンジー邸[102]。
- やじきた道中 てれすこ（2007年）[102]
- エクステ（2007年） - 興津第二埠頭[102]
- 少林少女（2008年） - 静岡県立大学[102]。
- 次郎長三国志（2008年）[102]
- ぐるりのこと。（2008年） - 静岡市民文化会館[102]。
- DIVE!!（2008年） - 静岡県立水泳場[102]。
- フィッシュストーリー（2009年） - 駿河湾フェリー[102]。
- BOX 袴田事件 命とは（2010年）
- 癒しの遊女 濡れ舌の蜜 （2010年） - 七間町。
- 土竜の唄 潜入捜査官REIJI（2014年）
- 百合子、ダスヴィダーニヤ（2011年） - 旧マッケンジー邸。監督の浜野佐知は静岡城北高校卒である。
- 近キョリ恋愛（2014年）- 青葉シンボルロード。
- 神さまの言うとおり（2014年） - 旧庵原高校。
- 幕が上がる（2015年）
- イニシエーション・ラブ（2015年） - 常磐公園など（原作小説が静岡市を舞台にしている）
- ハルチカ（2017年） - 清水区内各所（原作小説が清水区を舞台にしている）
- 雪子さんの足音（2019年） - 旧エンバーソン邸・静岡鉄道静岡清水線・静岡鉄道新静岡駅など。
- 一度死んでみた（2020年） - 静岡県立美術館、青葉シンボルロードなど[105]。
- ちひろさん（2023年） - 駒形通り商店街、駒形第二公園

### 鉄道唱歌
1900年に作られた鉄道唱歌・第1集東海道編に静岡市が登場する歌詞は、下記のとおりである。
19. 世にも名高き興津鯛 鐘の音響く清見寺 清水につづく江尻より 行けば程なき久能山 （1911年一部修正）
20. 三保の松原田子の浦 逆さにうつる富士の嶺を 波にながむる舟人は 夏も冬とや思ふらむ
21. 駿州一の大都会 静岡いでて安部川を わたればここぞ宇津ノ谷の 山きりぬきし洞の道